# Alezan
Vous lisez un « article de qualité » labellisé en 2025.
Robe du cheval
L'alezan  est une couleur de robe des équidés domestiques, présente chez le cheval et l'âne, caractérisée par des poils et des crins de couleur rousse à brune plus ou moins foncés sur tout le corps. Dans le domaine de l'hippologie, elle est considérée comme l'une des trois robes de base du cheval, avec le bai et le noir. Très fréquente, elle se distingue généralement de la robe baie par l'absence de poils noirs. Une abondante terminologie permet de distinguer les nuances de robes alezanes, de l'alezan clair qui est proche de la couleur noisette, jusqu'à l'alezan brûlé, proche de la couleur du café torréfié.
Apparu après la domestication du cheval et de l'âne, l'alezan est réparti chez la grande majorité des races de chevaux modernes grâce à une sélection positive remarquable au début du Moyen Âge, mais il reste rare et très peu étudié chez les ânes. Il est caractéristique de certaines races de chevaux comme le Suffolk Punch, le Haflinger, le Gidran et le trait de la Forêt-Noire. Il est très fréquent chez le Breton, le Karabakh et le Barbe de Tunisie, mais rare chez le cheval ibérique. Génétiquement, la robe alezane est toujours récessive. Elle résulte d'une mutation faux sens provoquant la synthèse exclusive de pigments roux-brun, la phéomélanine ; sa formule génétique caractérisée par l'absence d'allèle Extension ({\displaystyle E}) est obligatoirement {\displaystyle ee}. Cela rend l'alezan particulièrement simple à sélectionner pour des éleveurs, deux parents alezans donnant une descendance 100 % alezane.
Valorisé dans l'hippologie arabe, l'alezan est aussi associé à tort à un tempérament colérique qui lui donne mauvaise réputation dans le monde occidental, une idée reçue peut-être née sous l'influence du thème biblique des quatre cavaliers de l'apocalypse, que ne confirment pas les recherches en génétique. Cette couleur de chevaux est présente dans différentes œuvres d'art et culturelles de la littérature d'enfance et de jeunesse et du jeu vidéo. De nombreux chevaux célèbres sont ou étaient alezans.

## Étymologie et terminologie
Entre autres d'après le Littré, il est fréquent de croire que le mot français « alezan » serait directement issu de l'arabe, du mot al-hisân (« le cheval » en français) ou encore al-hasan (« le beau » en français). Toutefois, il provient plus vraisemblablement de l'espagnol alazán  (connu depuis 1280), lui-même provenant de l'arabe,,. En français, lorsque les crins et le bas des membres sont plus clairs que la robe, le cheval est dit « alezan crins lavés ».
Il existe des terminologies spécifiques à cette couleur des chevaux dans de nombreuses langues.
En anglais, la nomenclature de l'alezan comporte deux termes, chestnut et sorrel ; le premier est utilisé pour décrire des chevaux dont la couleur est uniforme, et le second pour décrire ceux qui ont des variations de couleur avec des zones pâles,. En espagnol et en portugais, le terme alazán est utilisé pour désigner les chevaux dont la crinière, la queue et le poil sont de la même teinte ; ceux dont la crinière et la queue sont plus claires sont nommés ruano ou pelo de vaca (poil de vache),.
Lorsqu'au contraire, les crins sont plus foncés que le corps, le cheval est dit tostado,. Ces termes peuvent être précisés en fonctions des nuances perçues, par exemple en tostado negro, alazán sangre, ou encore alazán tostado. En allemand, l'alezan se traduit par fuchs,.
| Français                                       | Anglais        | Espagnol           | Allemand              | Couleur |
| ---------------------------------------------- | -------------- | ------------------ | --------------------- | ------- |
| Alezan                                         | Chestnut       | Alazán             | Fuchs                 |         |
| Alezan clair Alezan pangaré Alezan crins lavés | Sorrel         | Ruano Pelo de vaca | Lichtfuchs            |         |
| Alezan foncé Alezan brûlé                      | Liver chestnut | Tostado            | Dunkelfuchs Kohlfuchs |         |

En moyen gallois, un grand nombre d'adjectifs spécialisés permettent de décrire toutes les variations de robes « marron », dont l'alezan et le bai. En kalmouk, l'alezan est désigné par le mot zeerd. Des termes spécifiques existent aussi en iakoute et en mongol (qürӓŋ, qongor, etc), certains termes étant utilisés dans les deux langues, mais pas toujours pour désigner la même nuance de robe (kürӓŋ).
Les ânes alezans (chestnut en anglais) sont aussi désignés comme des ânes « rouges » en anglais (red,), et en français. Ils peuvent être nommés « chocolat » quand ils sont très foncés.
Le mot français est à la fois un substantif et un adjectif (« un alezan », « un cheval alezan »).

## Identification visuelle
La robe alezane existe à la fois chez le cheval et chez l'âne domestique,. Visuellement (phénotype), le corps est entièrement recouvert d'un pelage et de crins dont la couleur va de celle de la noisette claire jusqu'à celle du chocolat noir, en passant par toutes les nuances du roux et du brun, soit une vaste palette de teintes possibles,,,. La couleur la plus typique se rapproche de celle du cuivre.
Certains auteurs estiment que la robe alezane est caractérisée par l'absence totale de poil noir,, mais d'autres signalent des possibilités de poils phénotypiquement noirs chez un animal génétiquement alezan,.
La peau est foncée (généralement gris foncé), sauf sous les marques blanches du cheval (balzanes et marques en tête), où elle est rose. Les iris sont foncés, sauf si des marques blanches atteignent les yeux, auquel cas un ou deux yeux bleus sont également possibles,. L'alezan a des yeux légèrement plus foncés que le palomino.

Caractéristiques permettant d'identifier l'alezan
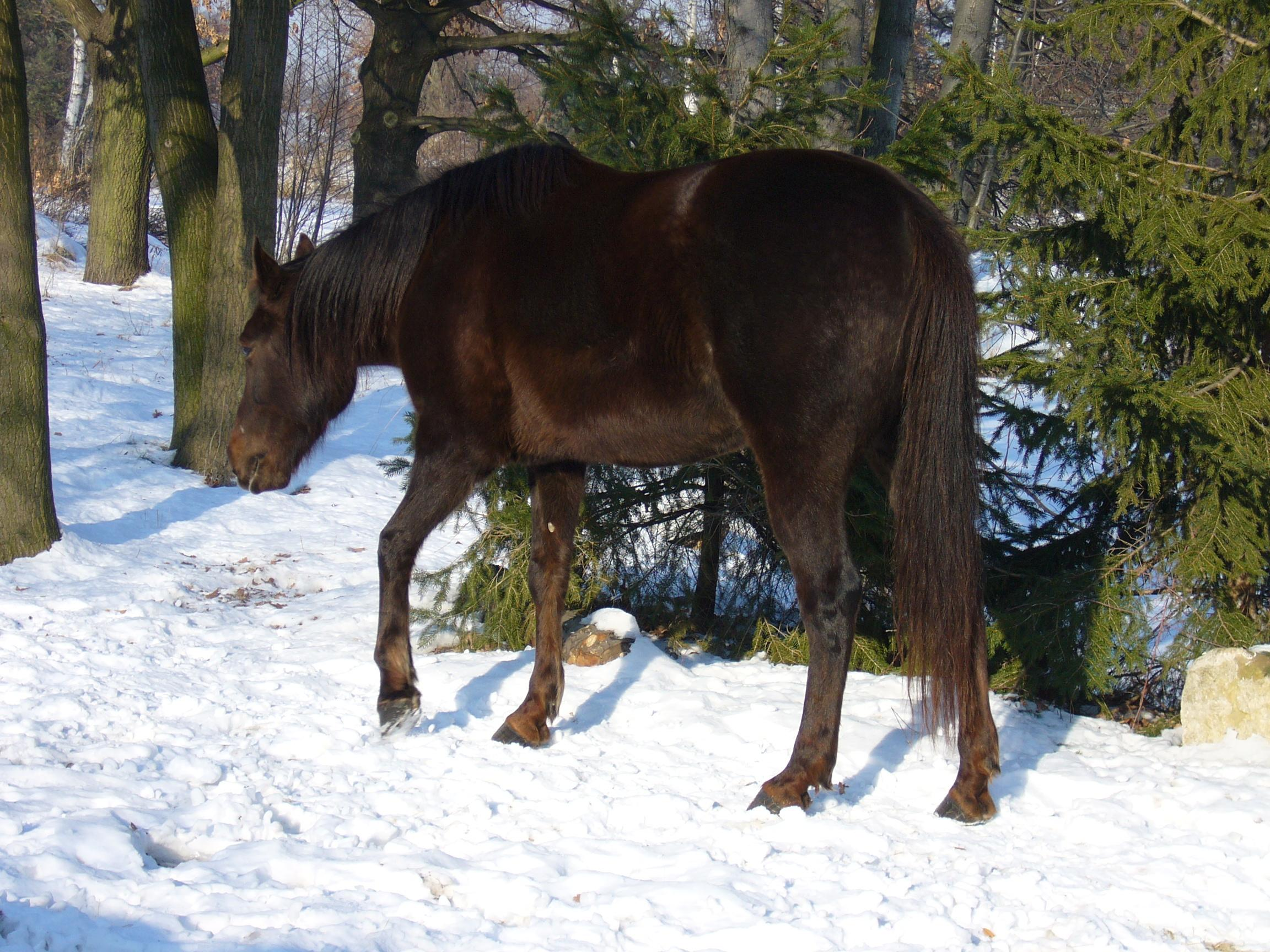
Poils de couleur noisette à brun foncé (« chocolat »).
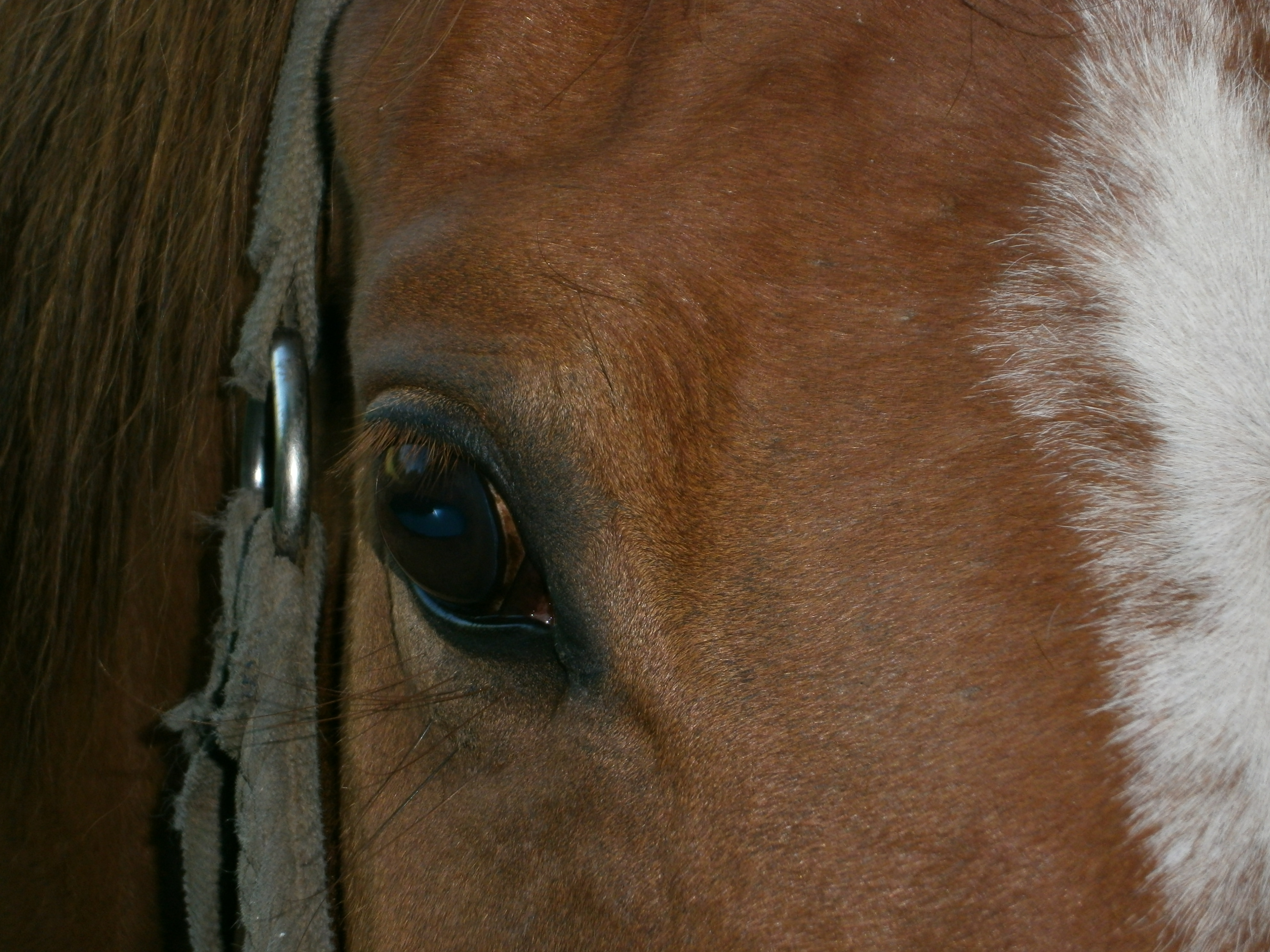
Œil et peau foncés.
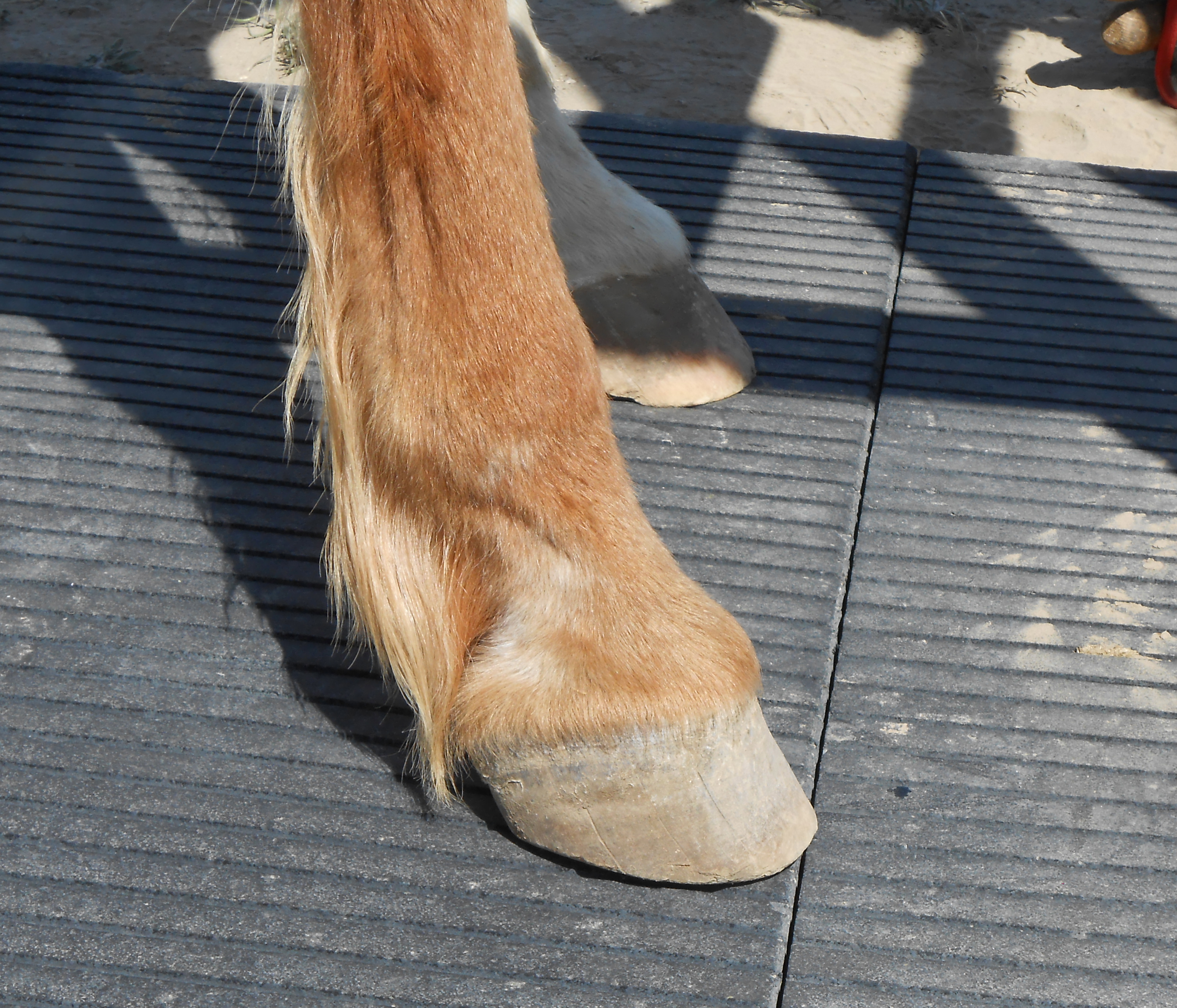
Bas des membres non-noir.
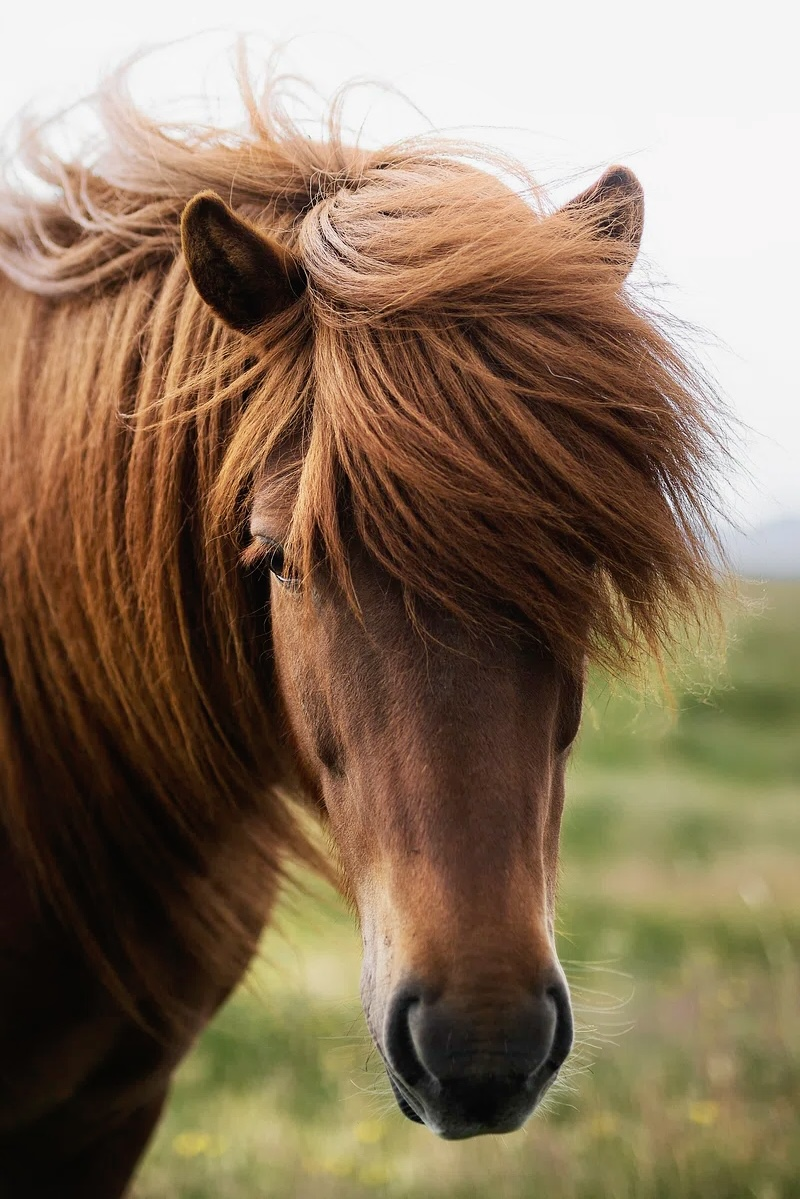
Crinière et queue généralement non-noires.
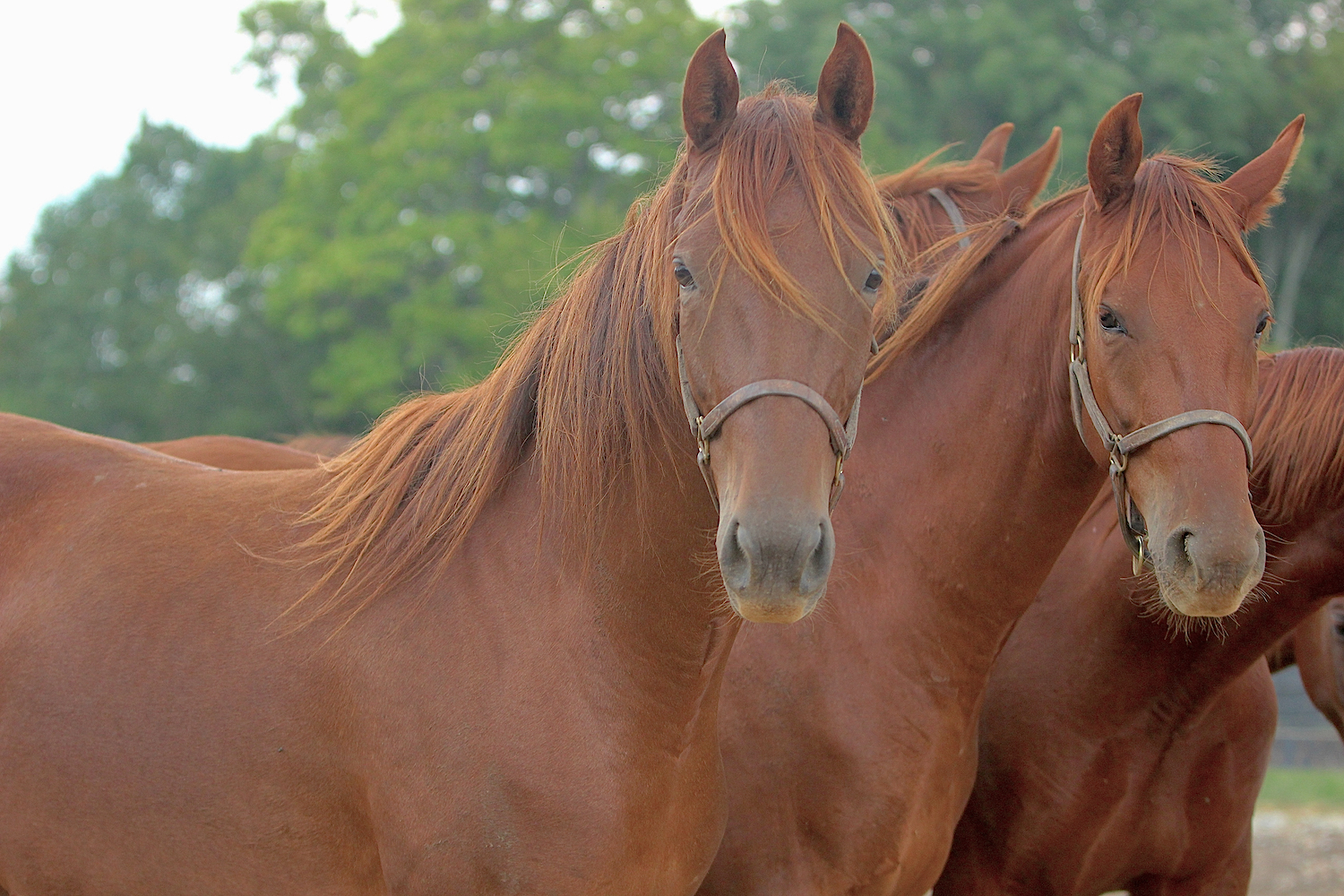
Tour des oreilles non-noir.
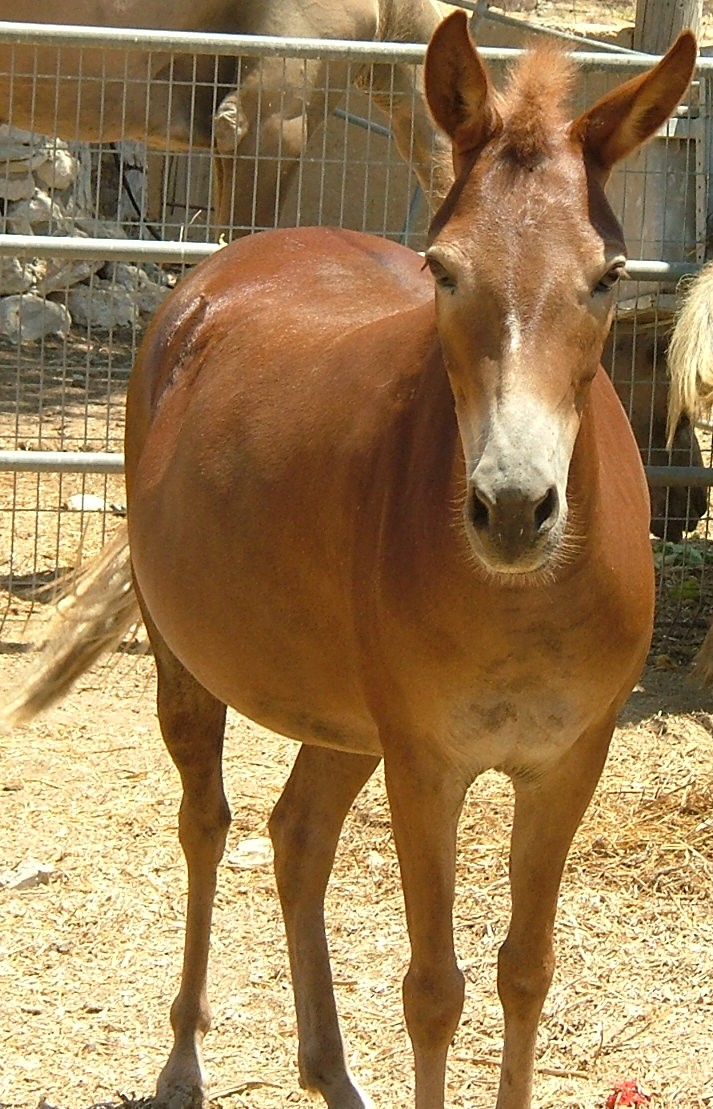
Possible chez l'âne et le mulet.

Il existe beaucoup de variations possibles dans la couleur du poil, de la crinière et de la queue,,,. La variation de couleur des crins couvre un très large spectre allant du blanc-crème jusqu'au roux très foncé, avec possiblement des mélanges entre crins clairs et foncés,. Certains alezans peuvent aussi présenter une différence de couleur entre leur crinière et leur queue. D'après Frédérique Grosbois, V. Morin et Anne-Claire Grison de l'institut français du cheval et de l'équitation (IFCE), les crins du cheval alezan ne sont jamais noirs ; cependant Virginie Népoux et Amélie Tsaag Valren signalent les chevaux dits tostado phénotypiquement alezans et dotés de crins noirs, une nuance de robe qui n'est pas documentée chez les chevaux d'Europe, mais qui a été remarquée sur des photographies de chevaux sud-américains et asiatiques hébergées dans la médiathèque en ligne Wikimedia Commons.
Un cheval alezan peut présenter des pommelures ou des pommelures inversées, en particulier en cas de gène sooty présumé,. Un cheval alezan très foncé, présumé sooty, peut être très difficile à différencier d'un cheval noir ; il existe en effet des confusions phénotypiques entre le bai-brun, le noir, et l'alezan brûlé, rendant nécessaire la réalisation d'analyses génétiques pour classer correctement les chevaux concernés. Les marques blanches en tête et au bas des membres sont statistiquement plus fréquentes chez les chevaux alezans que chez ceux d'autres robes, ce qui fait de l'alezan un cheval rarement zain. Chez l'âne, l'animal conserve des poils blancs-crème autour du museau, des yeux, sous le ventre et sur la face intérieure des membres.

### Évolution de la robe du poulain
D'après Alexandre Vallon (1819-1864), premier vétérinaire professeur d'hippologie à Saumur, le poulain alezan peut naître d'une nuance plus claire ou plus foncée que celle qu'il aura à l'âge adulte. Selon Margot Sabbagh (ingénieure et éleveuse) et Caroline Sauvegrain, le poulain alezan naît généralement d'une teinte claire, avec une peau possiblement rose qui prendra sa teinte grise définitive durant le mois suivant la naissance, un ventre et un intérieur des membres blanchâtres. La première mue donne une robe plus foncée, puis les suivantes lui laissent une robe plus claire.

Caractéristiques et évolution des poulains alezans
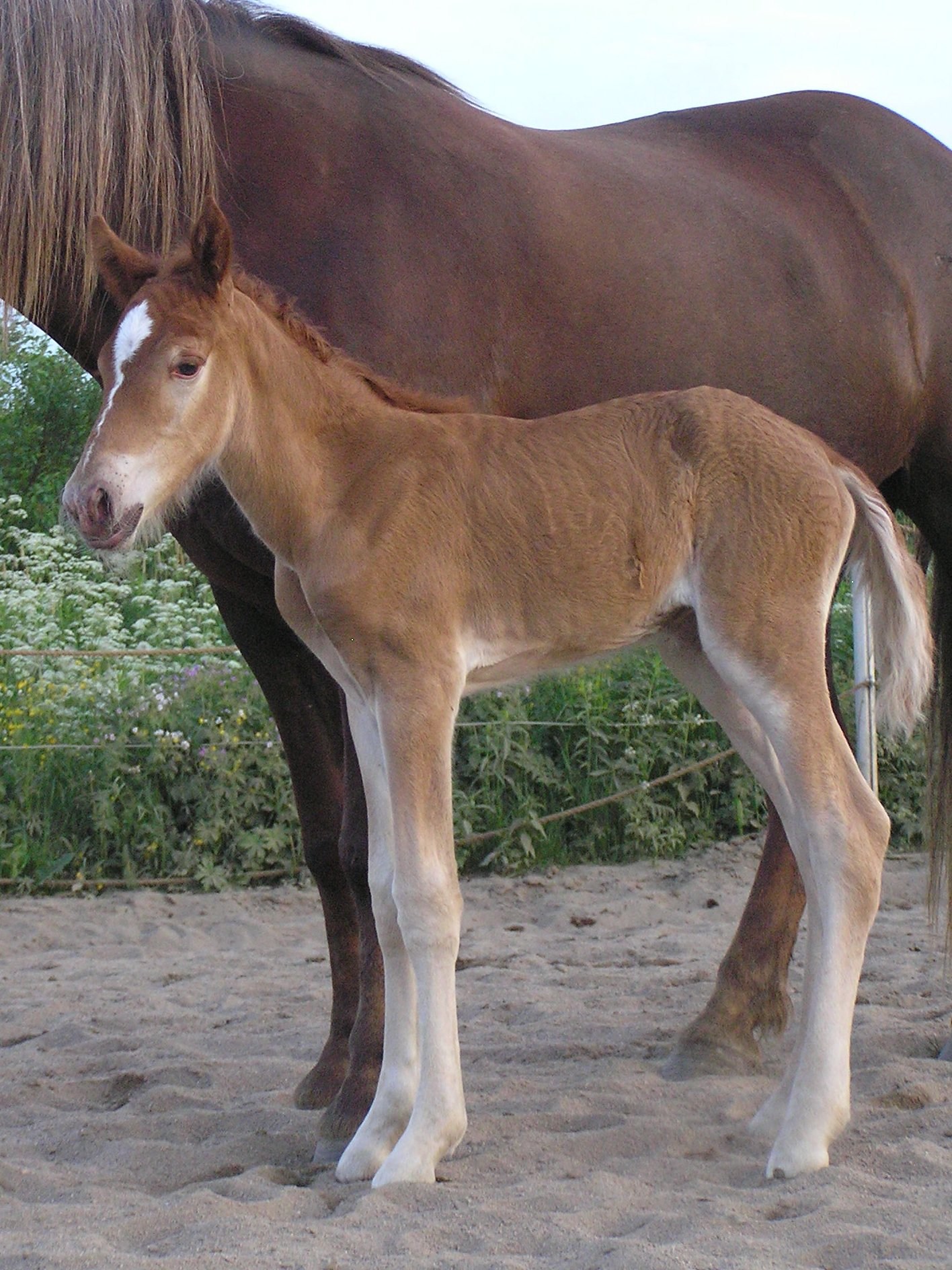
Très jeune poulain Finlandais alezan, avec une peau rose
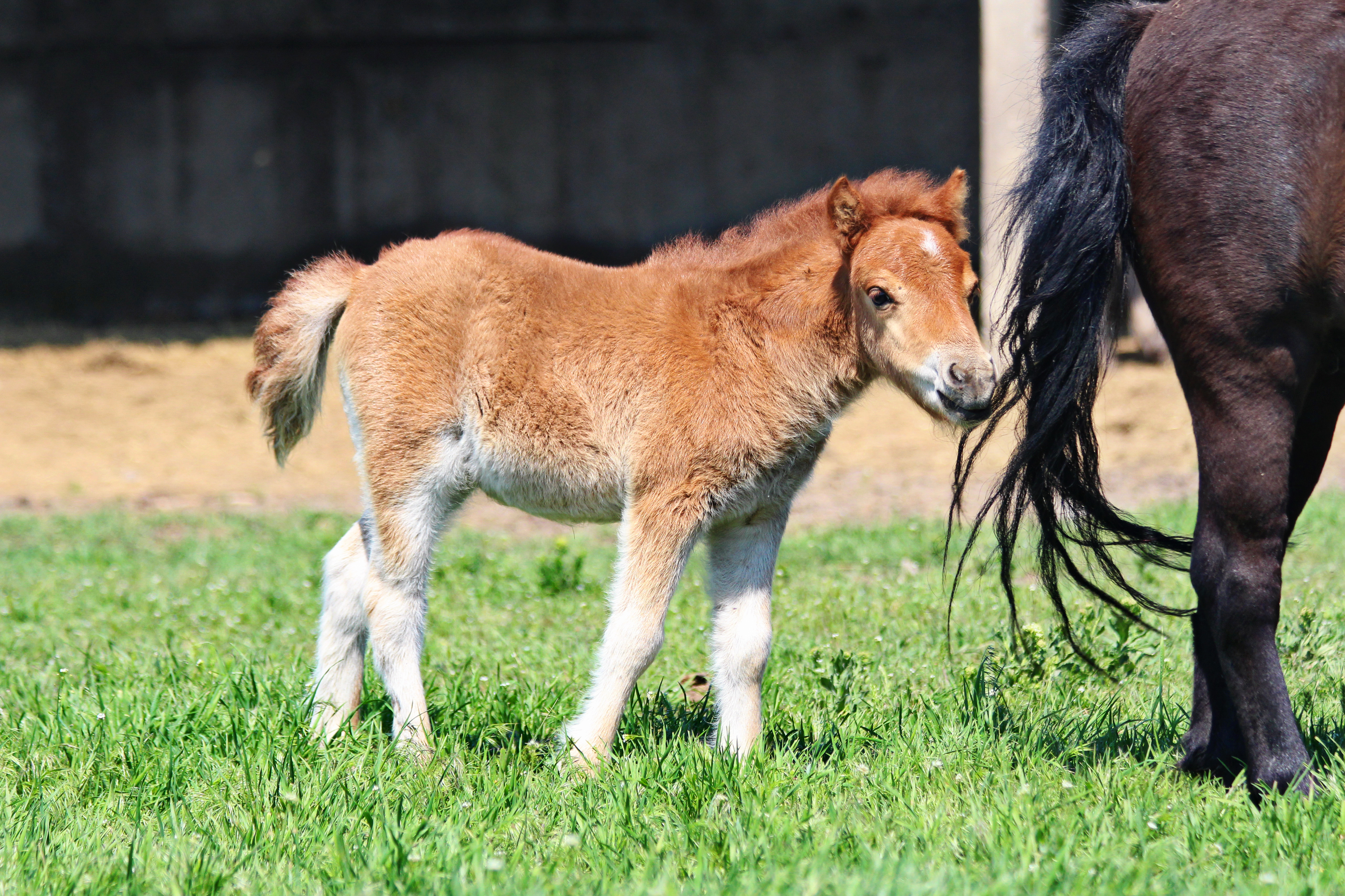
Poulain de poney, montrant la teinte blanche du ventre et de l'intérieur des membres
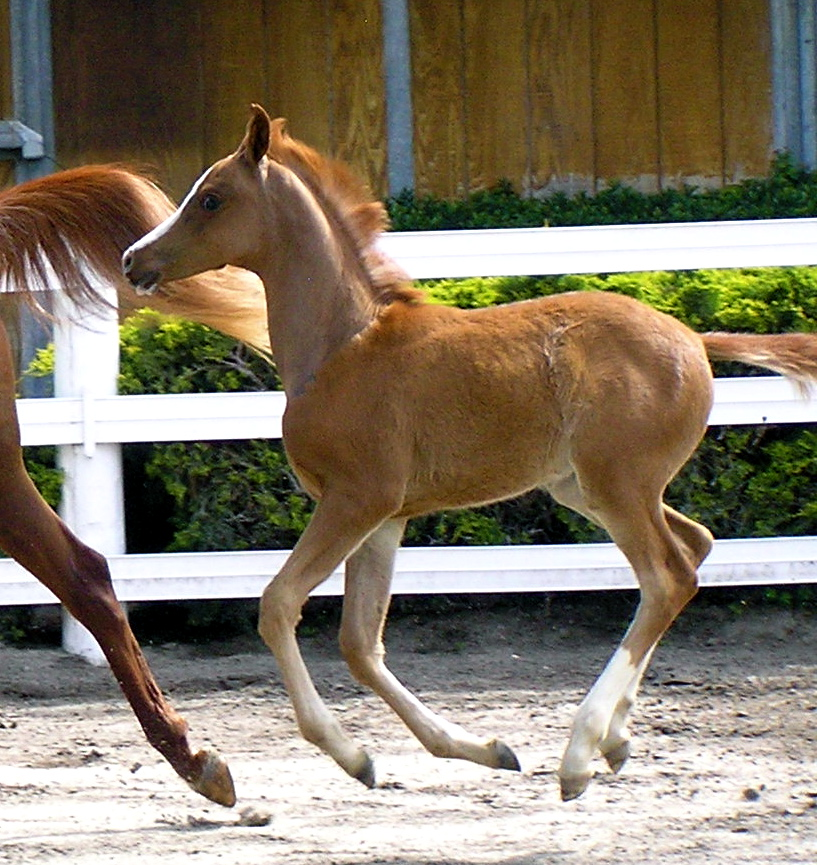
Poulain tondu, mettant en évidence la différence de coloration entre le poil long et le poil ras
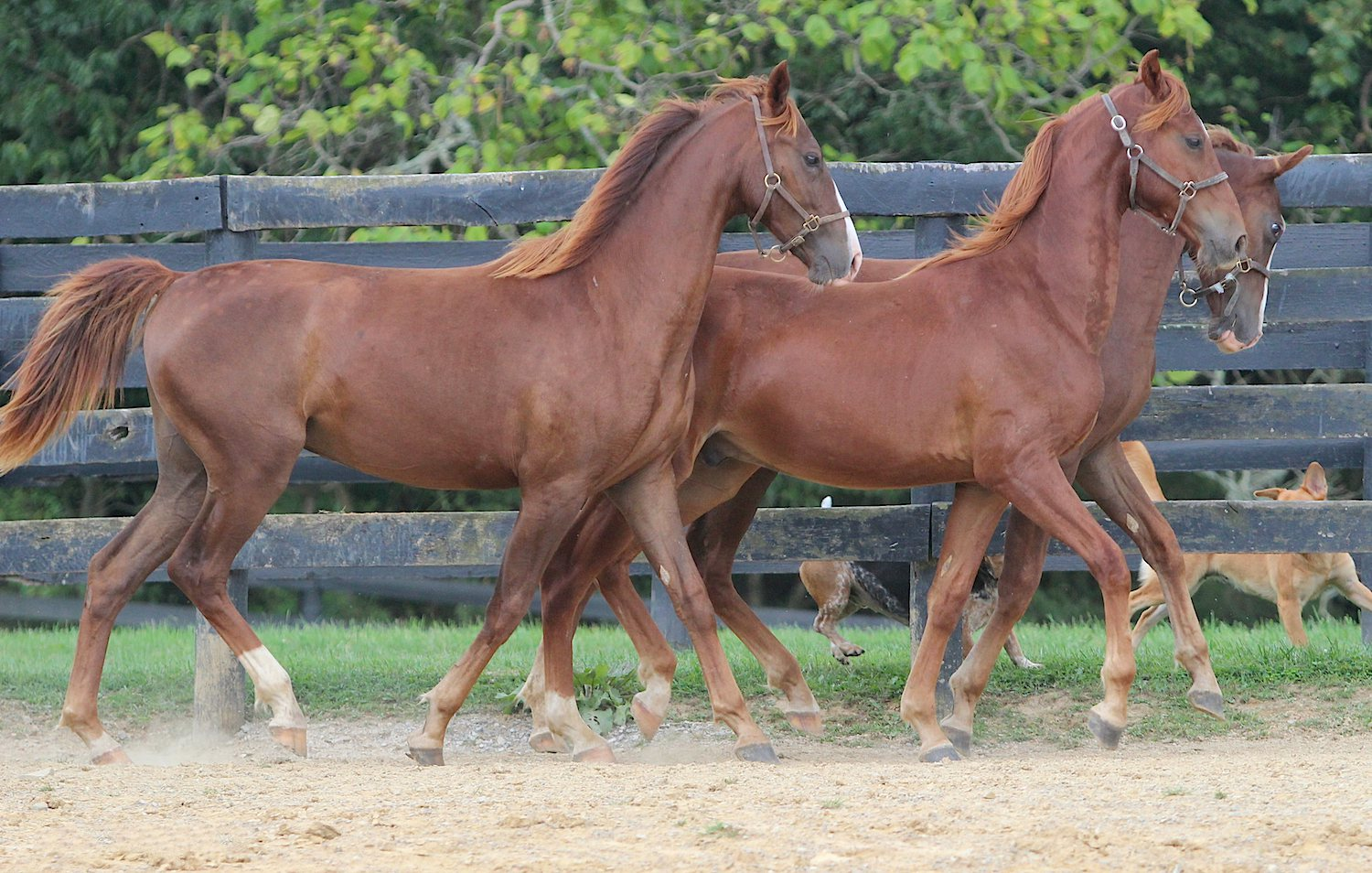
Poulains d'un an, à robe foncée après leur première mue
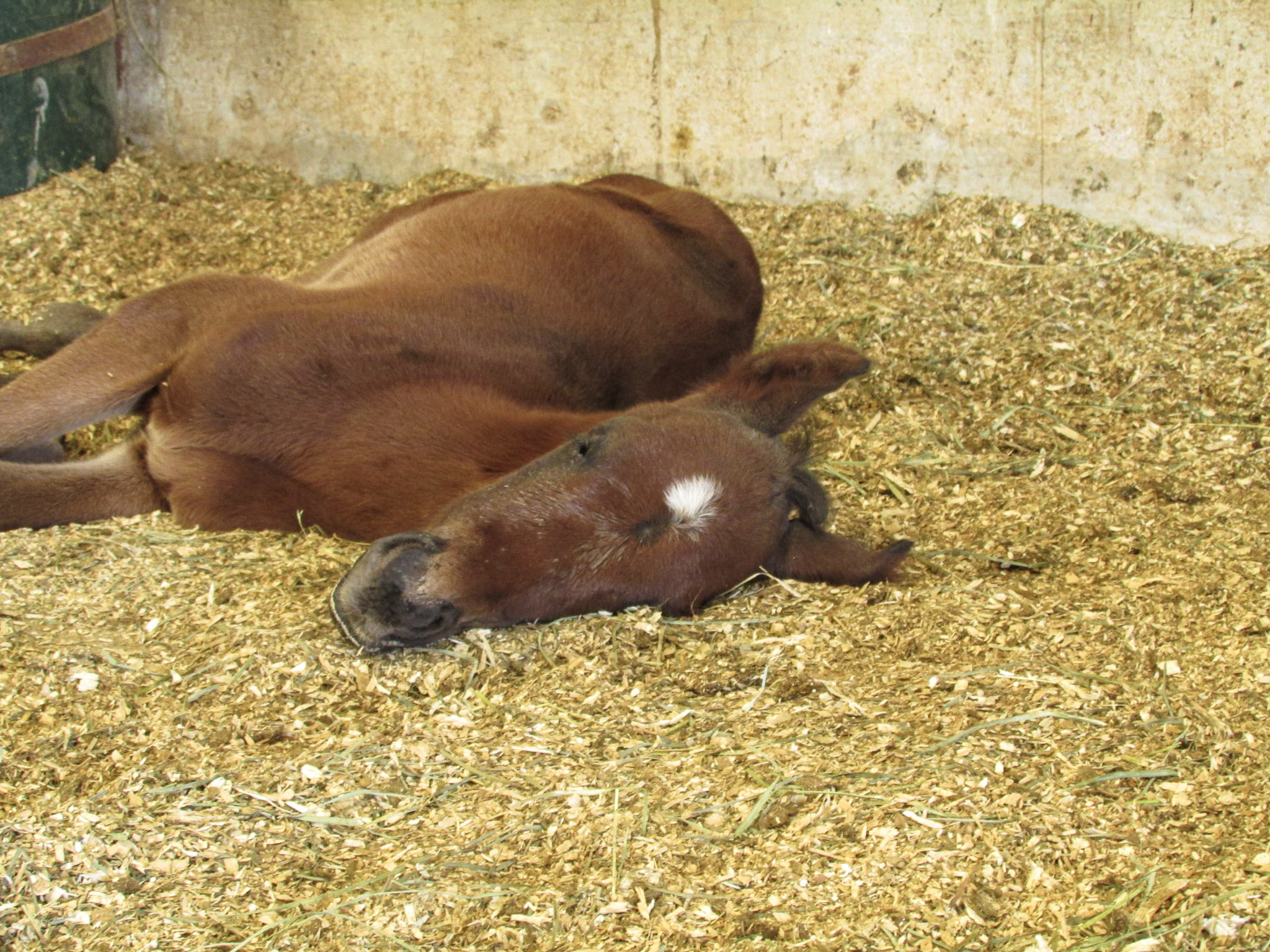
Poulain né alezan soutenu qui deviendra gris, puis blanc au fil du temps

Les poulains qui naissent d'une couleur alezane sombre et très soutenue peuvent être porteurs d'un allèle du gène Gris, qui les fera blanchir plus ou moins rapidement au fil du temps.

### Nuances de robes alezanes

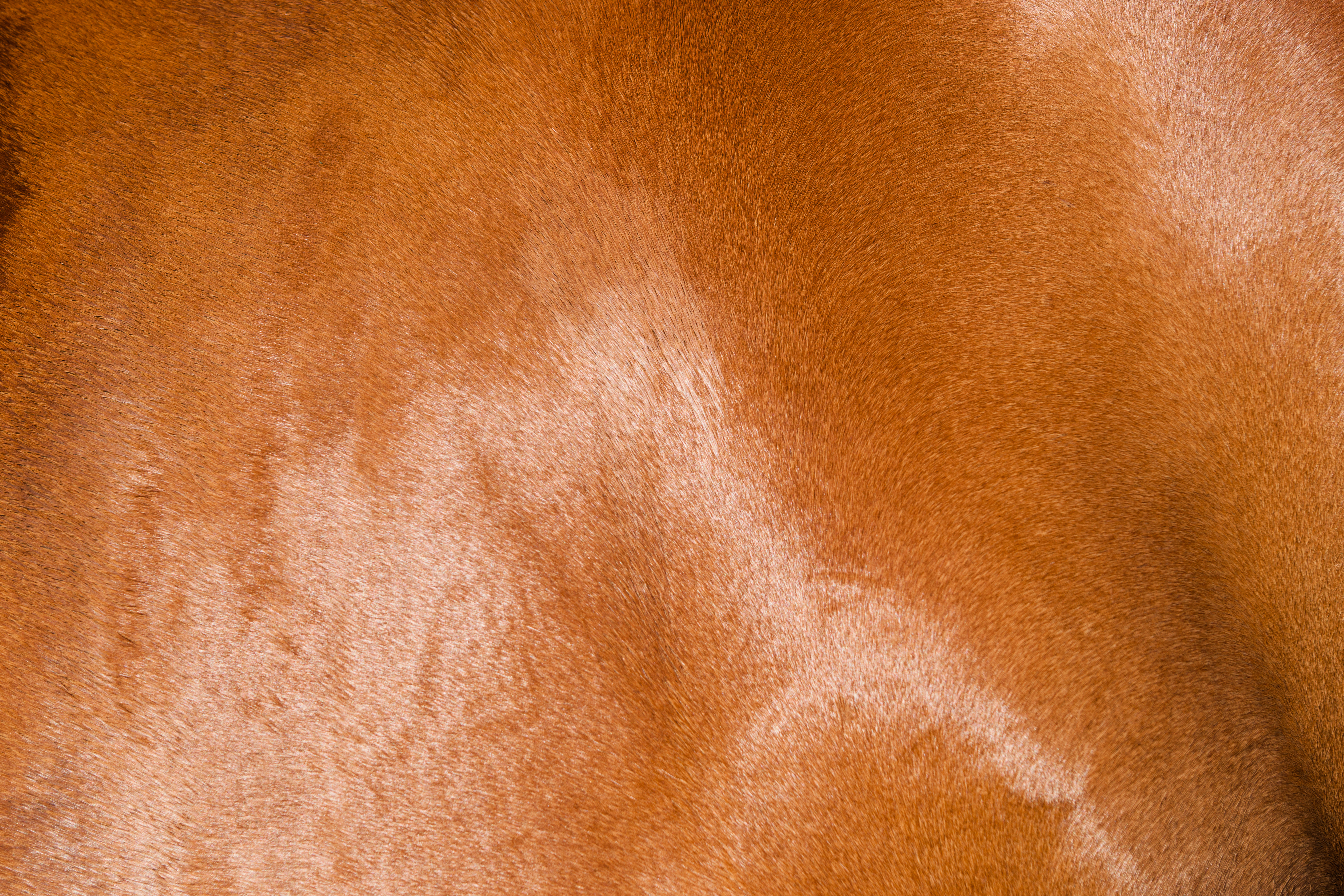
Nuance alezan classique, avec du poil couleur cannelle.

Les différents types d'alezans distingués par leur phénotype appartiennent tous, à priori, au même groupe génétique ; l'usage d'adjectifs tels que « clair » ou « foncé » ne dépend que de la subjectivité des observateurs,,,. Il existe différentes tentatives de classement des nuances de l'alezan avec des terminologies propres à chaque langue, qui peuvent fortement varier en fonction des pays et de l'action d'associations d'éleveurs,. De plus, la couleur peut varier en fonction du climat, de l'alimentation du cheval, et du niveau de luminosité extérieur.
Dans le Nâçerî, « l'un des textes les plus représentatifs de la littérature hippologique arabe classique » daté du XIVe siècle, Abû Bakr ibn Badr distingue sept nuances d'alezan : alezan commun, alezan safrané (jaune intense avec raie de mulet), alezan bai brun ou bâghir (poil sombre avec crins plus clairs), alezan sanguin (couleur henné), alezan terreux (couleur terre avec des crins clairs), alezan pénétré (base du poil blanche et extrémité du poil rouge), et alezan roux (couleur rouille du fer),. Il signale aussi l'existence d'un autre classement d'hippologues arabes, en huit variétés.
L'alezan est cité parmi d'autres descriptions détaillées de couleur et de personnalités de chevaux dans L’École de cavalerie de François Robichon de La Guérinière : il y est distingué l'alezan classique « roux comme le poil des vaches », l'alezan clair « qui a le moins de roux », et l'alezan brûlé « foncé fort brun ».
L’édition de 1762 du Dictionnaire de l'Académie française signale les nuances « brûlé », « moreau » et « doré ». Dans son cours d'hippologie de 1863, Vallon distingue six types d'alezan :
- Alezan clair, de teinte jaunâtre plus ou moins pâle, dont la tête, l'extrémité des membres et les crins peuvent être un peu plus foncés que le poil du corps[H 10] ;
- Alezan ordinaire, couleur de la cannelle, avec les crins et extrémités de même couleur que le poil du corps[H 11] ;
- Alezan cerise, de teinte rougeâtre vive, se rapprochant de la couleur d'une cerise mure, qui peut être clair ou foncé[H 11] ;
- Alezan foncé ou obscur, proche du brun[H 11] ;
- Alezan châtain, proche de la couleur d'une châtaigne[H 11] ;
- Alezan brulé, proche de la couleur du café torréfié[H 11].

Vallon précise aussi la possibilité de décrire des robes aux reflets rougeâtres brillants comme « alezan cuivré », et celle d'ajouter l'adjectif « doré » quand la robe présente un reflet métallique. En 1883, Honoré Pinel ajoute aux nuances précédemment citées l'alezan lavé, l'alezan neigé, l'alezan tigré et l'alezan zébré.

Nuances d'alezan
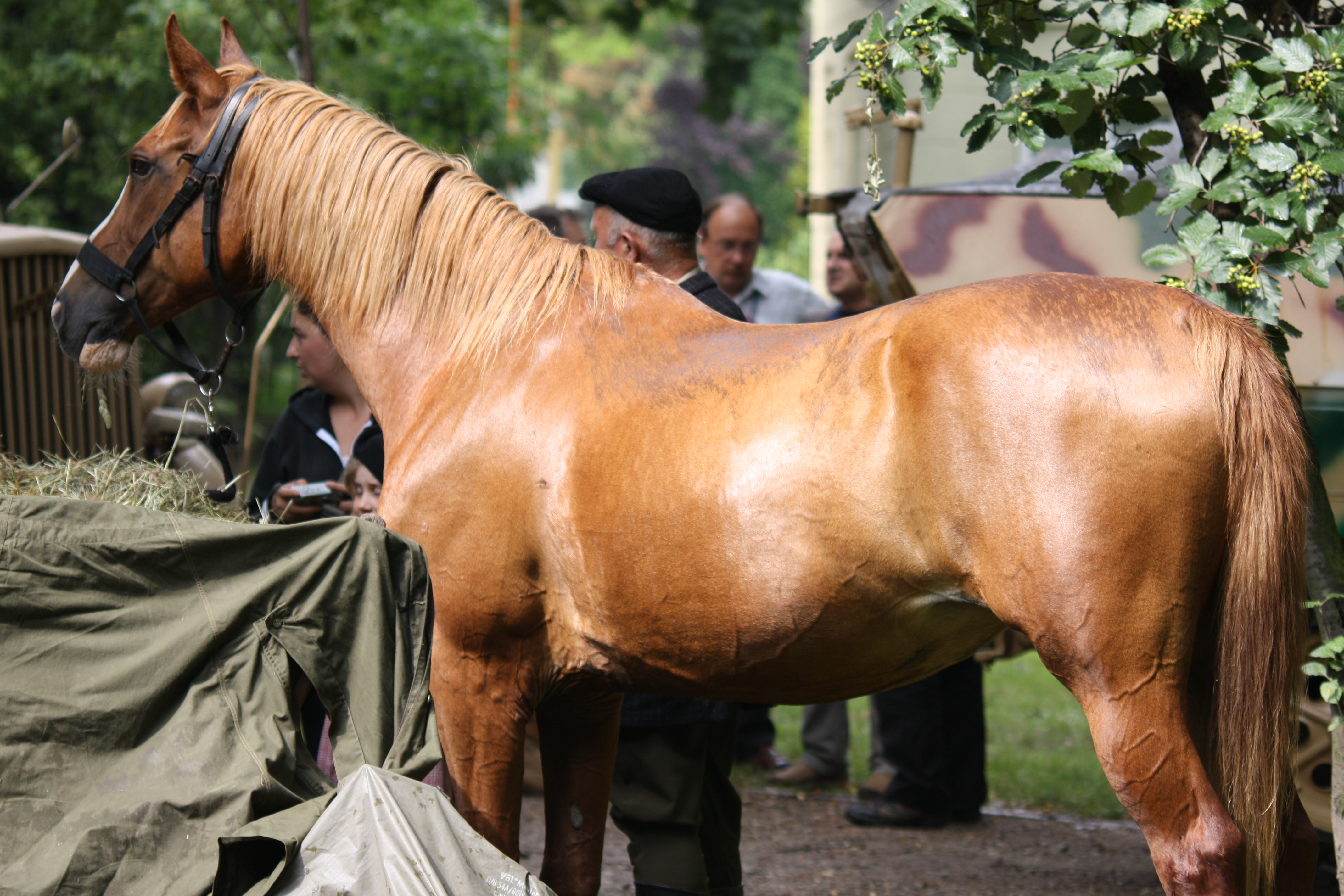
Alezan clair.
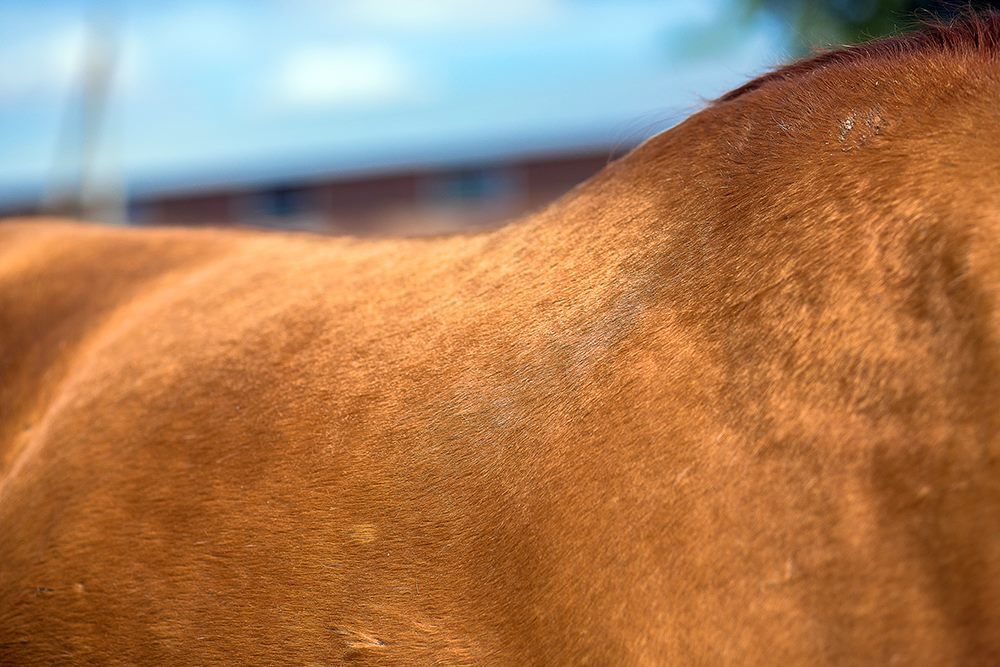
Alezan doré
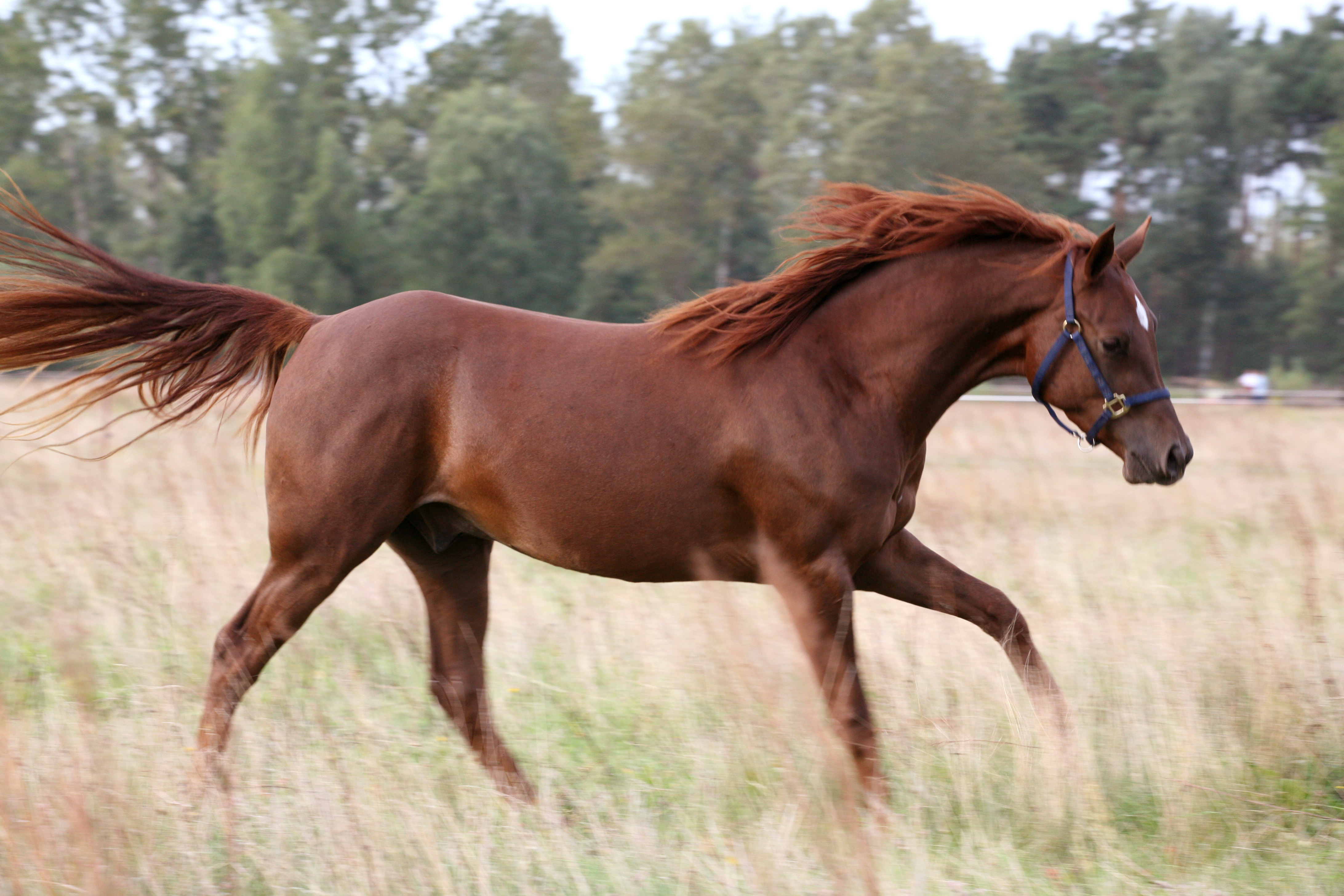
Alezan cerise ou cuivré.
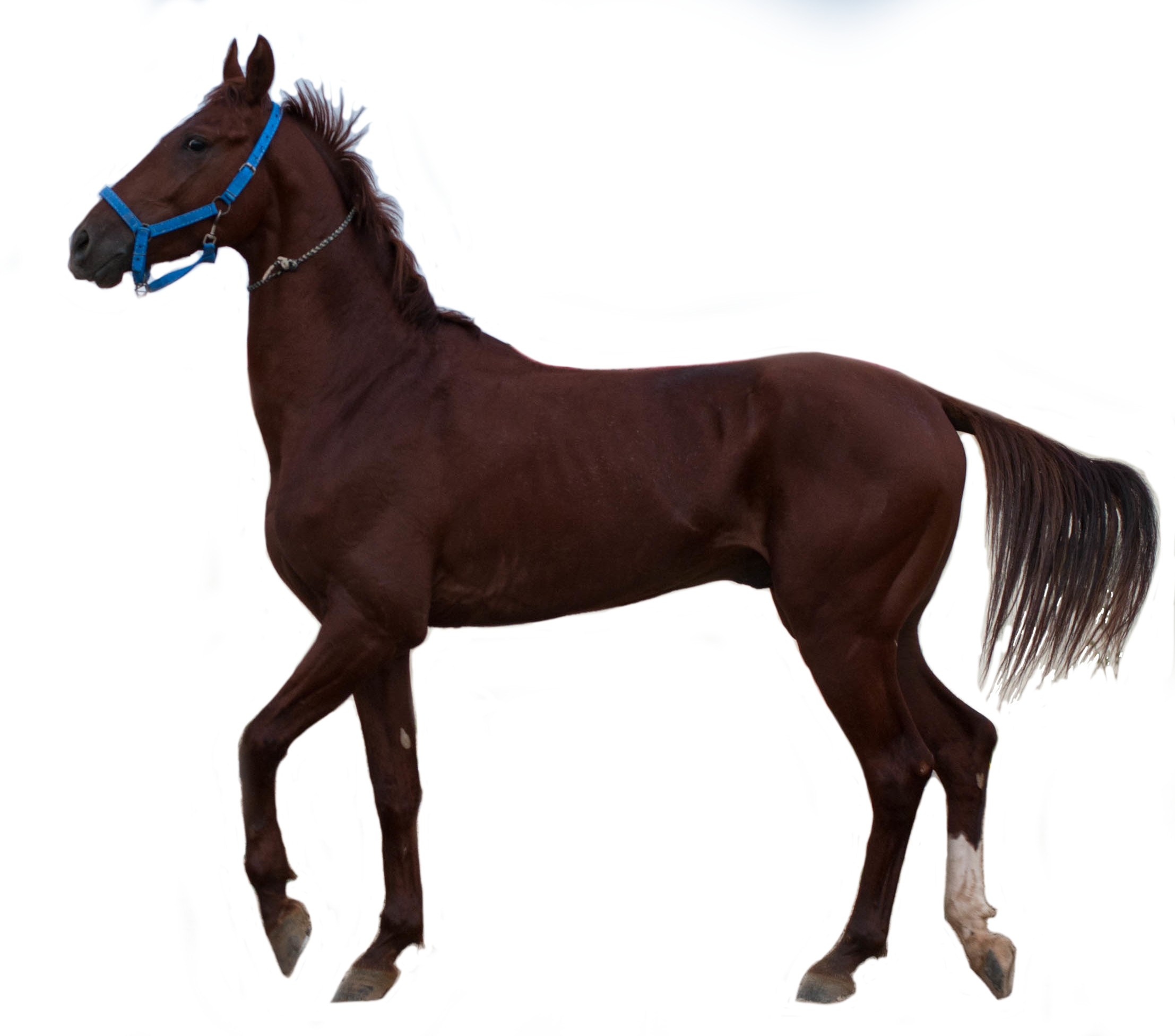
Alezan foncé ou brûlé.
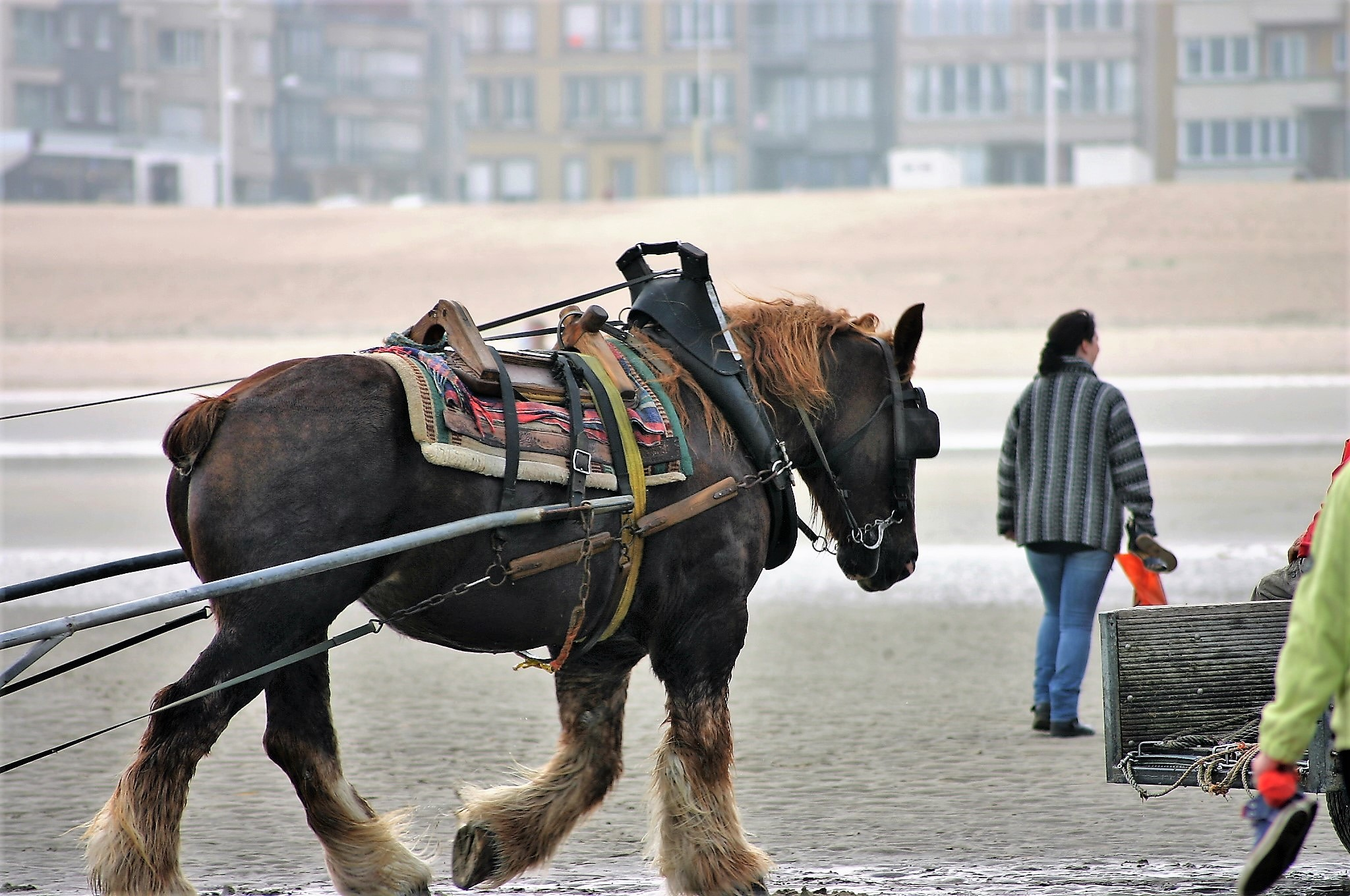
Alezan brûlé, avec crins et membres plus clairs.

Dans son document descriptif des robes de 2015, l'IFCE distingue quatre teintes : alezan, alezan clair, alezan cuivré et alezan foncé ; il décrit aussi l'alezan brûlé comme ayant des poils et des crins couleur de café torréfié. En anglais, Sponenberg et Bellone citent les notions d'alezan brûlé (liver chestnut) et d'alezan foncé (dark chestnut) parmi les teintes sombres, alezan rouge (red chestnut), alezan cuivré (copper chestnut) et alezan sans précision parmi les teintes médianes, et enfin alezan clair (light chestnut), alezan jaune (yellow chestnut) et alezan doré (golden chestnut) parmi les teintes claires. En France, la notion d'« alezan clair », utilisée pour décrire un phénotype, désigne souvent un alezan dont la robe est diluée par le gène Dun. La dénomination « chocolat » a été historiquement appliquée à l'alezan brûlé, et peut être utilisé administrativement pour désigner des chevaux dont la robe est si foncée qu'il est difficile de savoir s'ils sont noirs ou alezan brûlé.

### Confusions entre l'alezan et d'autres robes
L'alezan reste systématiquement distinguable du bai par la couleur du bas des jambes, qui n'est en principe jamais noire,, ainsi que par le contour des oreilles, qui ne doit pas non plus comporter de poils noirs. Un cheval alezan aux crins lavés peut être confondu avec un palomino, qui est un cheval alezan dont toute la robe est diluée par un allèle du gène Crème ; la teinte du pelage de l'alezan crins lavés est toujours plus soutenue que celle du palomino.
Une autre confusion possible, et fréquente, existe entre l'alezan non-dilué et l'alezan dilué par le gène Dun, dont le poil a une couleur plus terne que les crins, et qui se distingue par ses marques primitives (raie de mulet, zébrures sur les membres…).

Robes à ne pas confondre avec l'alezan
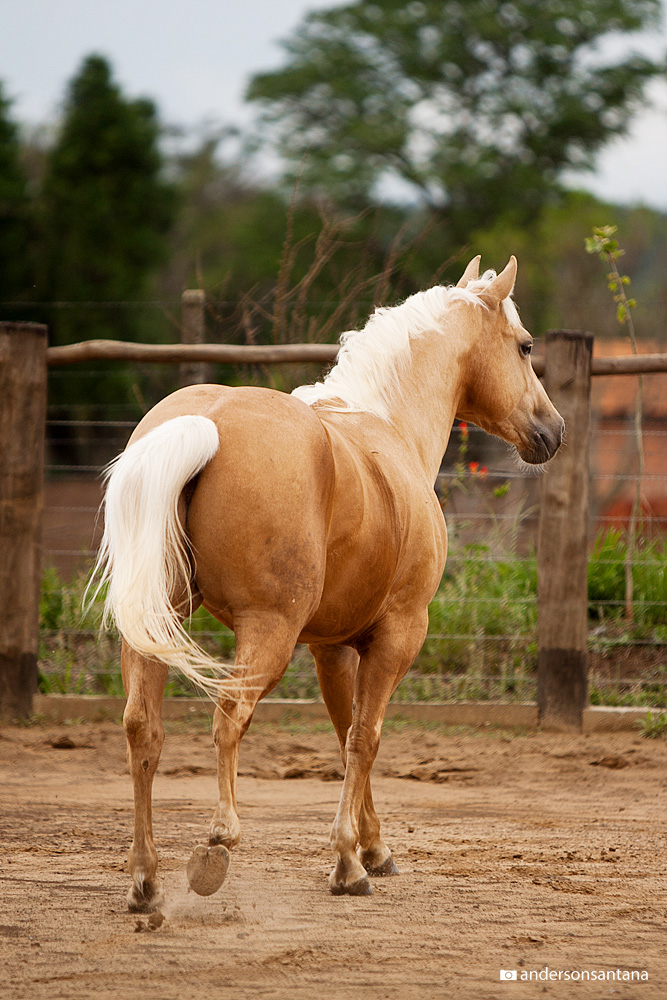
Palomino
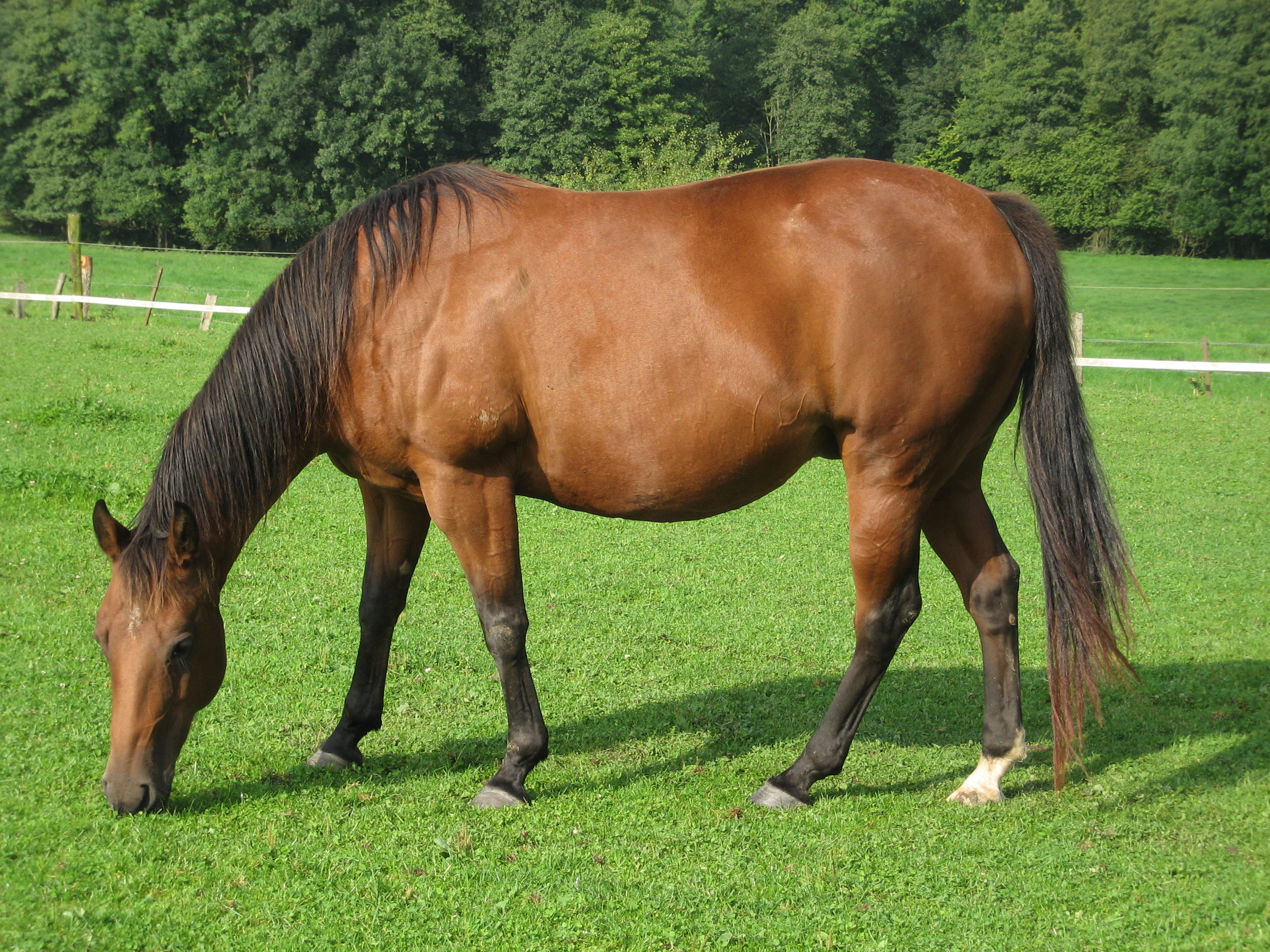
Bai
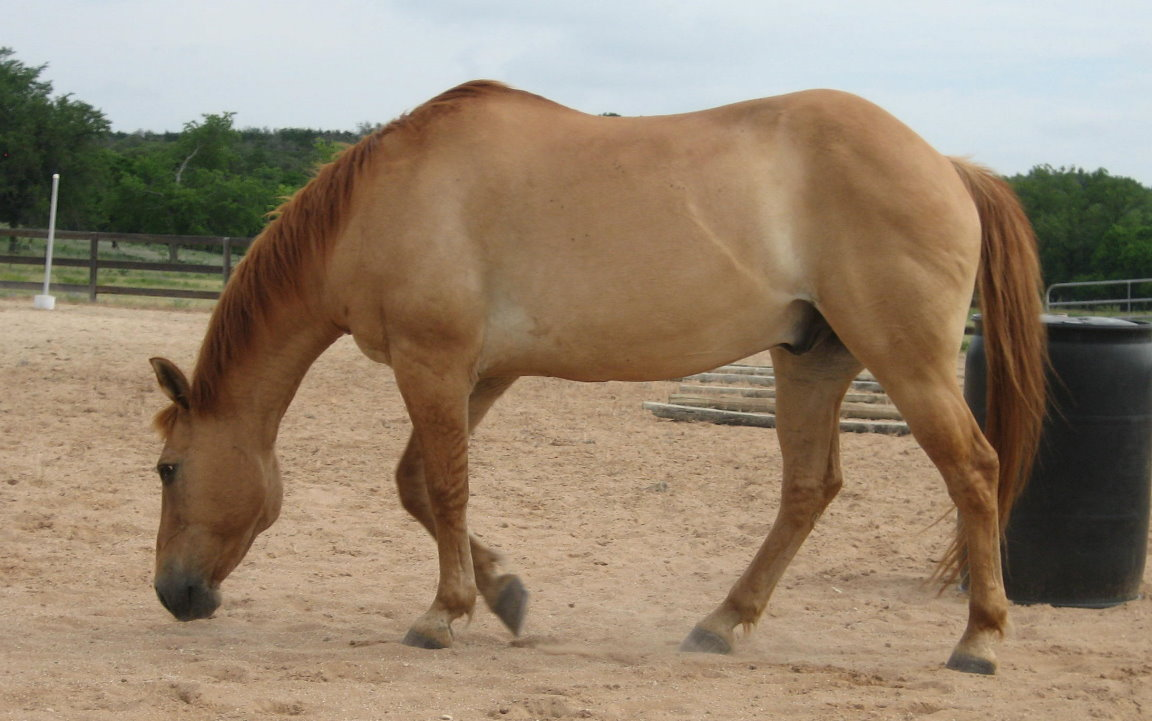
Alezan dun

### Classifications
Différentes tentatives de classifications des robes ont été menées, en s'appuyant sur des critères variés. Selon le Nâçerî, l'alezan est la robe qui vient en second dans la classification arabe des robes des chevaux par ordre de mérite, après le noir et avant le bai,.
En matière de critères basés sur la génétique, Lauvergne et al., puis Sponenberg et al. et Thiruvenkadan et al., ont utilisé les notions de robe de base, de dilution et de plages de poils blancs, pour rattacher l'alezan au groupe des « robes de base », avec le noir et le bai,,. En France, la robe alezane est restée longtemps rattachée au groupe des robes dites de couleur simple (ou avec une seule couleur), avec notamment le noir et le blanc. Depuis 1999, elle appartient à la « famille de robes alezanes », avec l'alezan brûlé, le palomino et le « café au lait ».

## Fréquence
L'alezan est fréquent, puisqu'il s'agit vraisemblablement de la seconde robe par ordre de fréquence chez le cheval domestique actuel après le bai, toutes races confondues, soit l'une des trois robes les plus communes chez les chevaux domestiques, avec le bai et le gris. Elle peut exister parmi des chevaux originaires de tous les continents, aussi bien africains qu'américains, européens ou asiatiques,.
La race de chevaux de trait anglaise Suffolk Punch n'arbore que l'alezan,,, celui-ci étant obligatoire pour faire partie de la race ; le stud-book accepte sept nuances d'alezan connues sous les noms respectifs de bright (brillant), red (rouge), golden (doré), yellow (jaune), light (clair), dark (sombre) et dull-dark (terne et sombre). La robe alezane est aussi présente à 100 % chez deux races d'Europe de l'Est apparentées, le cheval de Pleven bulgare et le Gidran de Hongrie.
Le trait de la Forêt-Noire est presque toujours alezan (sous toutes les nuances, la plus fréquente et typique étant l'alezan brûlé) avec des crins lavés, ce qui rend ces chevaux très reconnaissables,.
Le Breton est souvent alezan, mais ce phénomène est récent ; d'après l'ethnologue Bernadette Lizet, les éleveurs ont commencé à écarter les sujets autres qu'alezans des concours et de la reproduction durant les années 1970. Une grande majorité des chevaux finlandais sont alezans en résultante d'une sélection positive similaire : en 1871, environ 23 % des chevaux de cette race étaient alezans, contre plus de 85 % en 1920,.

Races de chevaux alezanes
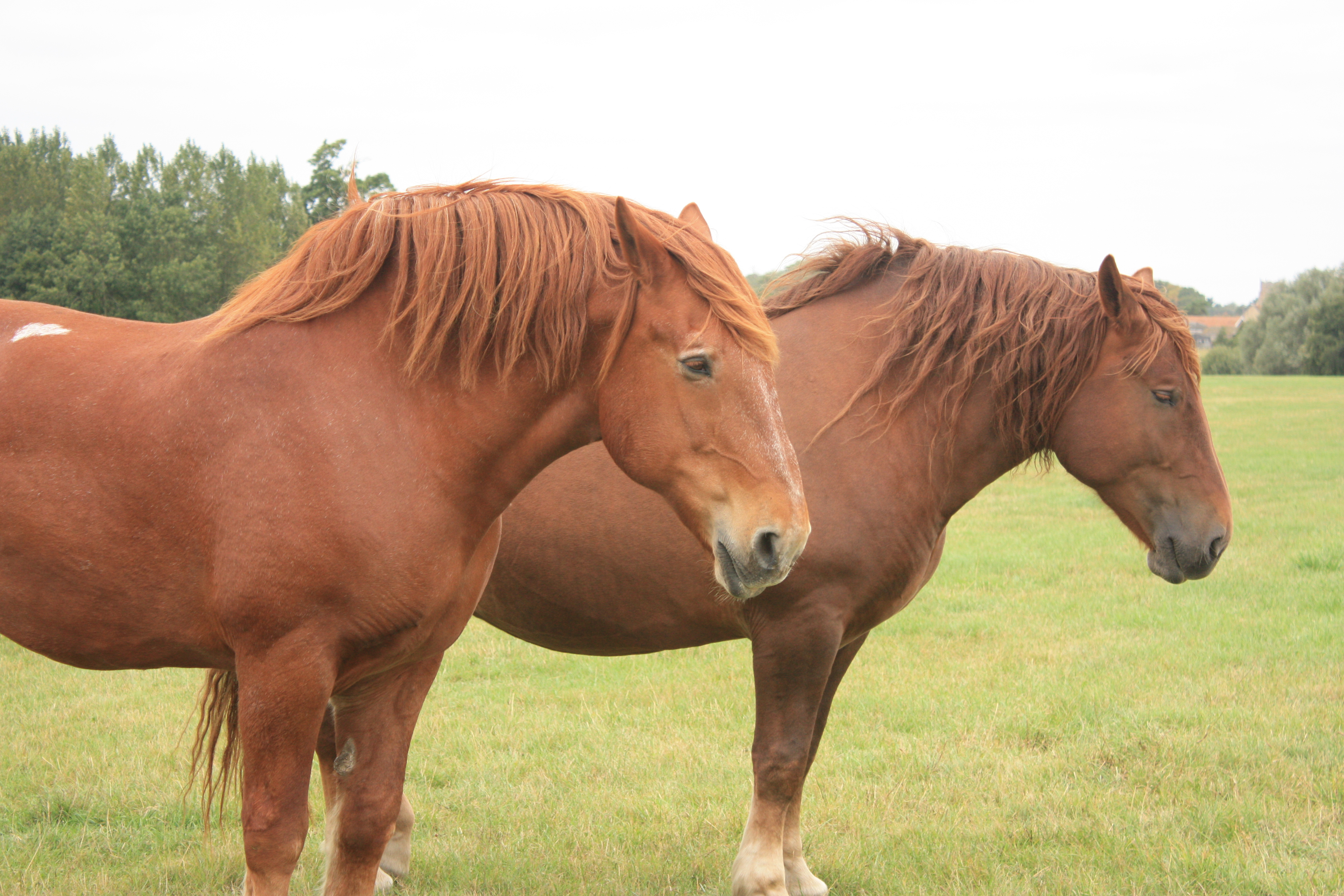
Suffolk Punch.
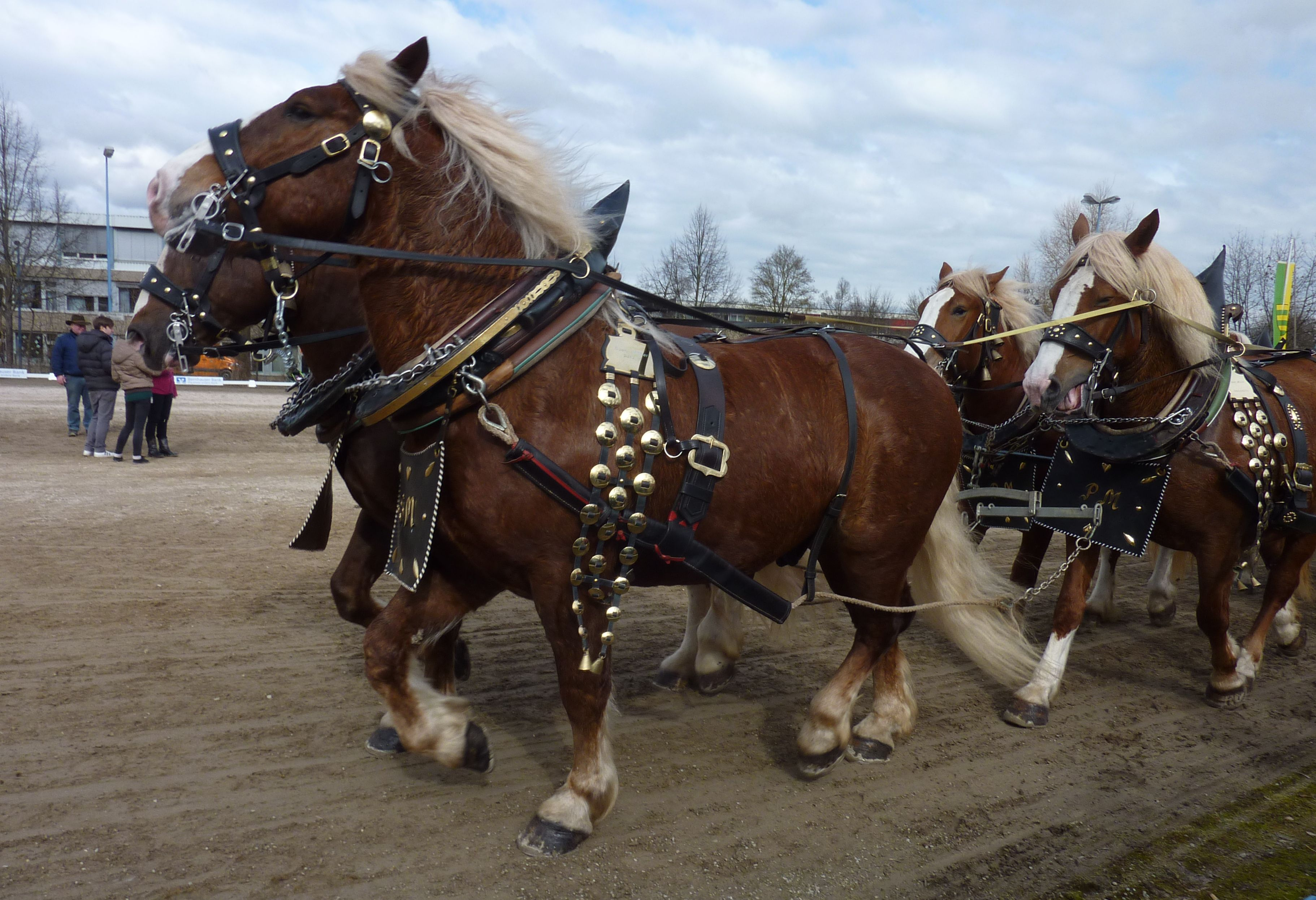
Trait de la forêt noire.
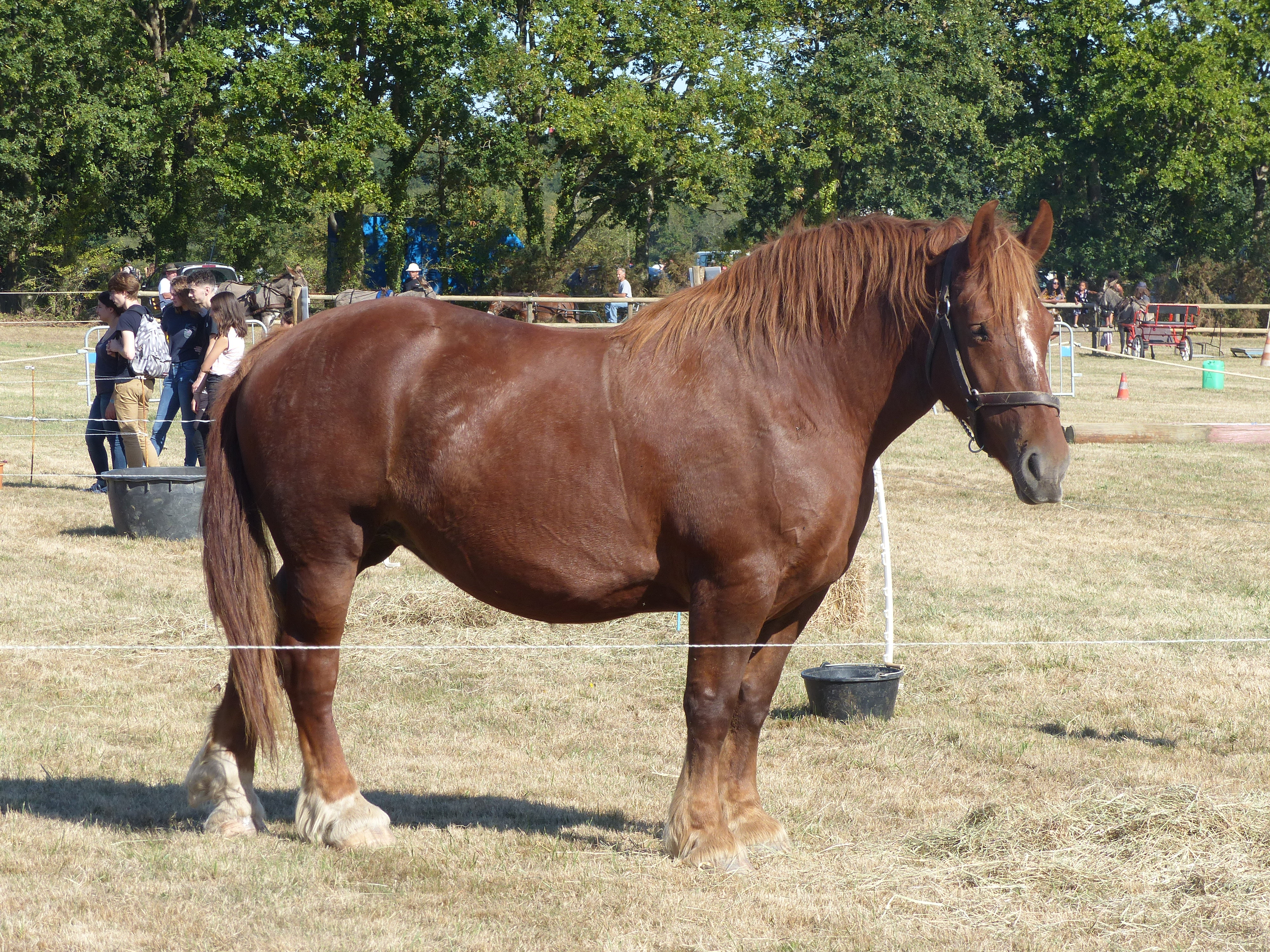
Breton.
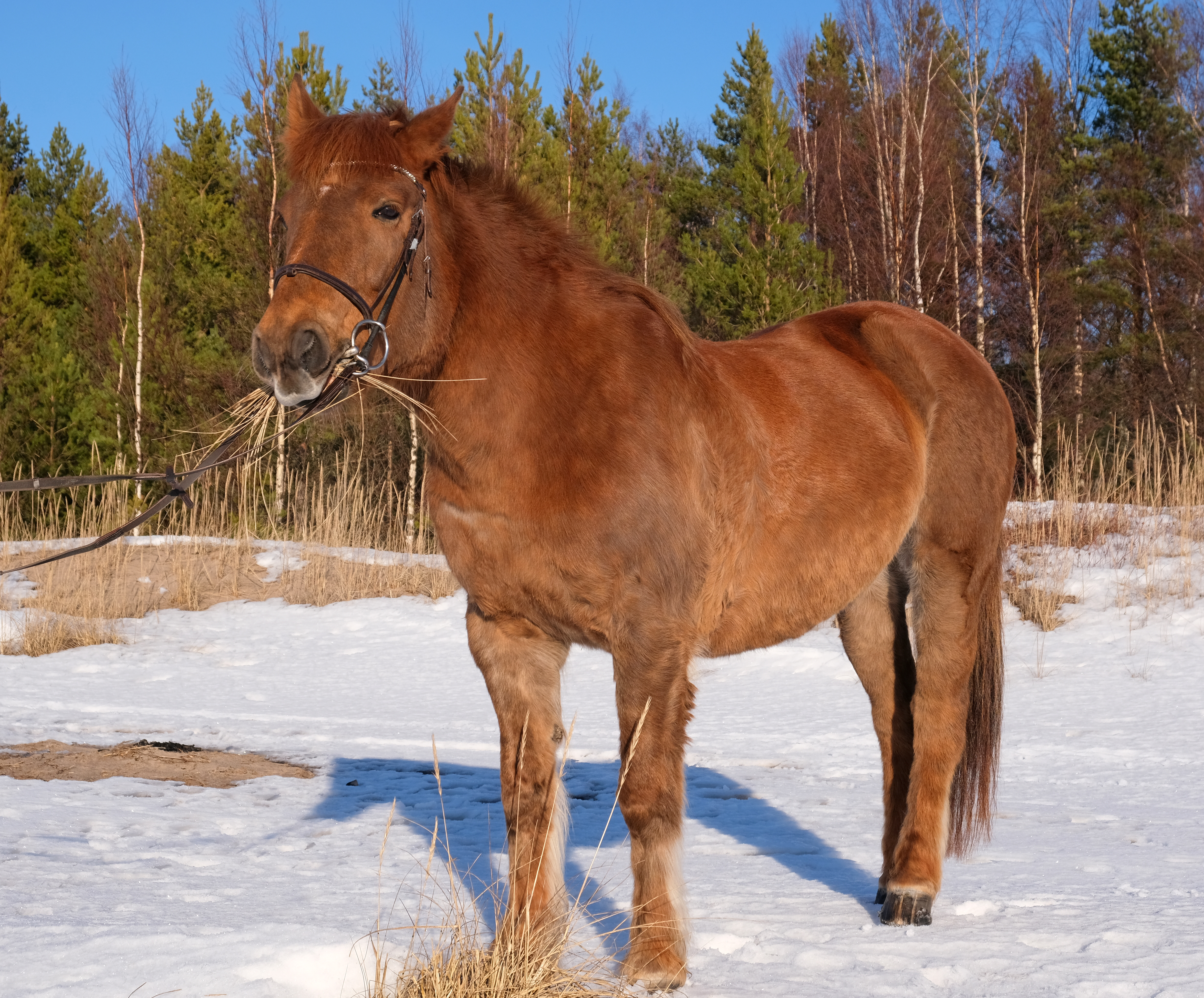
Finlandais.
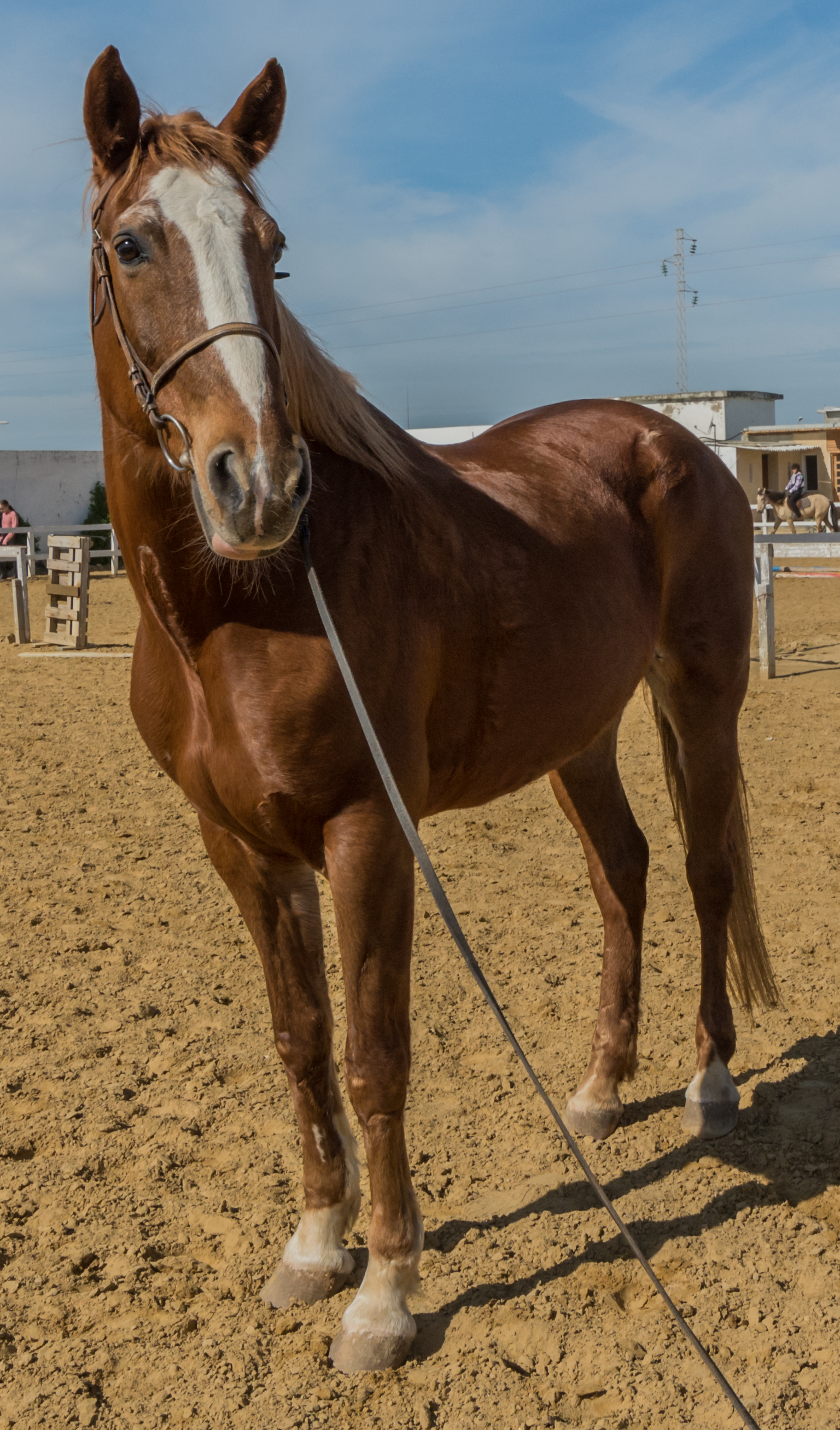
Barbe tunisien.
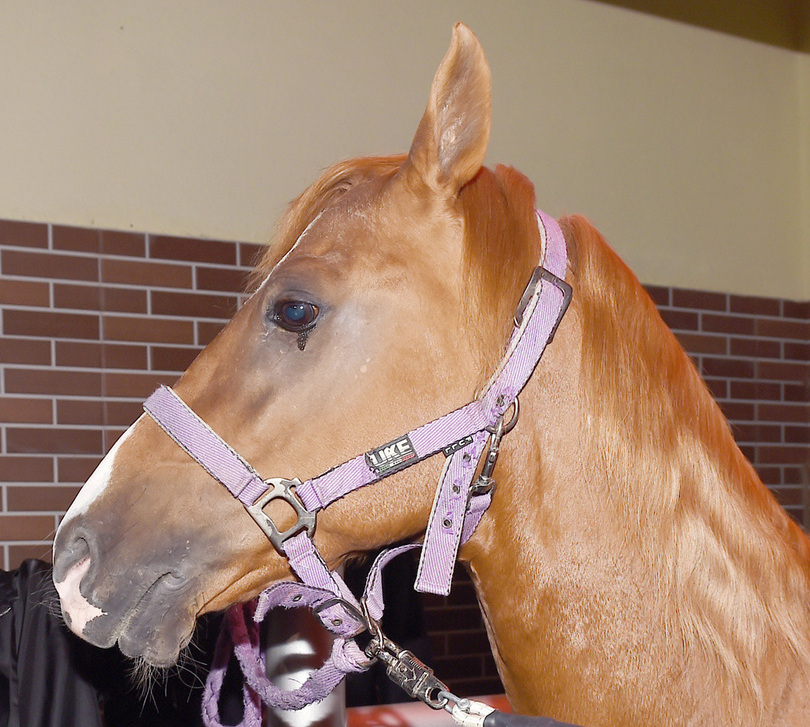
Karabakh.
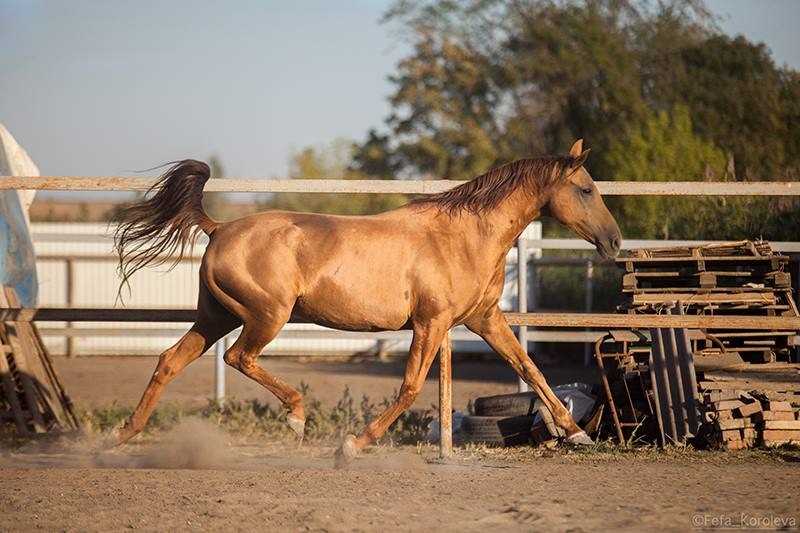
Cheval du Don.
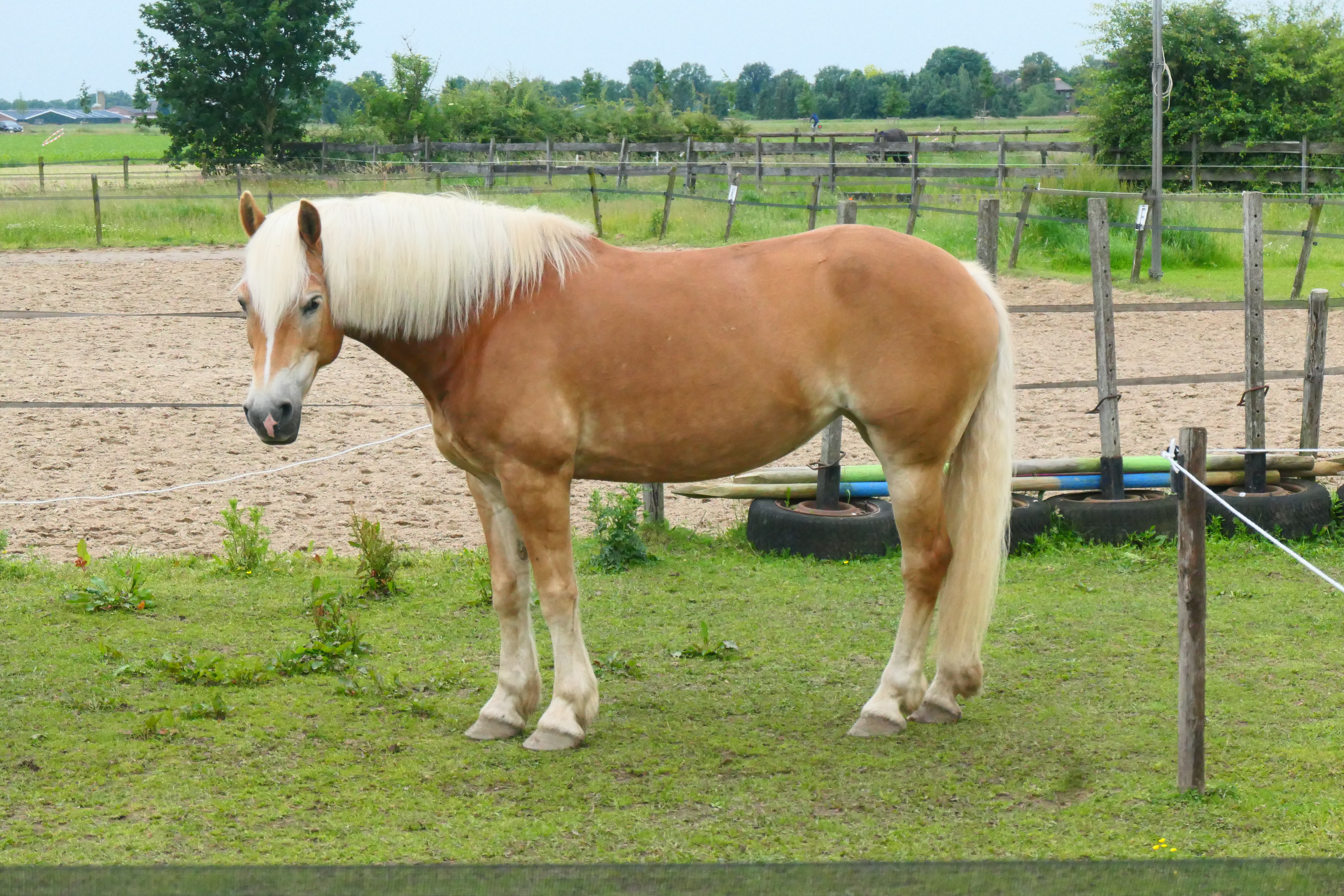
Haflinger.

Des analyses génétiques sur le Sarcidano ont confirmé une très haute prévalence de l'alezan, à la fois génétiquement et phénotypiquement. L'alezan est également très fréquent chez le Karabakh ; d'après la journaliste Nur Dolay, 90 % des chevaux de cette race enregistrés dans le stud-book azerbaïdjanais seraient alezan dorés. Deux races russes partiellement issues de croisement avec le Karabakh, le cheval du Don et le Boudienny, sont souvent alezanes. Ces races, ainsi que l'Akhal-Teké, peuvent avoir en plus un reflet métallique bien distinctif sur leur robe alezane, qui n'est dû ni au gène Perle ni au gène Champagne.
Le Haflinger est toujours alezan avec des crins lavés, et souvent une adjonction pangarée en plus (sorrel),.
D'après l'équipe scientifique d'Ahmed Chabchoub et al., en 2004, 73 % des chevaux Barbe de Tunisie sont alezans, suivis par 21 % de bais, et 6 % de gris. Fréquent également chez le Saddlebred américain, l'alezan est à l'inverse rare chez des races telles que le Highland, le Percheron et le Pure race espagnole. Chez les chevaux ibériques (Pure race espagnole et Lusitanien), cette robe a probablement subi une contre-sélection en raison de sa mauvaise réputation. Environ 5 % des chevaux de race Trotteur d'Orlov sont alezans d'après Nissen, le gris étant nettement majoritaire.

### Équidés alezan pangaré /sorrel
L'alezan pangaré (en anglais, mealy) présente des zones plus pâles, dans des teintes blanc-gris à jaunes, au niveau de la tête, du flanc et du bas-ventre,. À l'inverse de l'alezan classique au pelage uni, qui est très commun, la nuance pangarée, dite sorrel en anglais, est relativement rare en population chevaline générale et ne se retrouve que chez quelques races, généralement des chevaux de trait. Le Trait belge américain arbore ainsi souvent cette nuance de robe, en combinaison avec des crins lavés.

Équidés alezans pangarés
Mule.
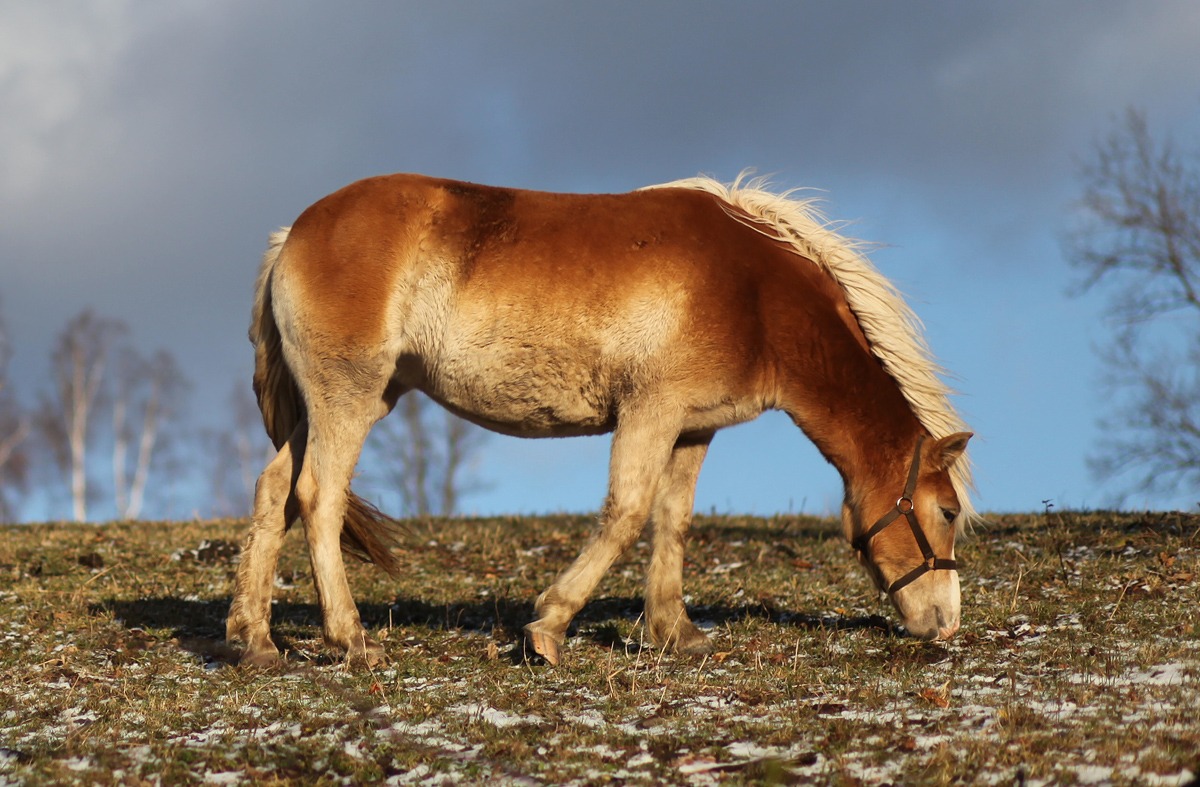
Huçul.
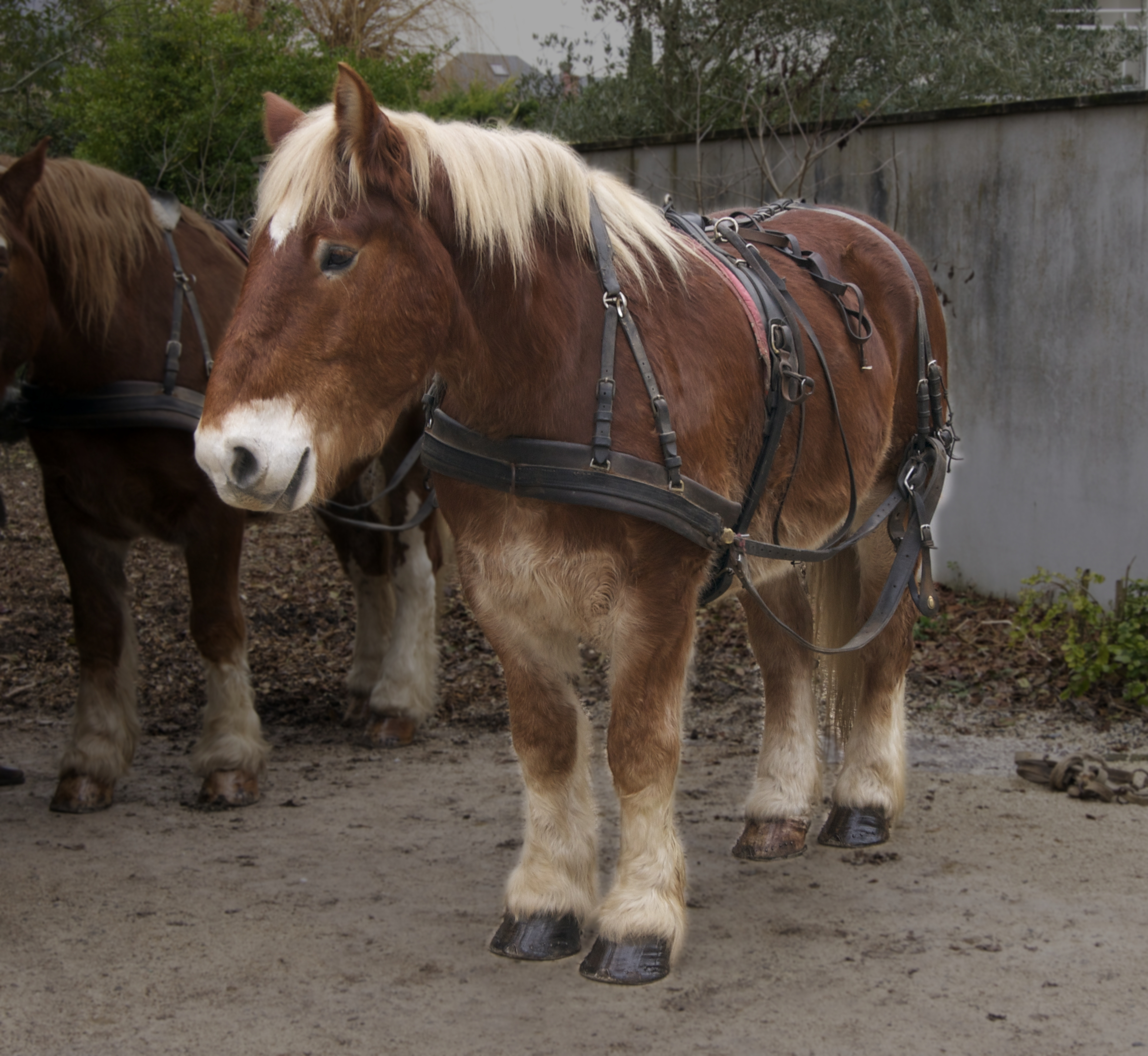
Trait breton.
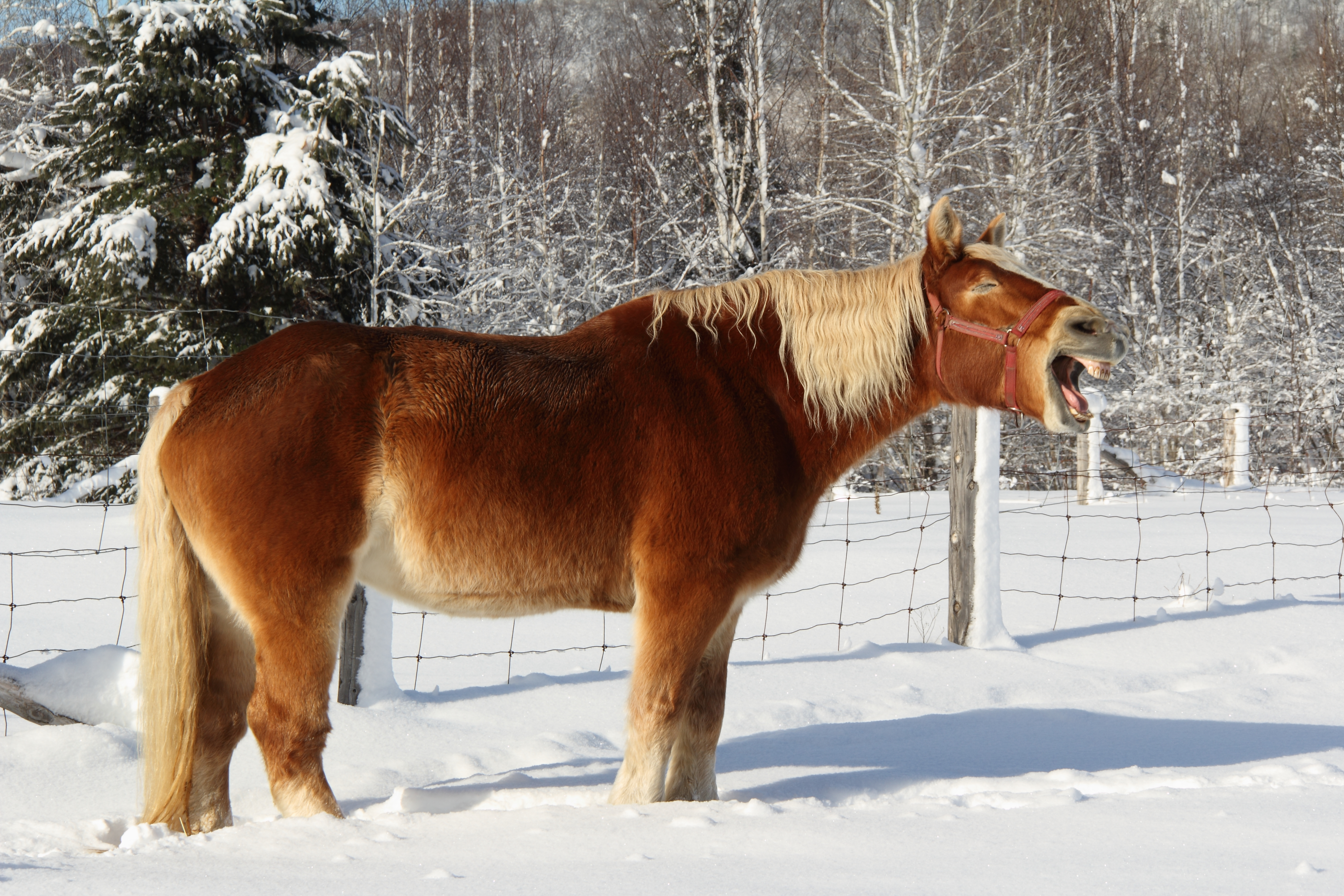
Cheval de trait alezan crins lavés et pangaré, probablement un Trait belge américain, au Québec.

Le pangaré n'est pas considéré comme un gène de dilution, son origine restant à déterminer. Son effet est particulièrement visible chez des alezans, chez lesquels la crinière est généralement plus claire.

### Races d'ânes alezanes

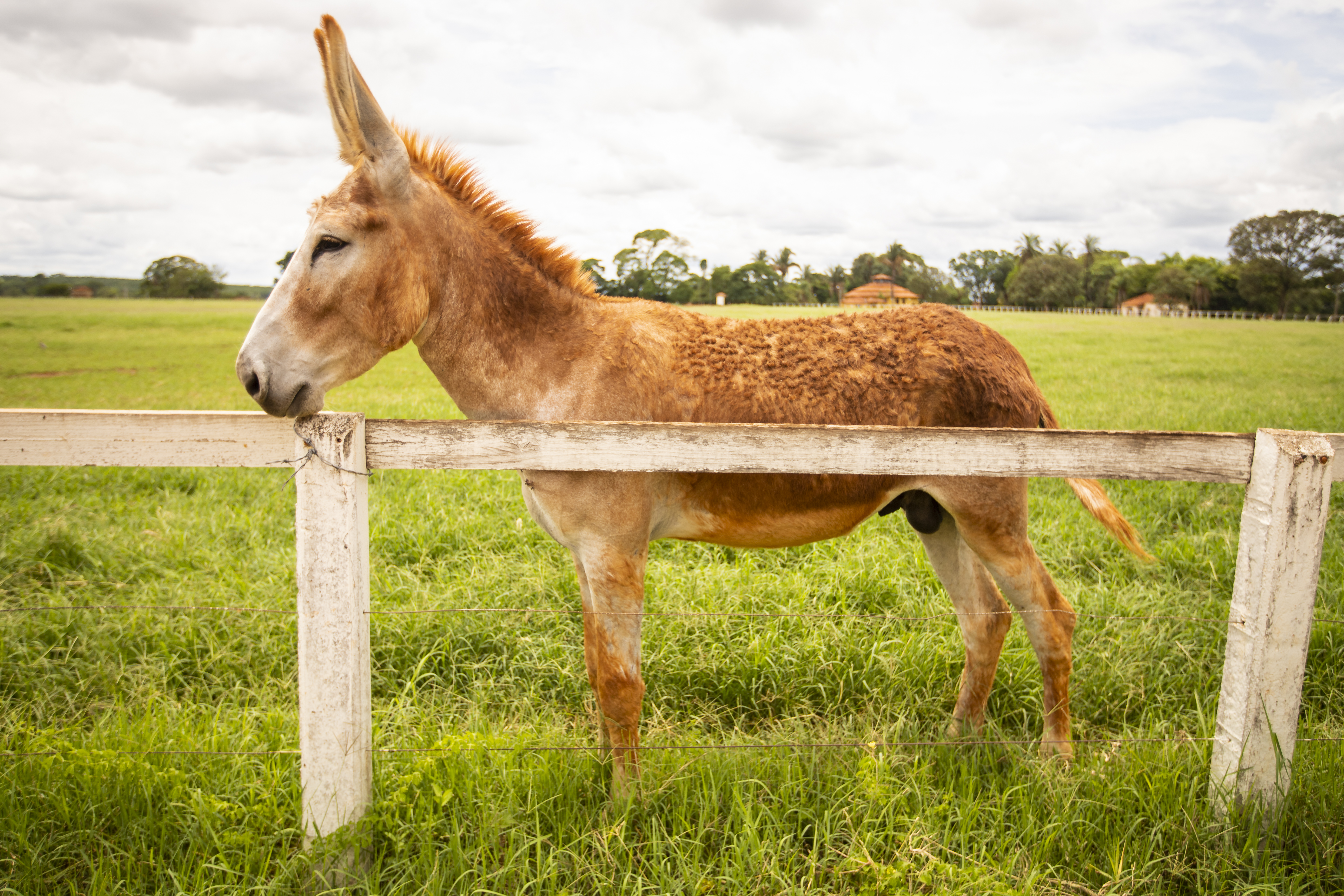
Âne brésilien alezan.

Chez l'âne, l'alezan est répertorié de façon rare chez quelques races françaises dont l'âne normand, un ânon alezan pouvant naître du croisement de deux parents bais. C'est une couleur plus commune chez l'âne miniature américain,, qui peut aussi exister chez l'American Mammoth Jackstock,. L'âne des Encartaciones peut être alezan.

## Génétique

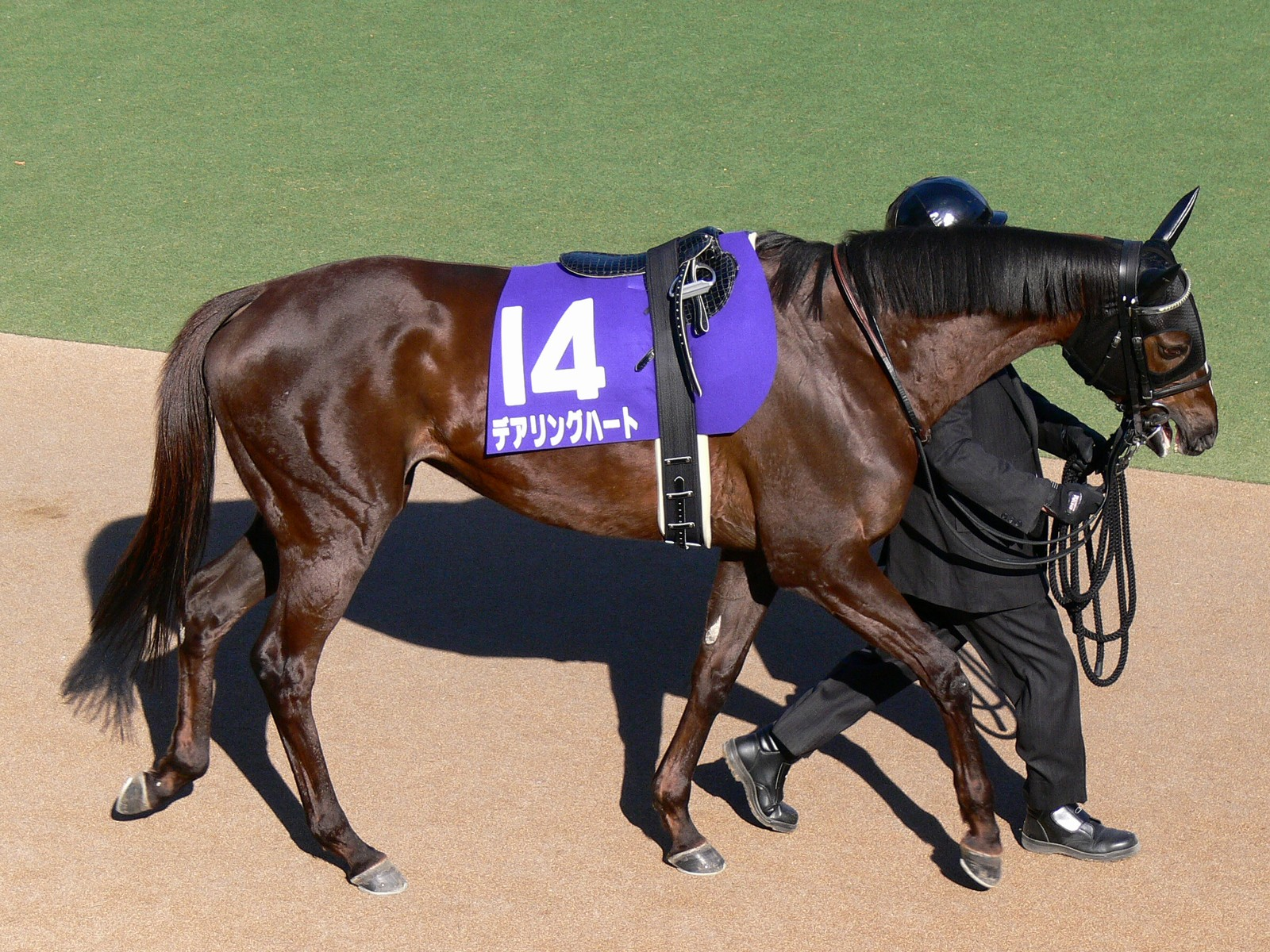
Chez ce Pur-sang japonais de robe alezan brûlé, la crinière apparait noire alors que la queue apparait brune.

Chez tous les mammifères, lorsque l'embryon se développe in utero, les mélanocytes responsables de la couleur qu'il aura une fois adulte migrent depuis sa crête neurale : c'est la mélanogenèse,. La couleur de robe alezane est l'une des trois robes de base du cheval et de l'âne dont dérivent toutes les autres, avec le noir et le bai (dont bai-brun),,,.
La robe de base est définie par sa pigmentation. Il existe deux pigments de base : l'eumélanine (noir) et la phéomélanine (roux/alezan), le blanc correspondant à une dépigmentation,,,,. La phéomélanine et l'eumélanine sont responsables de variations de la couleur chez de très nombreuses espèces de mammifères.
Chez le cheval, l'alezan résulte d'une mutation faux sens sur le gène qui stimule le récepteur des mélanocytes (MCIR), conduisant à une absence d'eumélanine (pigment noir) dans le pelage,,. Le fonctionnement génétique de cette robe est similaire entre le cheval et l'âne (mutation récessive), bien qu'il s'agisse de deux mutations différentes.
La détermination de la pigmentation se fait au niveau du gène nommé Extension. La pigmentation est notée {\displaystyle E} lorsque le pigment noir, qui est contrôlé par l'allèle dominant Extention, est présent (eumélanine). La pigmentation est notée {\displaystyle e} lorsque le pigment noir est absent, auquel cas c'est le pigment roux qui le remplace (phéomélanine). Cet allèle {\displaystyle e} est récessif, l'alezan est donc une robe récessive,,.
|  | {\displaystyle ee} Alezan                                                           |
|  |                                                                                     |
|  | \| \| {\displaystyle EA} Bai \| \| \| \| \| \| {\displaystyle Eaa} Noir \| \| \| \| |
|  |                                                                                     |
|  | {\displaystyle EA} Bai                                                              |
|  |                                                                                     |
|  | {\displaystyle Eaa} Noir                                                            |
|  |                                                                                     |

|  | {\displaystyle EA} Bai   |
|  |                          |
|  | {\displaystyle Eaa} Noir |
|  |                          |

Parmi les trois robes de base, le bai est dominant sur le noir, et ces deux robes sont épistatiques avec l'alezan,,. Pour qu'un cheval ou un âne ait du pigment noir en grande quantité, il faut au moins un {\displaystyle E} dans son génotype,. Un alezan est donc obligatoirement homozygote, et la formule génétique de sa robe est obligatoirement {\displaystyle ee},,,,. Cela rend la robe alezane très simple à sélectionner, puisque deux parents alezans ne donnent naissance qu'à des poulains ou à des ânons alezans,,,,,. Ainsi, la couleur de robe alezane peut servir d'indice pour repérer des parentés erronées dans des généalogies équines.
Un poulain ou un ânon alezan peuvent aussi naître de deux parents non-alezans, si aucun des deux parents ne transmet d'allèle Extension ni d'allèle modifiant sa robe de base,,. Deux chevaux noirs hétérozygotes ({\displaystyle Ee}) peuvent donner un poulain alezan une fois sur quatre, ; c'est ainsi que des poulains alezans naissent périodiquement chez les races du Frison et du Mérens, dont les représentants sont 100 % phénotypiquement noirs. Le gène Agouti ne s'exprime pas phénotypiquement chez un alezan ; quels que soient les modificateurs de l'agouti (ASIP) éventuellement présents, ils ne s'exprimeront pas.
Chez l'humain, MCR1 joue un rôle dans la perception de la douleur, ce qui a laissé supposer que ce puisse être également le cas chez le cheval, les alezans étant peut-être d'un tempérament plus réactif que d'autres chevaux. Une étude préliminaire de Jessica L. Finn publiée en 2016 et portant sur plus de 400 chevaux n'a trouvé aucune corrélation entre une robe alezane et un tempérament plus difficile ; en revanche les alezans ont un tempérament légèrement plus tourné vers l'exploration que les chevaux bais,.

### Histoire des découvertes scientifiques de l'alezan
La transmission génétique récessive de l'alezan a été déterminée chez le cheval en 1906 par C.C. Hurst et William Bateson, à partir d'enregistrements généalogiques de Pur-sangs qui leur ont permis de mettre en évidence des principes mendeliens dans la transmission de la robe alezane à la descendance,,. Il s'agit d'une des premières découvertes de transmission mendélienne d'un caractère chez un mammifère, les facteurs causant l'alezan étant parmi les premiers variants découverts chez le cheval. Ces principes mis en lumière par Hurst ont ensuite été démontrés et répliqués dans diverses études en génétique des années 1910. En particulier, W. S. Anderson confirme les tableaux de croisement de son confrère A. H. Sturtevan dans une publication scientifique pour The American Naturalist en 1913, en prouvant que deux chevaux alezans croisés entre eux ne donnent que des poulains alezans : les données disponibles à cette époque portent sur 12 377 accouplements et sur la couleur de 37 131 chevaux.
En 1954, W. E. Castle postule une transmission de l'alezan par analogie avec des observations effectuées chez les rongeurs, et note que le croisement de deux chevaux de robe palomino entre eux donne un poulain alezan dans 25 % des cas. En 1974, des travaux sur la souris mettent en évidence l'existence de l'allèle Extension ; la localisation chromosomique en est découverte en 1982, puis d'autres travaux établissent le rôle de cet allèle dans la synthèse de pigments jaune-roux chez les mammifères. Ils sont confirmés par des analyses subséquentes, qui prouvent que le cheval alezan a bien une mutation sur MC1R qui le différencie des chevaux bais et noirs.
Schéma de la synthèse de la phéomélanine :
{\displaystyle {\rm {{Tyrosine{\,}{\,}{\,}{\xrightarrow {Enzyme\,\,\,Tyrosinase}}{\,}{\,}{\,}}{Dopa{\,}{\,}{\,}{\xrightarrow {Enzyme\,\,\,Dopa\,\,\,exydase}}}{\,}{\,}{\,}{Dopaquinone\,+\,Cyst{\acute {e}}ine}{\,}{\,}{\,}\longrightarrow {\,}{\,}{\,}Ph{\acute {e}}omelanine}}}
Ces travaux font de MC1R un sérieux candidat pour la synthèse du pigment responsable de la robe alezane chez le cheval. En 1996, les travaux de R. Marklund et al., portant sur douze races de chevaux différentes, établissent le lien entre MC1R, l'allèle Extension chez le cheval, et la robe alezane. Leurs résultats concordent avec les connaissances de la transmission de ce caractère chez l'humain, les bovins domestiques, et la souris. Ils démontrent que la mutation responsable de l'alezan provient du codon 83 (83Ser --~ Phe),, les gènes responsables de l'alezan étant trouvés plutôt facilement. En 2001, Stefan Rieder et al. examinent l'hypothèse d'une mutation sur TYRP1 (tyrosinase-related protein 1) qui provoquerait la synthèse d'une mélanine couleur chocolat qui serait responsable de l'alezan brûlé ; TYRP1 n'est pas impliqué dans cette couleur de robe. En 2021, Hammons et al. analysent l'intensité de la couleur chez 96 chevaux génotypés {\displaystyle ee}, et identifient un polymorphisme significatif sur le chromosome 3, associé au gène SALL1, qui pourrait jouer un rôle dans la pigmentation.
La génétique de la robe des ânes est beaucoup moins connue et moins étudiée que celle des chevaux. En 2014, l'équipe d'Abitbol et al. découvre l'origine qu'une mutation faux-sens proche de celle décrite chez le cheval est à l'origine de la robe alezane (rouge) de l'âne. Il s'agit d'une mutation faux sens récessive du variant c.629T>C de MC1R. Ils proposent alors de nommer l'allèle c.629T>C chez l'âne l'allèle {\displaystyle e}.

### Sélection positive de l'alezan
La robe ancestrale du cheval pré-domestique était probablement basée sur le pigment noir, comme chez la majorité des espèces animales,. La robe alezane n'est pas détectée parmi les chevaux sauvages du pléistocène et du mésolithique dont l'adn a été analysé,, et n'est pas non plus dépeinte parmi les peintures rupestres de chevaux connues. Le gène Dun est présumé fréquent parmi les chevaux préhistoriques. La mutation à l'origine de l'alezan du cheval se produit vers environ - 5 000 selon Neves et al. (2017).
De même, l'alezan n'existe pas chez l'âne sauvage et n'apparaît que chez l'âne domestique. L'âne sauvage était porteur du gène Dun ; la robe alezane émerge chez l'âne domestique à la suite d'une délétion sur le gène TBX3. Cependant, les résultats d'analyses génétiques suggèrent que les ânes alezans ont été sélectionnés par l'humain à partir d'individus domestiques gris, et non à partir de l'âne sauvage.
La domestication du cheval accroit énormément la variété de ses robes, l'humain étant dès lors capable de sélectionner les individus en fonction de ses préférences ; le changement des couleurs de robes est probablement l'un des premiers caractères phénotypiques à avoir été sélectionnés chez les chevaux domestiqués,,. En parallèle de l'apparition de la robe alezane, une multiplication des robes tachetées et pie est constatée entre l'âge du bronze et l'âge du fer,. Il est probable que l'élevage sélectif des débuts de la domestication ait privilégié des couleurs de robes voyantes par comparaison au phénotype sauvage plus terne basé sur le Dun, qui offre une protection visuelle contre des prédateurs. Les débuts de la domestication du cheval sont caractérisés par une baisse de la fréquence du bai, et une hausse de la fréquence du noir et de l'alezan. Les robes baies, noires et alezanes sont documentées parmi les chevaux suédois de l'âge du fer. Par la suite, les robes bariolées perdent en attractivité et les robes sans taches, tout particulièrement l'alezan, deviennent prédominantes au début du Moyen Âge. Sous l'empire romain, les robes tachetées et pie sont en effet dépréciées par comparaison aux robes unies. Vers l'an 400, l'alezan bénéficie d'une sélection positive à l'échelle de toute l'Europe, au détriment du bai et du noir.

« la dominance de l'alezan est une caractéristique remarquable de la population chevaline médiévale. »

— Saskia Wutke et al., Scientific Reports

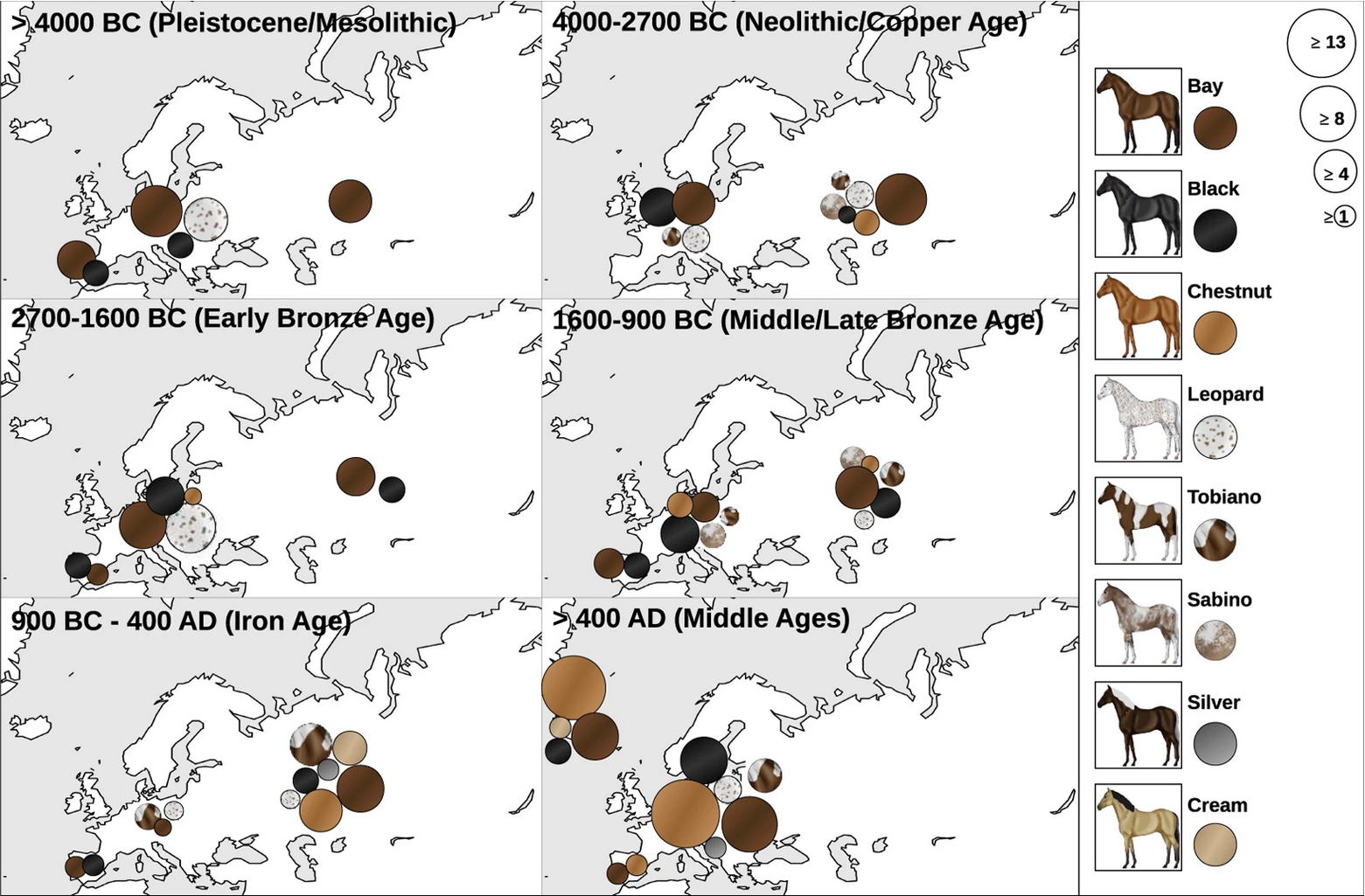
Répartition de huit phénotypes de chevaux au cours du temps, dont l'alezan (chestnut).
4000 ans av. J.-C. : pas d'alezan.
4000 ans av. J.-C. : Présence limitée d'alezan en Europe orientale et en Asie occidentale.
2700 ans av. J.-C. : Présence limitée d'alezan dans les pays baltes.
1600 ans av. J.-C. : Présence limitée d'alezan dans toute l'Europe et l'Asie occidentale.
900 av. J.-C - 400 : Présence moyenne d'alezan en Europe orientale et Asie occidentale.
400 : Présence très importante d'alezan en Europe et en Asie occidentale.

La fréquence de la robe alezane augmente donc très significativement chez les chevaux européens des débuts du Moyen Âge.

### Tests génétiques de l'alezan

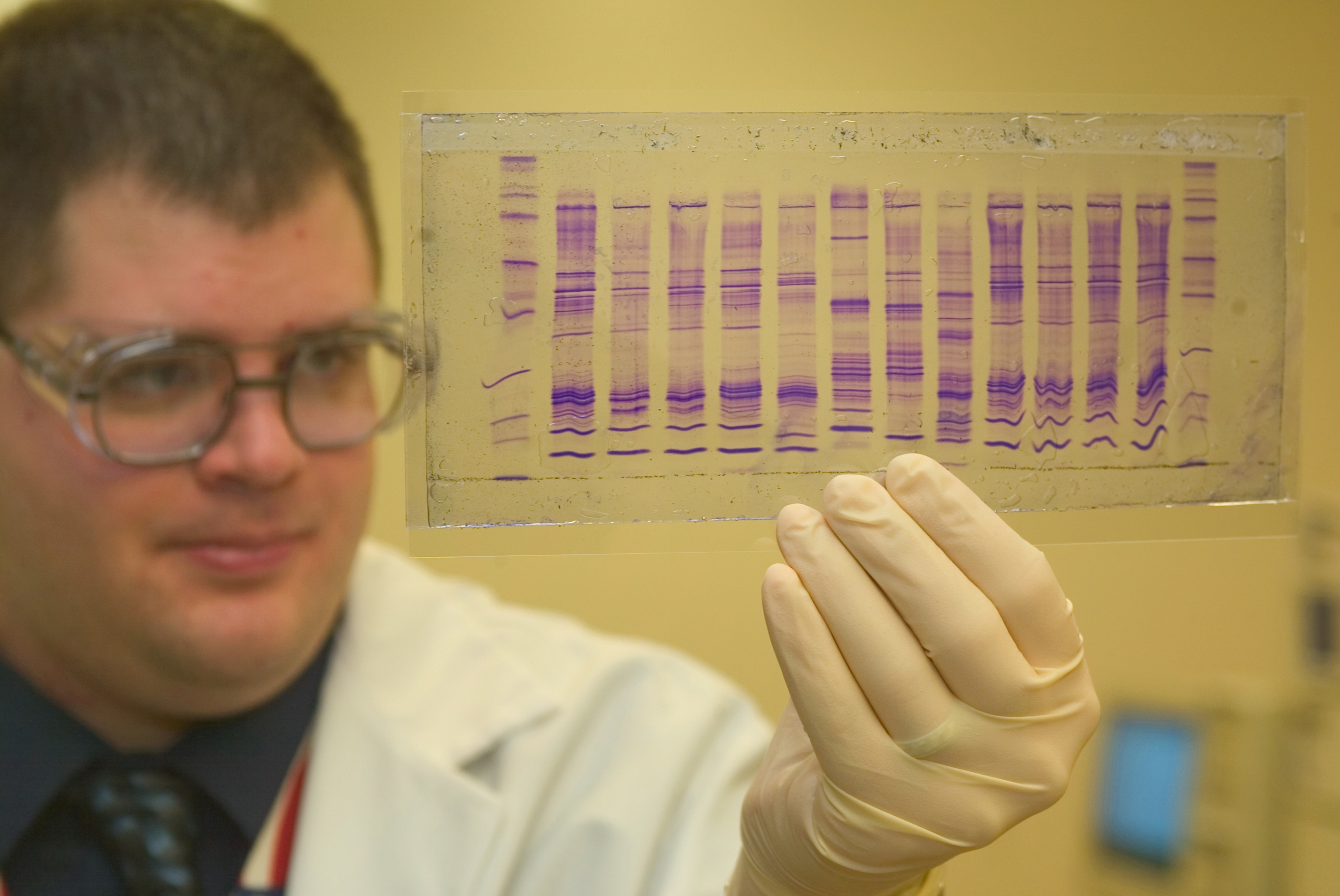
Lecture d'une analyse génétique.

Les travaux de R. Marklund et al. publiés en 1996 permettent le développement subséquent d'un test génétique de la robe alezane,. Ce test devient effectivement disponible durant les années 2000, avec un bon niveau de fiabilité, permettant le génotypage d'individus génétiquement alezans parmi des populations de chevaux bais et noirs. Ce test est très apprécié de nombreux éleveurs, car il les aide à prédire la couleur du poulain à naître, et est spécifique à l'alezan.

### Mutationea{\displaystyle ea}
Une très rare mutation nommée {\displaystyle ea}, phénotypiquement indiscernable de l'alezan classique, a été identifiée dans un premier temps chez le Trait de la Forêt noire,,, puis chez le Trait hongrois, le Haflinger, le Knabstrup, le Percheron, le Quarter Horse et le Paint Horse. Cette mutation touche le codon 84. Elle n'est attestée que chez un très faible nombre de races de chevaux dans le monde, dont des représentants ressortaient négatifs au test génétique de détection de {\displaystyle ee},. Il n'existe pas de différence phénotypique connue entre les combinaisons {\displaystyle ee} et {\displaystyle ea}.

### Génétique de la couleur des crins
D'après Sponenberg et Bellone, les mécanismes génétiques à l'origine des variations de la couleur des crins sont probablement complexes et polygéniques ; ils n'ont pas été élucidés à ce jour. L'immense variété des possibilités de teinte des crins du cheval alezan plaide pour des interactions génétiques complexes. Grâce à l'identification du gène Silver en 2007, qui n'agit que sur l'eumélanine (le pigment noir), il est supposé l'existence d'un gène flaxen qui éclaircirait les crins et fanons en n'agissant que sur la phéomélanine, et changerait un cheval alezan en « alezan crins lavés » ; cependant ce gène hypothétique, présumé récessif, n'a pas été localisé et n'est pas testable,,.

Couleur de la crinière des chevaux alezans
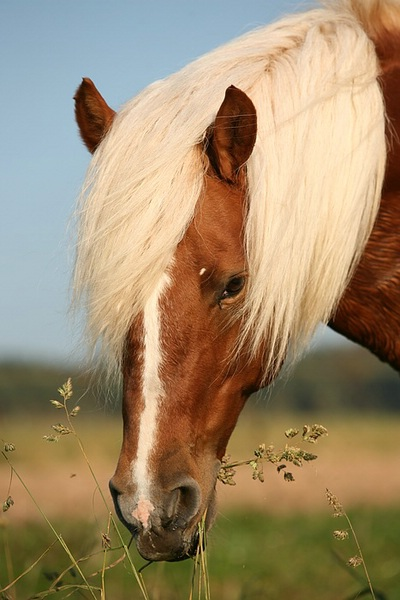
Alezan crins lavés, présumé flaxen.
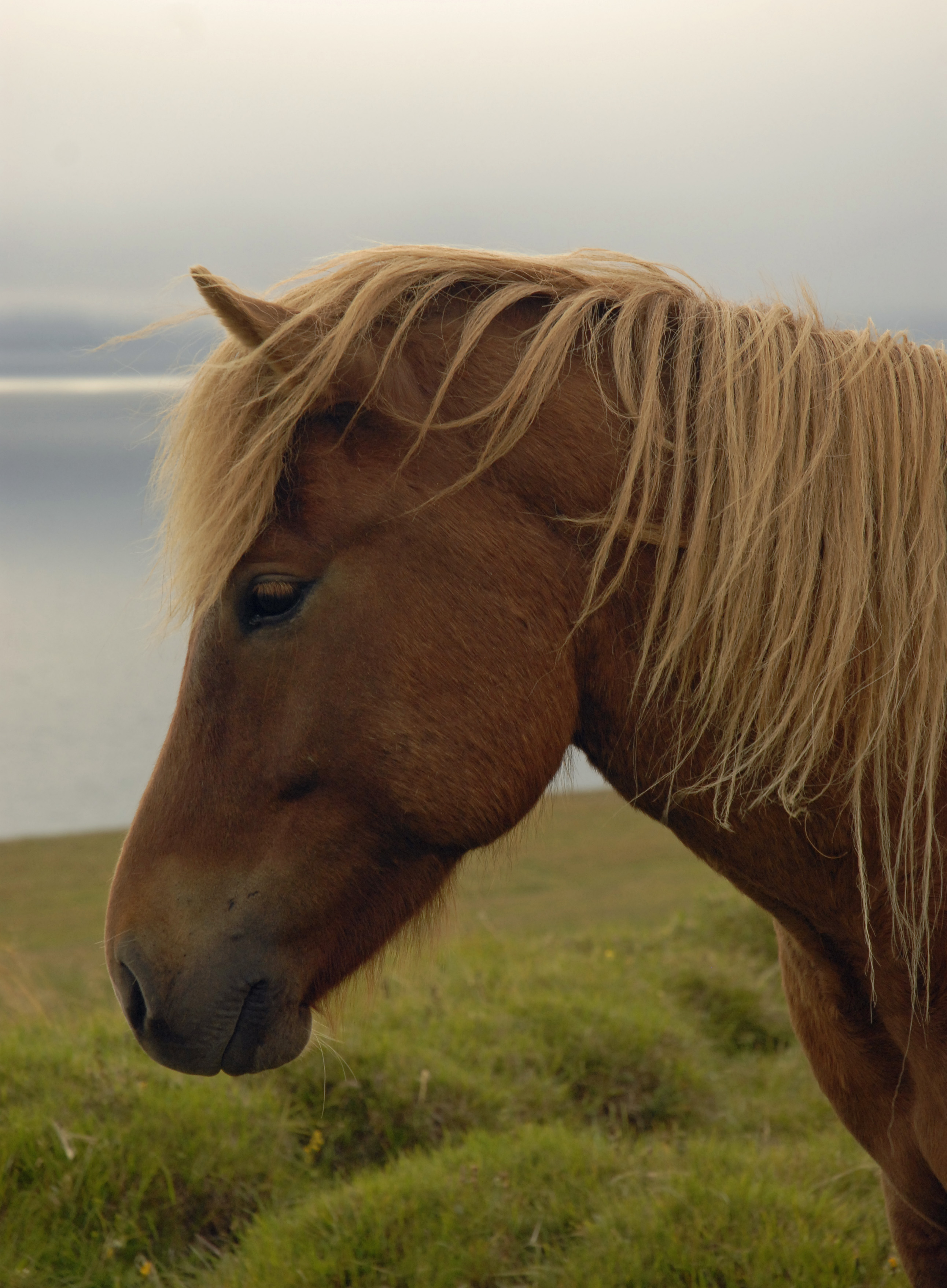
Cheval islandais à crinière plus claire que le corps, pas présumé flaxen
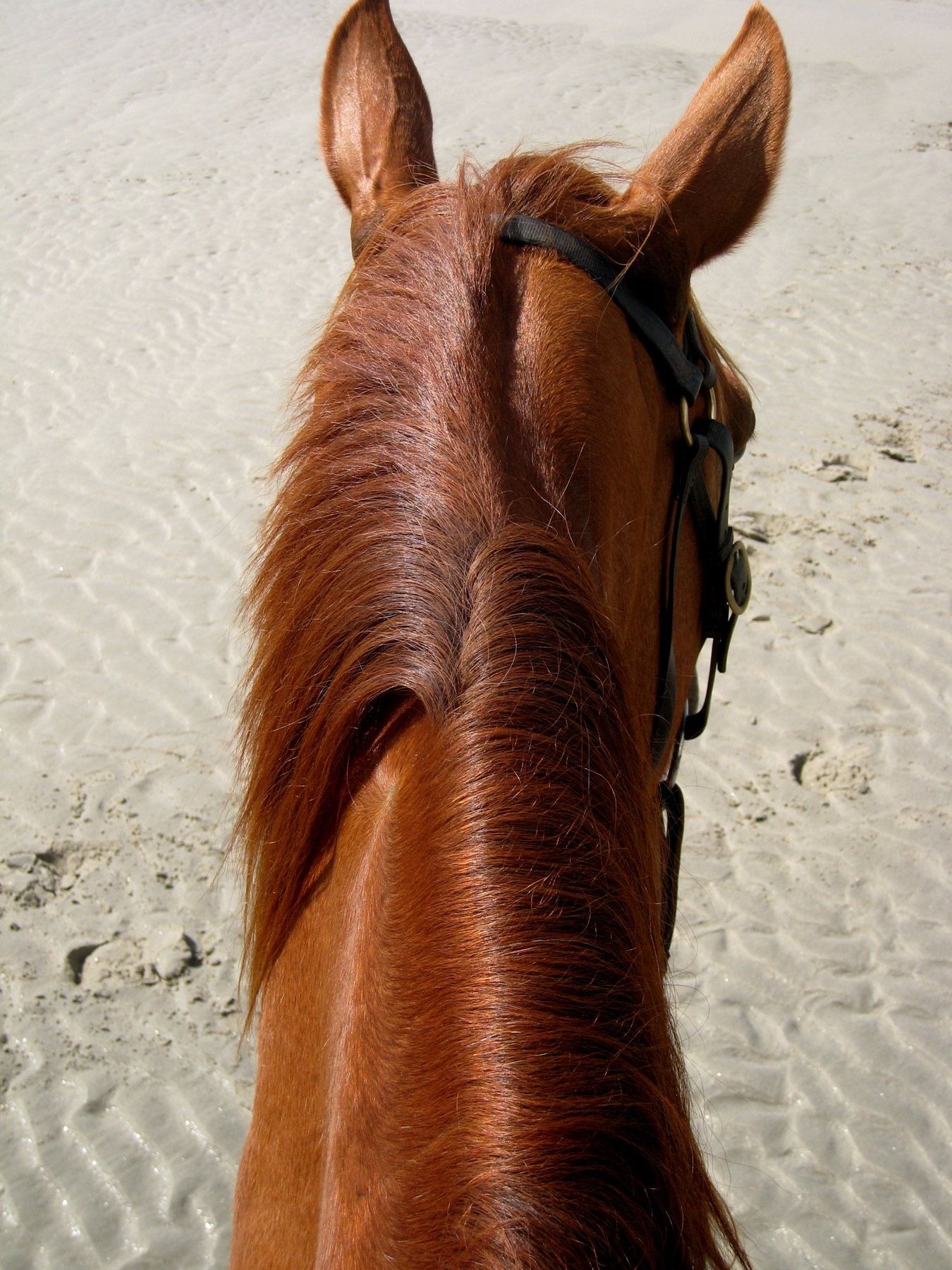
Crinière de même teinte que le corps
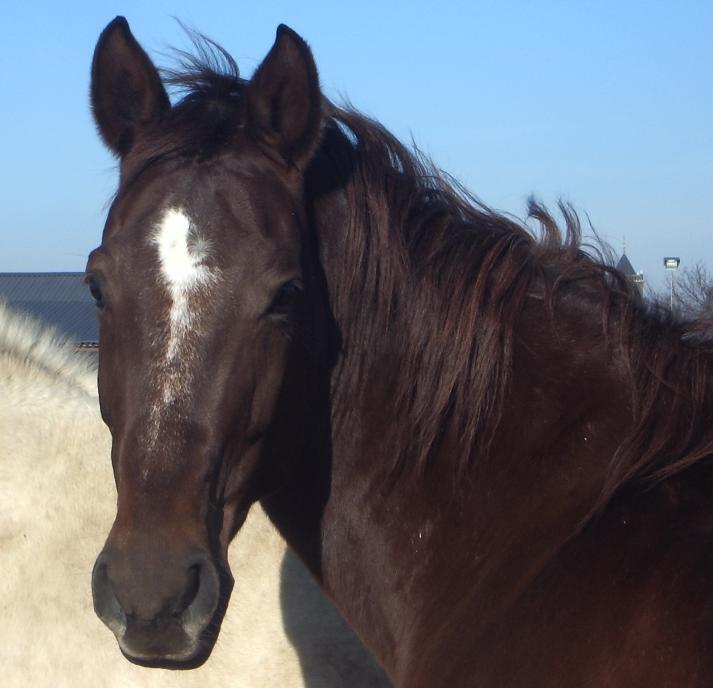
Crinière de même teinte que le corps
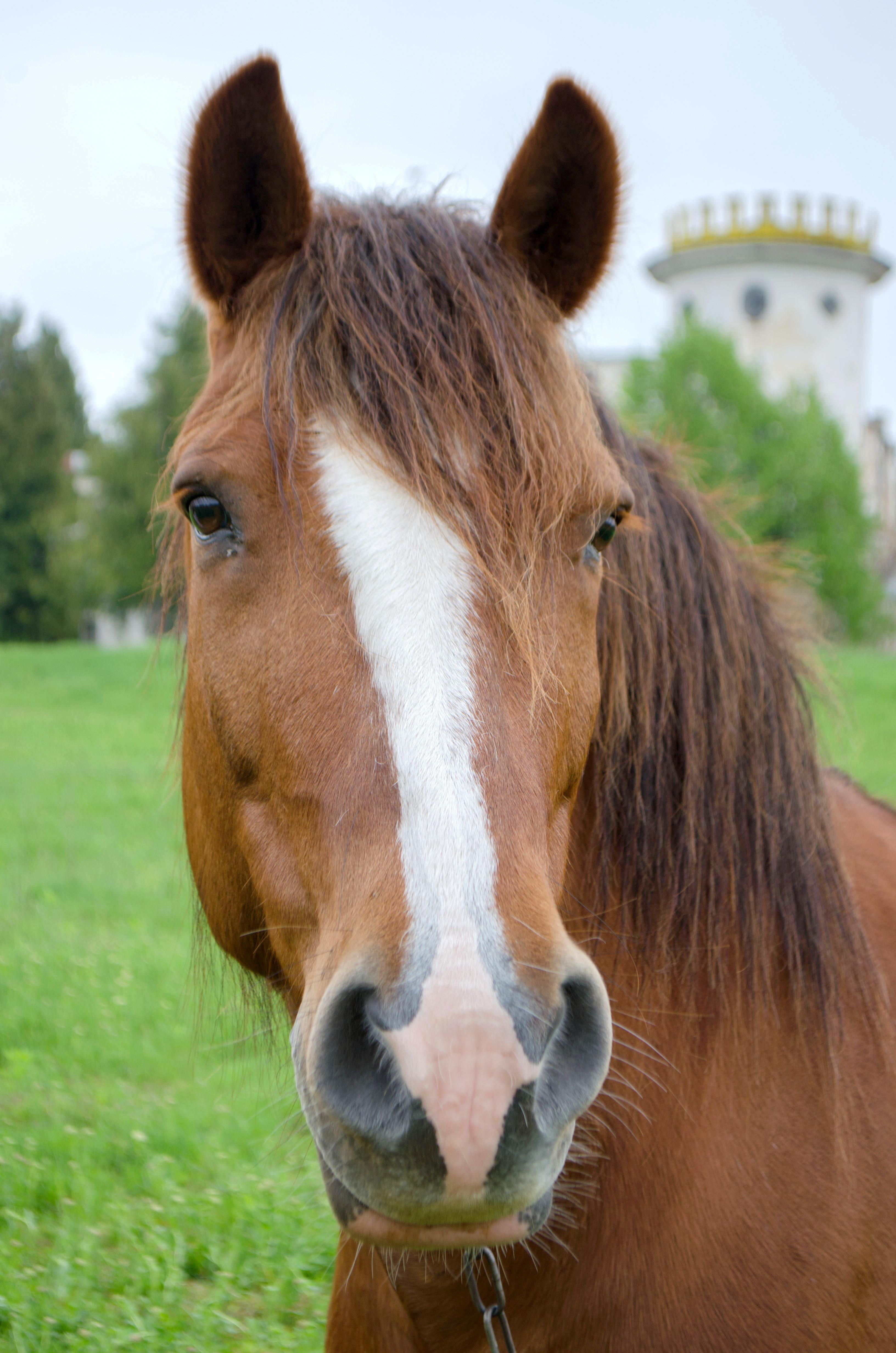
Cheval ukrainien à crinière plus foncée que le corps
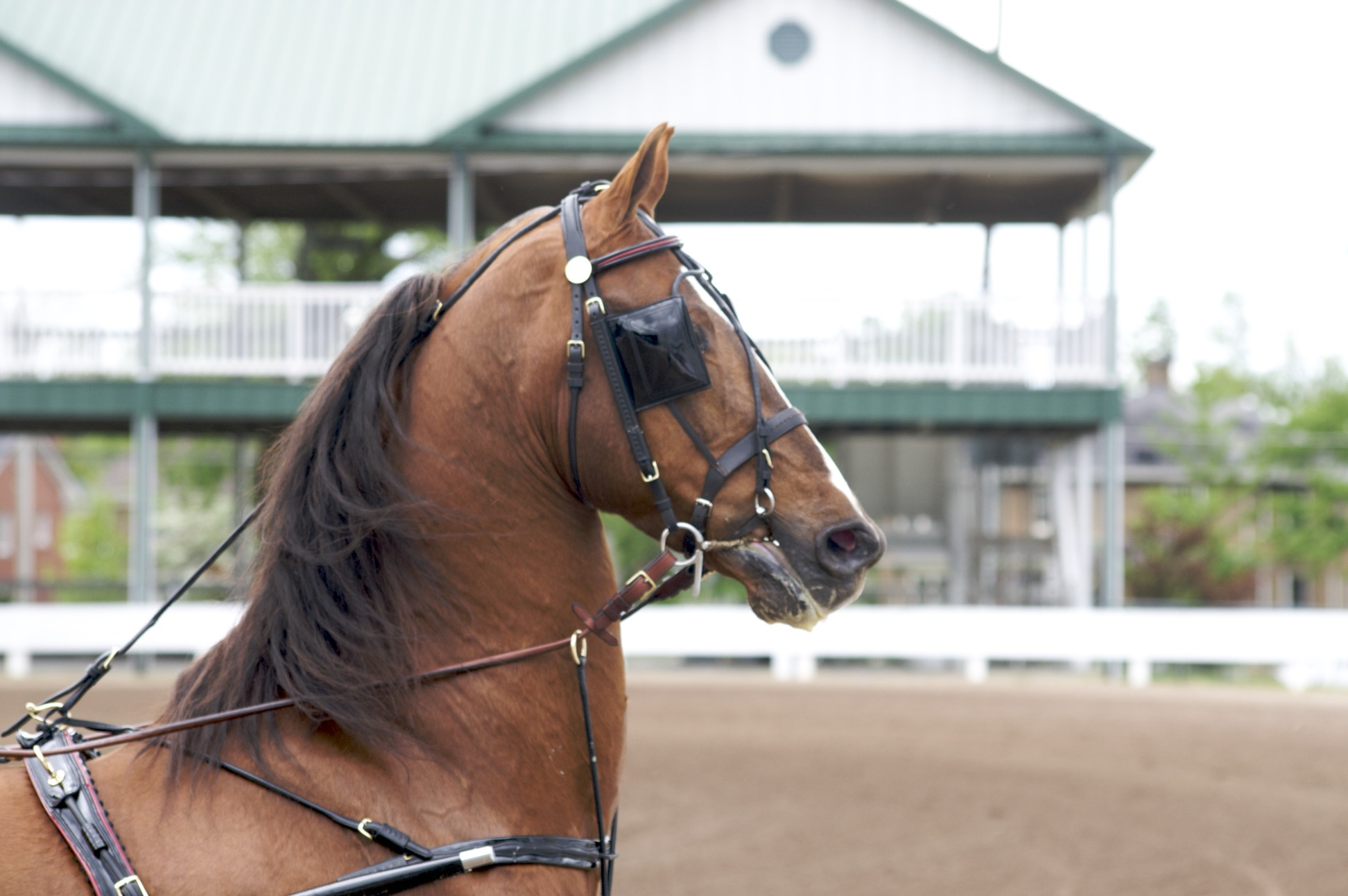
Saddlebred américain à crinière plus foncée que le corps

La présence de crins plus foncés que la robe chez l'alezan est documentée essentiellement chez des races non-européennes, telles que le Quarter Horse, le Karabakh et le cheval du Don,, son fonctionnement génétique restant inconnu. Il a été supposé que les crins dits tostado aient un lien avec l'hypothétique gène sooty.

### Gènes de dilution agissant sur l'alezan
Différents gènes de dilution peuvent agir sur une robe de base alezane pour l'éclaircir, même de façon additive,. La prise en compte de ces gènes de dilution est importante, car un cheval, par exemple, génétiquement palomino, sera testé positif à la fois à la mutation récessive {\displaystyle ee} responsable de la robe de base alezane, et à la mutation dominante MATP, qui est responsable du palomino en cas d'hétérozygotie.
Le gène Dun, ou « sauvage », donne des marques dites primitives comme la raie de mulet et les zébrures sur les membres sur une robe de base alezane, avec une teinte plus terne et une tête et des membres légèrement plus foncés, mais la robe alezan dun est rarement reconnue comme une robe à part dans la nomenclature française des robes,,,. Le Gène Champagne rend la peau du cheval rose, et transforme une robe de base alezane en champagne or, proche visuellement de la robe palomino,,. Le Crème transforme les chevaux alezans en palominos si un seul allèle est présent, et en crèmes (ou double crèmes) si deux allèles sont présents,,,,. Du fait de la grande variété de teintes de l'alezan, il existe aussi une grande variété de teintes palomino. Le double crème est indésirable chez un certain nombre de races de chevaux, ce qui fait préférer le croisement avec un alezan pour éviter la transmission de deux allèles Crème au poulain.
Le Gène Perle, qui interagit avec le Crème, peut agir sur l'alezan, mais il est très rarement observé dans la mesure où la plupart des chevaux porteurs de Perle sont des ibériques, chez lesquels l'alezan est rare. Le gène Mushroom, qui n'agit que sur la phéomélanine, n'existe pour sa part que chez le Shetland et des races de chevaux miniatures.

Chevaux alezans à la robe modifiée par l'action de gènes de dilution
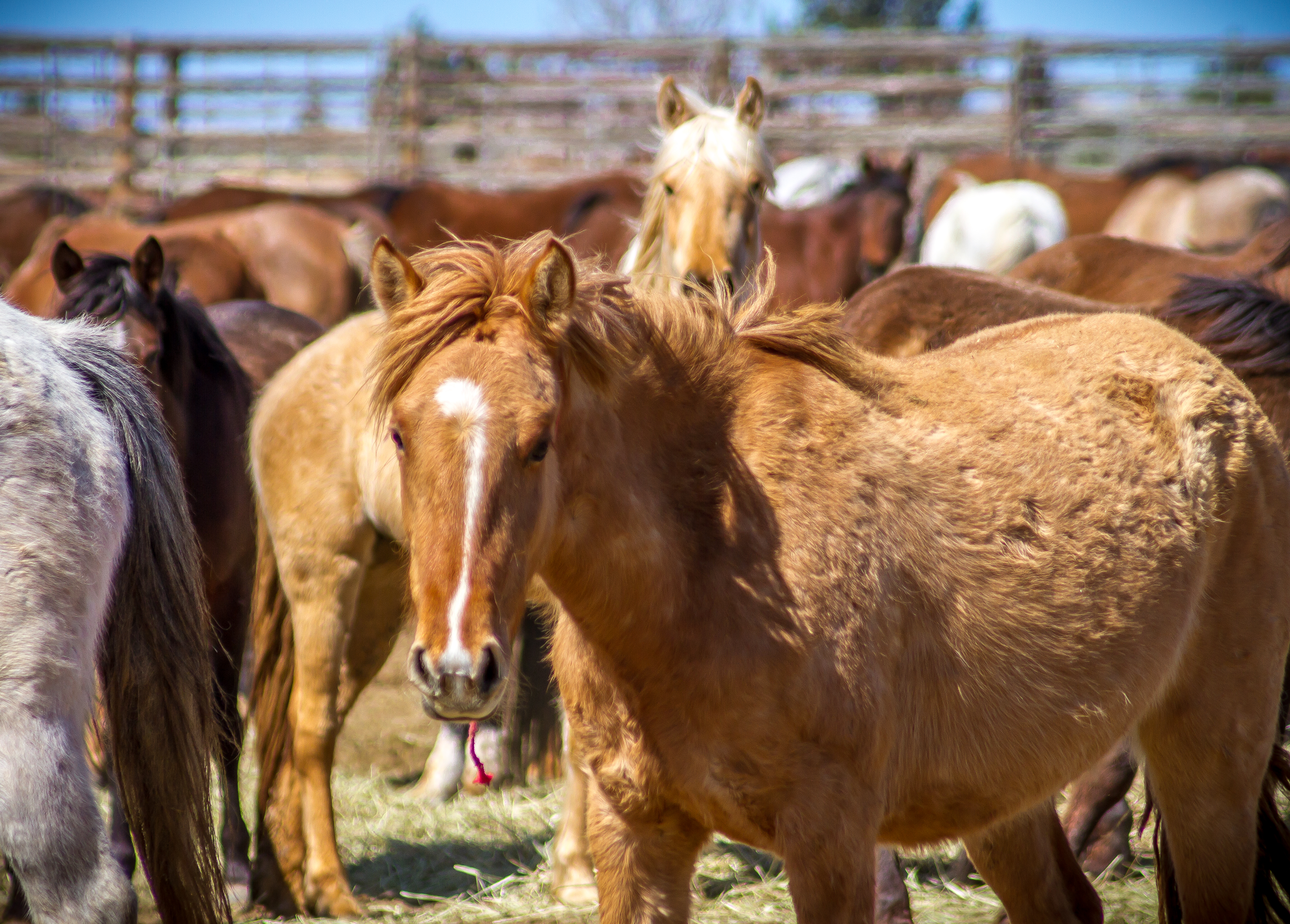
Alezan dilué par le gène Dun.
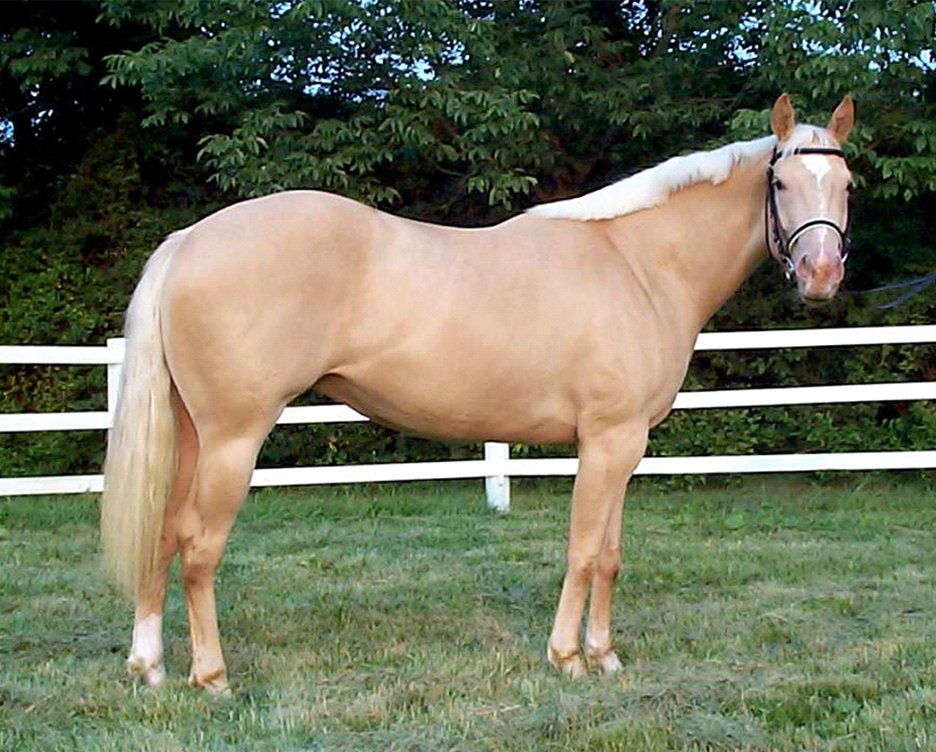
Champagne or, alezan dilué par le gène Champagne.
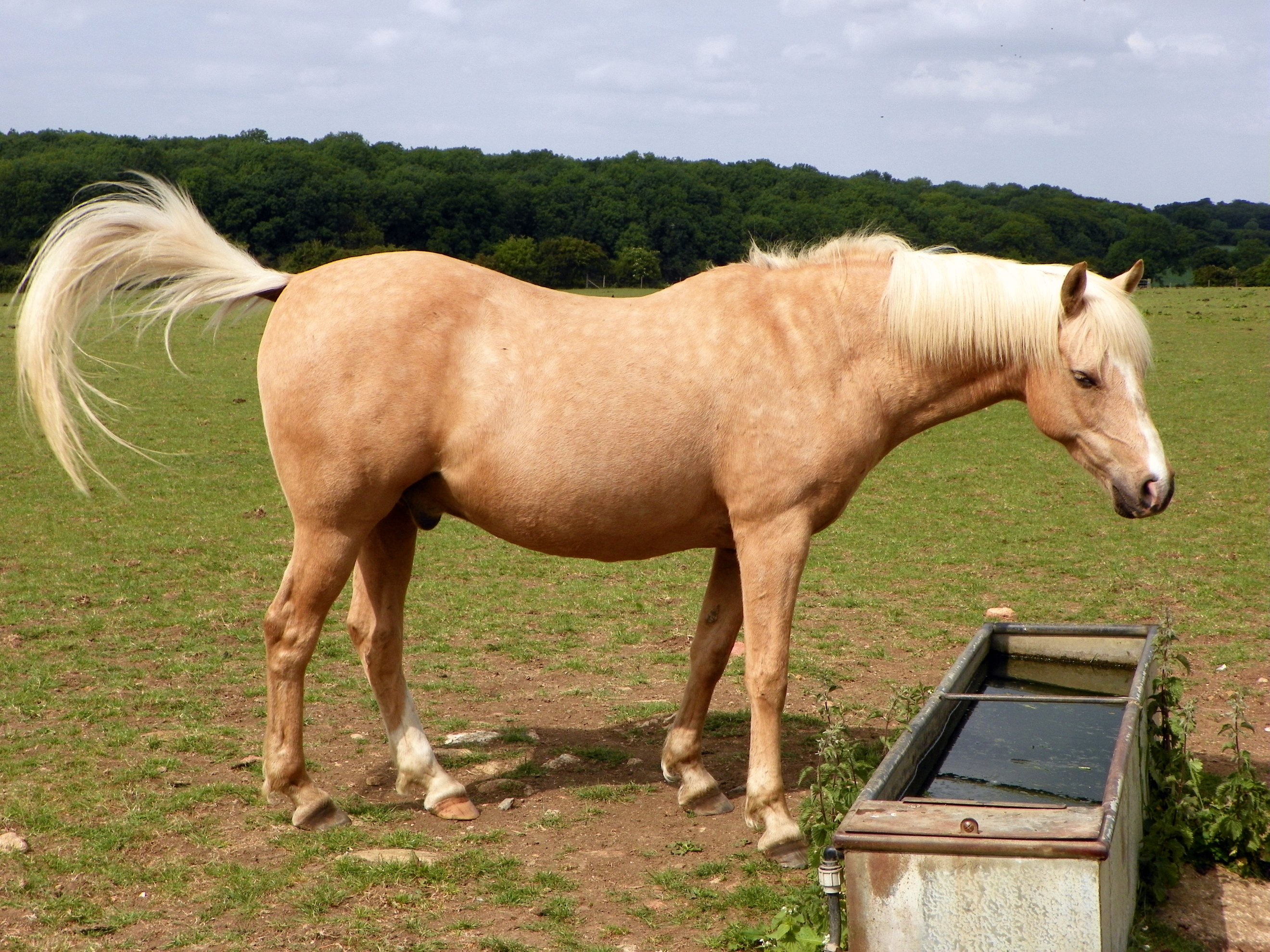
Palomino, alezan dilué par un allèle Crème.
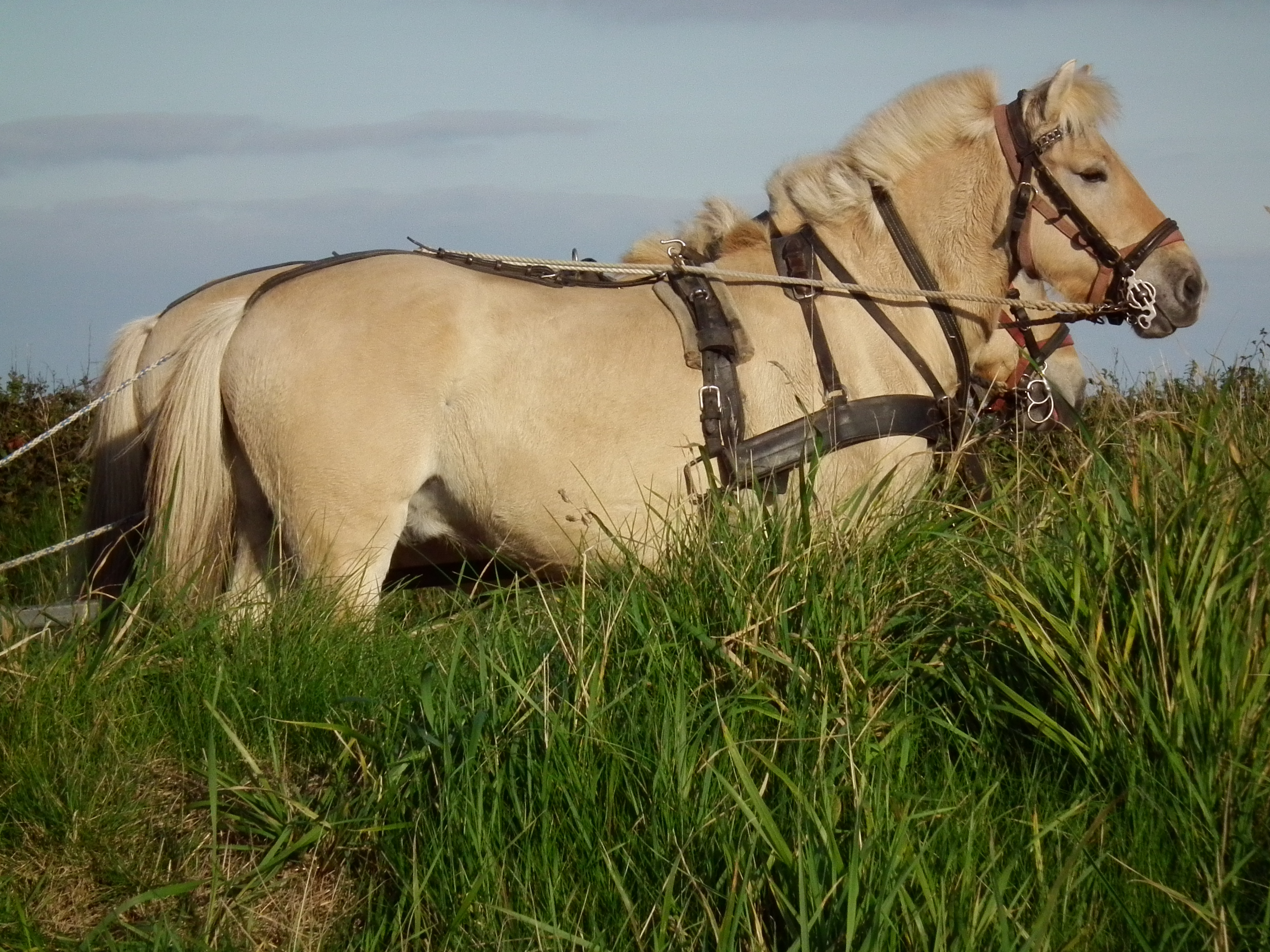
Dunalino, alezan dilué par un allèle Crème et un allèle Dun.
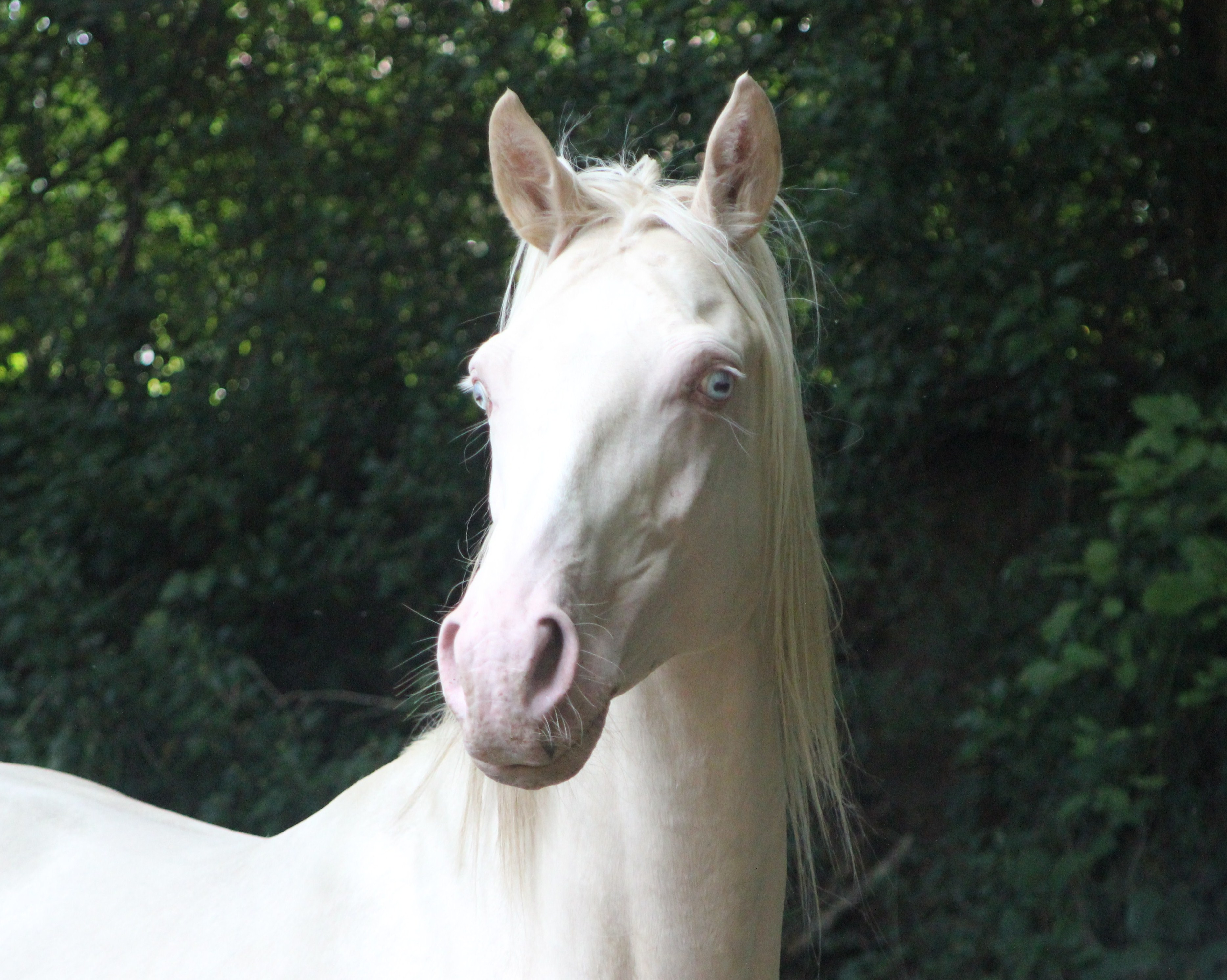
Crème, alezan dilué par deux allèles Crème.
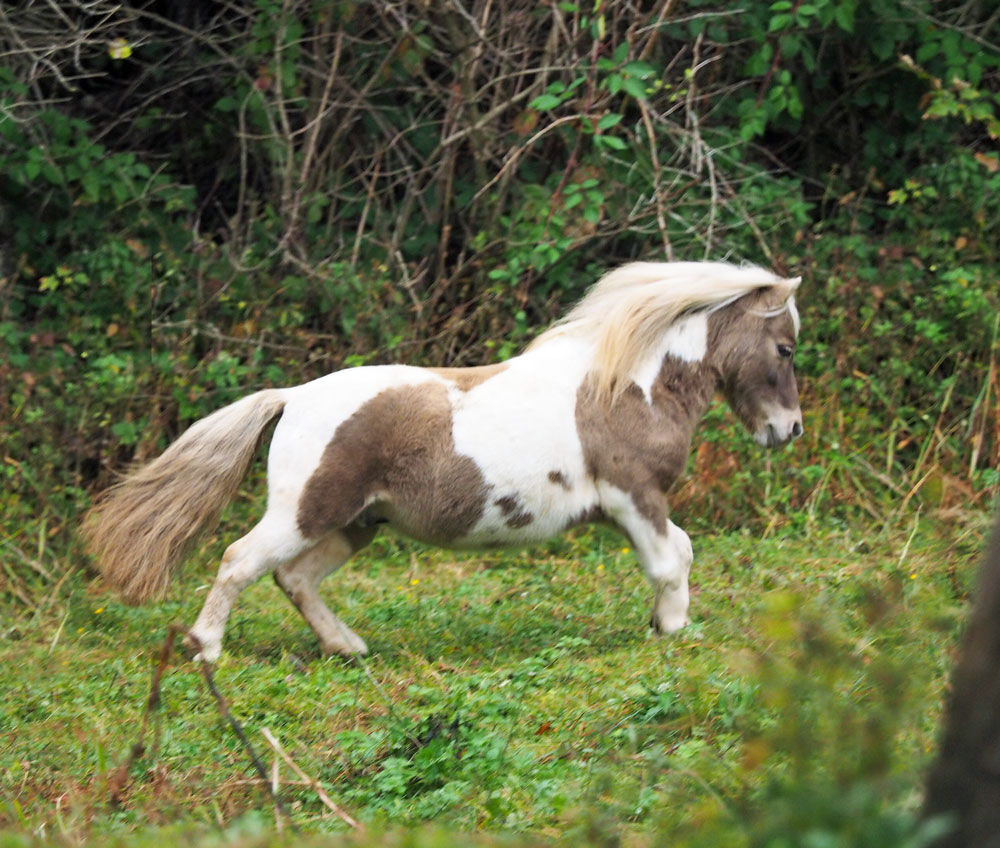
Mushroom, alezan dilué par le gène Mushroom

Parmi les combinaisons de robes diluées sur base alezane, le « dunalino » ou palomino dun est un alezan qui combine une dilution dun et une dilution crème.

### Gènes donnant des poils blancs sur l'alezan
Différents gènes donnant des poils blancs répartis soit en plaques (robes pie), soit en mélange évolutif (robes grises) ou non-évolutif (robe rouan), peuvent aussi modifier l'apparence de l'alezan. Le Gris est un gène très fréquent, responsable du grisonnement, qui emprisonne peu à peu la mélanine responsable de la couleur de la robe dans la peau du cheval, et finit par le rendre presque blanc au fil du temps. Les gènes responsables de l'alezan peuvent être génotypés chez un cheval gris, mais l'action dominante du Gris rend peu à peu l'alezan phénotypiquement invisible.
L'action du gène Rouan dissémine des poils blancs stables sur une robe plus foncée, les chevaux alezan porteurs de rouan étant nommés des aubères, ou alezans rouannés en France. Les chevaux alezans peuvent aussi présenter un rubican, c'est-à-dire quelques poils blancs stables en petite quantité ; en anglais, cette particularité est nommée birdcatcher spot lorsqu'elle concerne de petites taches rondes blanches, et rabicano lorsque les poils blancs sont mélangés sur les flancs et dans la queue du cheval. Le mécanisme génétique à l'origine de poils blancs sur des chevaux alezans non-génétiquement porteurs d'allèle Rouan reste à élucider.

Chevaux alezans à la robe modifiée par l'action de gènes donnant des poils blancs
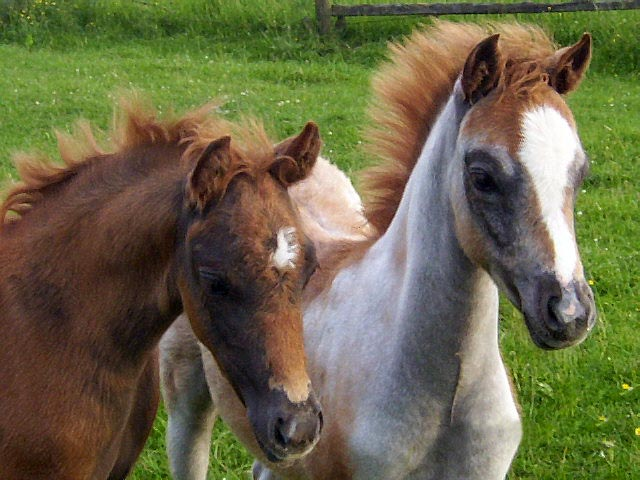
Poulain né alezan en début de grisonnement (à droite)
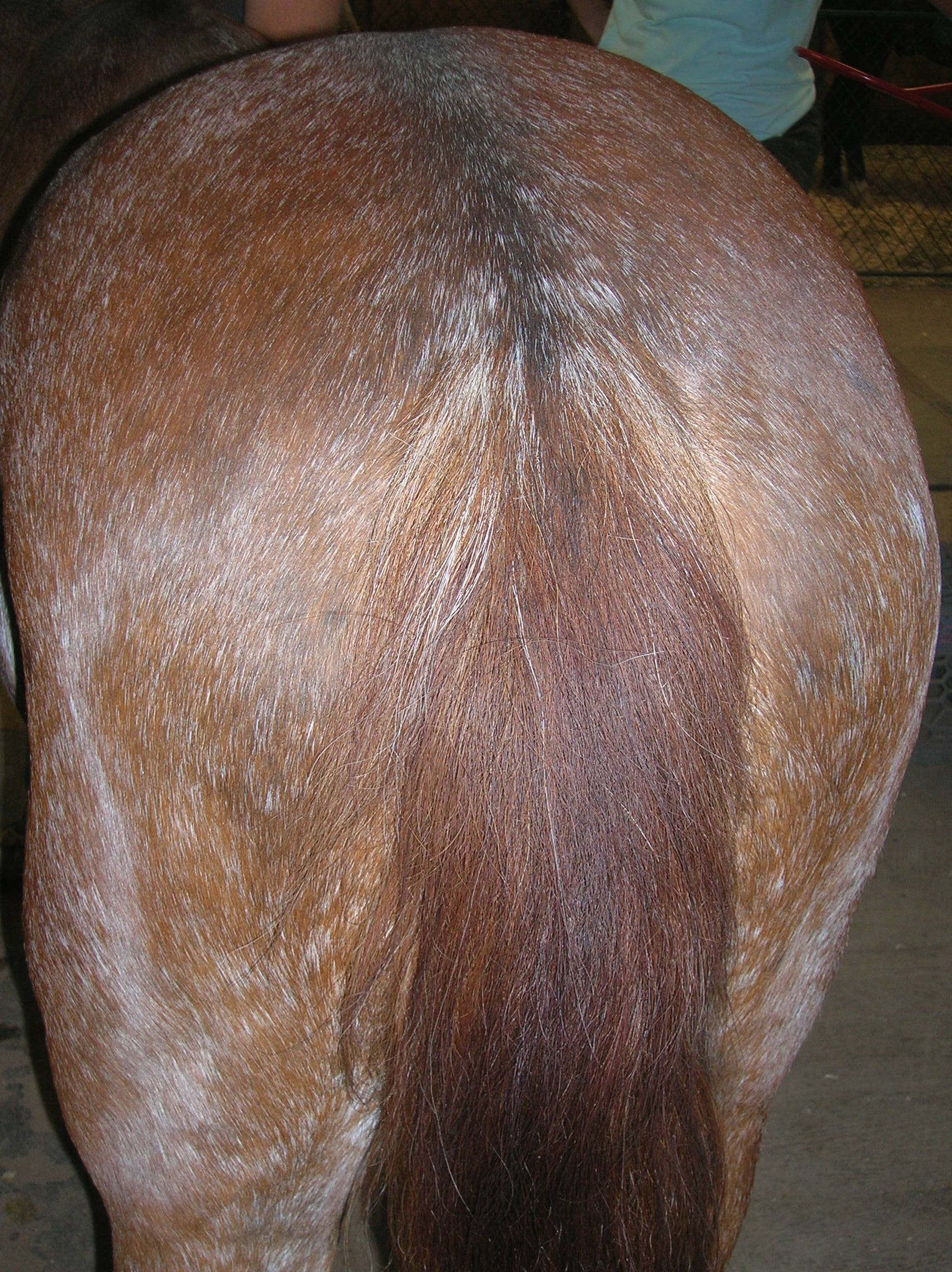
Rabicano / Rubican
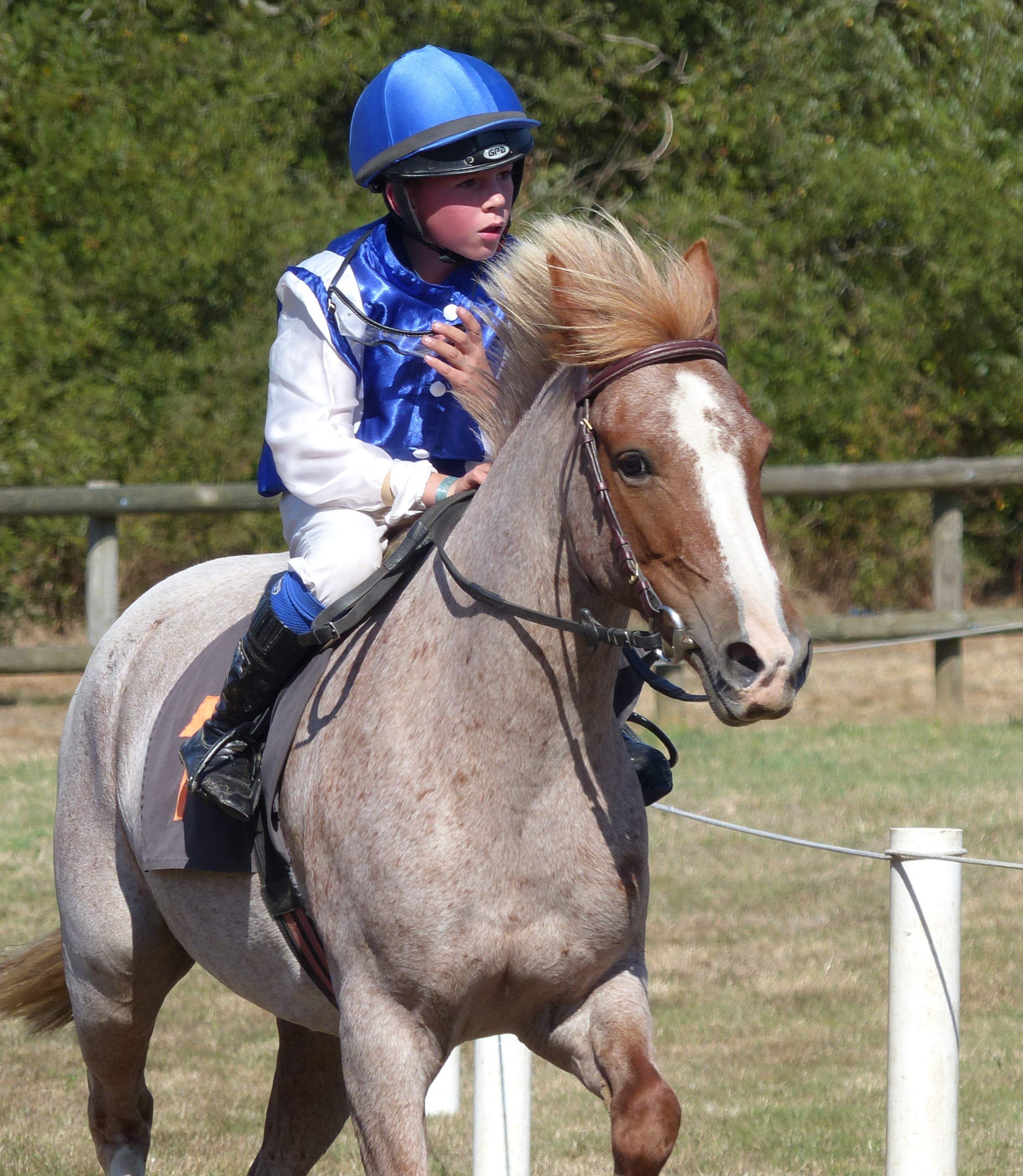
Aubère / alezan rouanné
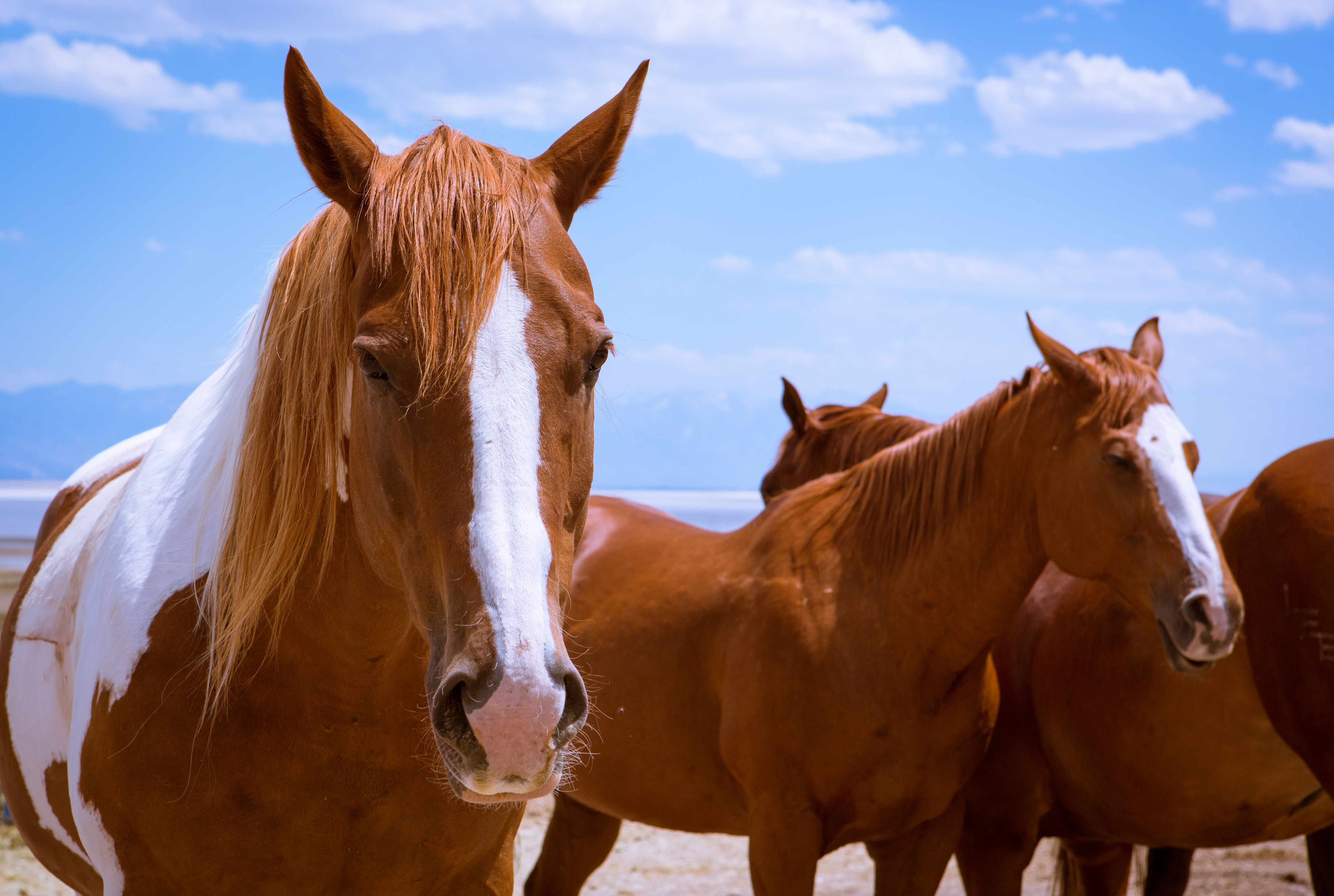
Alezan pie
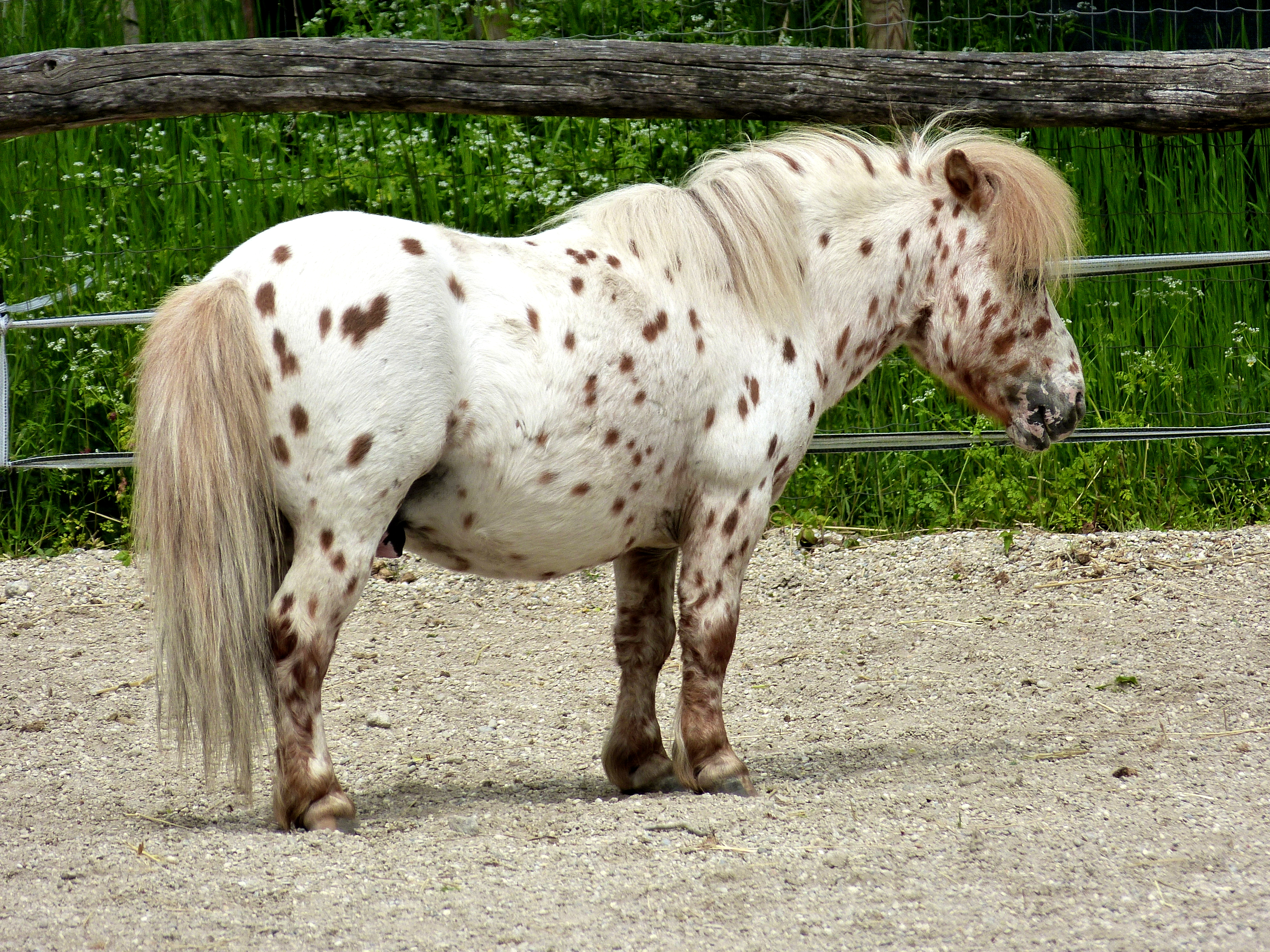
Alezan léopard

Les différentes formes de pie et les gènes de robes tachetées (complexe Léopard) agissent aussi sur l'alezan.

### Gènes présumés donnant des poils foncés sur l'alezan
Le gène présumé sooty, traduit en français par « fumé », pourrait rendre la robe alezane plus foncée, et la changer en alezan brûlé ; en l'absence de distinction génétique, les chevaux concernés sont tous classés sur la base de leur phénotype, comme étant des alezans brûlés,. Pour Sponenberg et Bellone, l'action du gène Sooty est bien reconnaissable par la présence de pommelures noires sur la robe ; de plus sa répartition chez l'alezan est généralement uniforme et différente de celle du bai, ce qui plaide pour des mécanismes génétiques bien différenciés.
L'analyse de la transmission de l'alezan chez des chevaux de race Franches-Montagnes par J. Henner et al. en 2002 laisse présumer que les nuances d'alezan brûlé aient un mode de transmission récessif.

Poils foncés sur des chevaux alezans
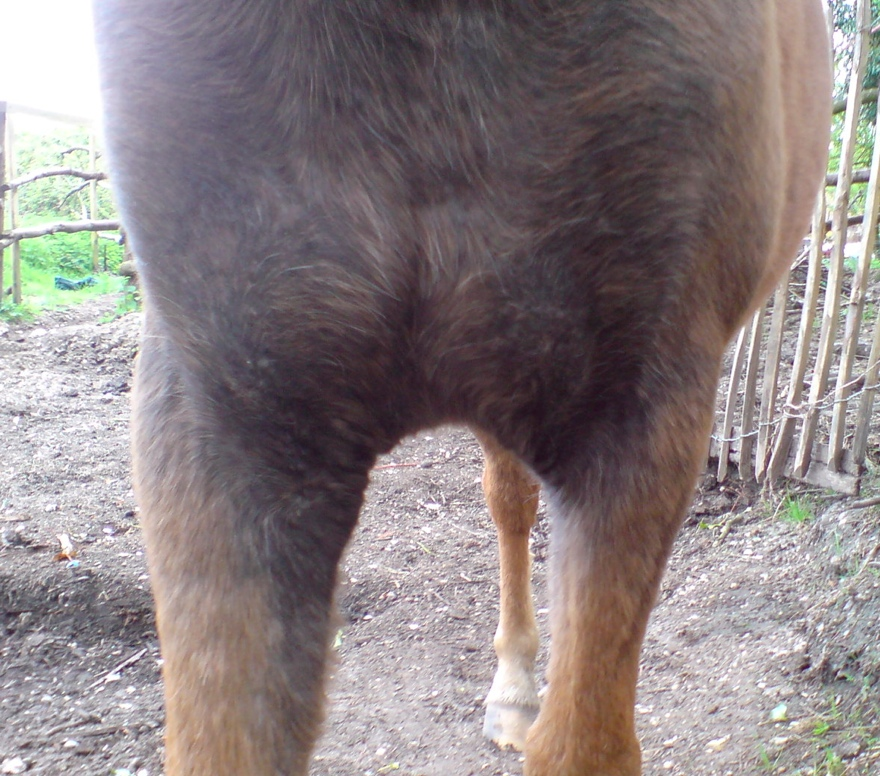
Poitrail d'un poulain alezan présumé sooty.
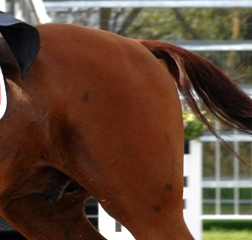
Charbonnures (Bend-Or spot) sur l'arrière-main.

Les chevaux alezans avec seulement quelques poils foncés sur le corps étaient jadis nommés « charbonnés » ; en anglais ces particularités sont appelées Bend-Or spots en référence à un Pur-sang alezan qui portait ce type de marques. Selon Sponenberg et Bellone, cette particularité est relativement plus fréquente chez les chevaux alezans que chez ceux d'autres robes, les taches foncées pouvant fortement varier en nombre,. D'autres auteurs estiment que ces taches noires n'existent que chez l'alezan,, et ont un lien avec le Sooty.
Enfin, il peut exister de très rares cas d'alezan bringé.

## Robe alezane dans la culture
Il existe différentes croyances associées à la couleur de la robe des chevaux, certaines robes devenant plus communes dans des régions particulières parce qu'elles sont positivement sélectionnées par des éleveurs,. La couleur d'un cheval constitue un critère important pour un acheteur ou utilisateur potentiel, induisant des biais dans le prix de vente de ces animaux,.
La robe alezane a mauvaise réputation en Europe au Moyen Âge, puisque le roux est associé symboliquement à la traîtrise et à la tromperie.

Chevaux alezans dans l'Art
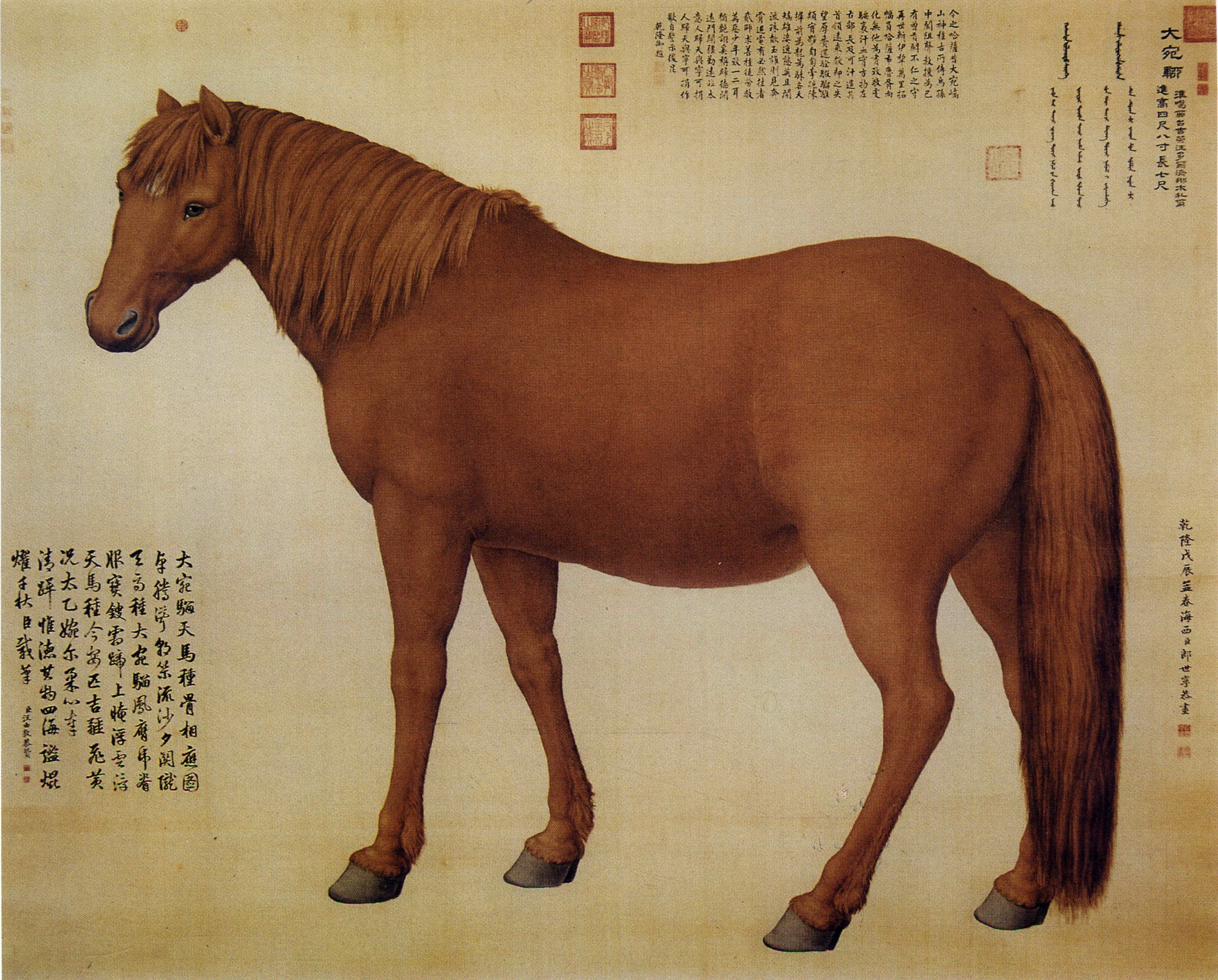
Dawanliu (大宛骝), par Giuseppe Castiglione, 1748
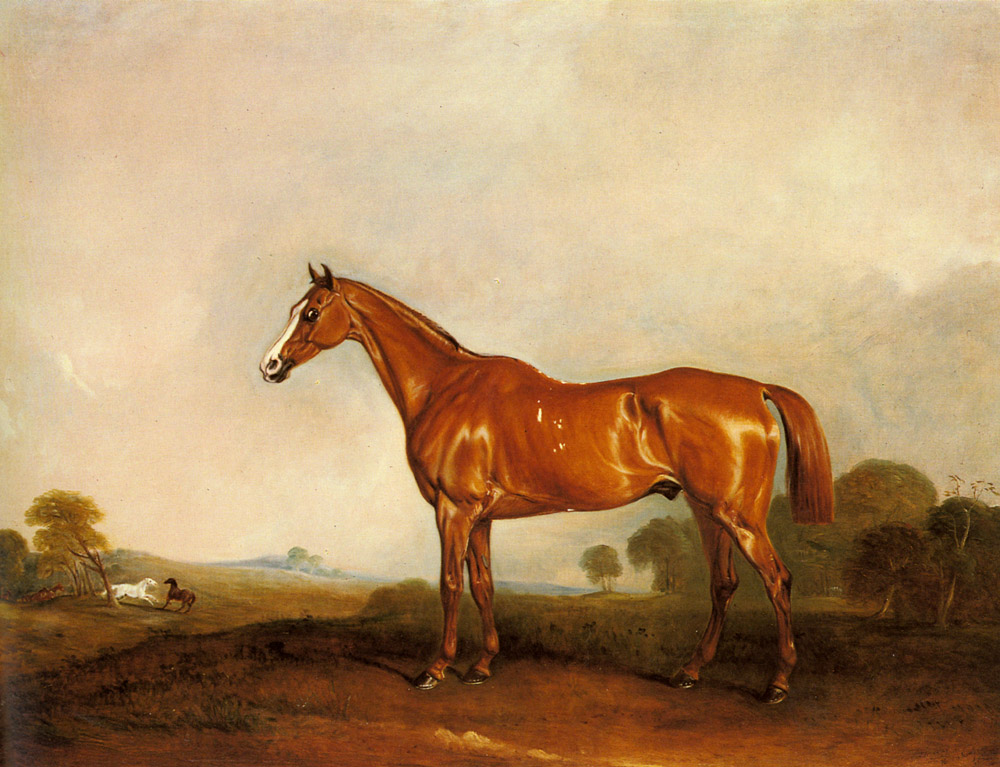
A Chestnut Hunter in a Landscape par John Ferneley (1782–1860)
Peinture iranienne à l'huile sur toile de 1988, représentant la panique du cheval de l'Imam Hussein.
Figurine de cheval alezan de la marque Breyer, 2018

En 2024, l'odeur d'un cheval alezan présent sur le saut Hermès inspire à la parfumeuse Christine Nagel la création d'un parfum nommé « Hermessence Oud Alezan »,.

### Croyances et stéréotypes anciens

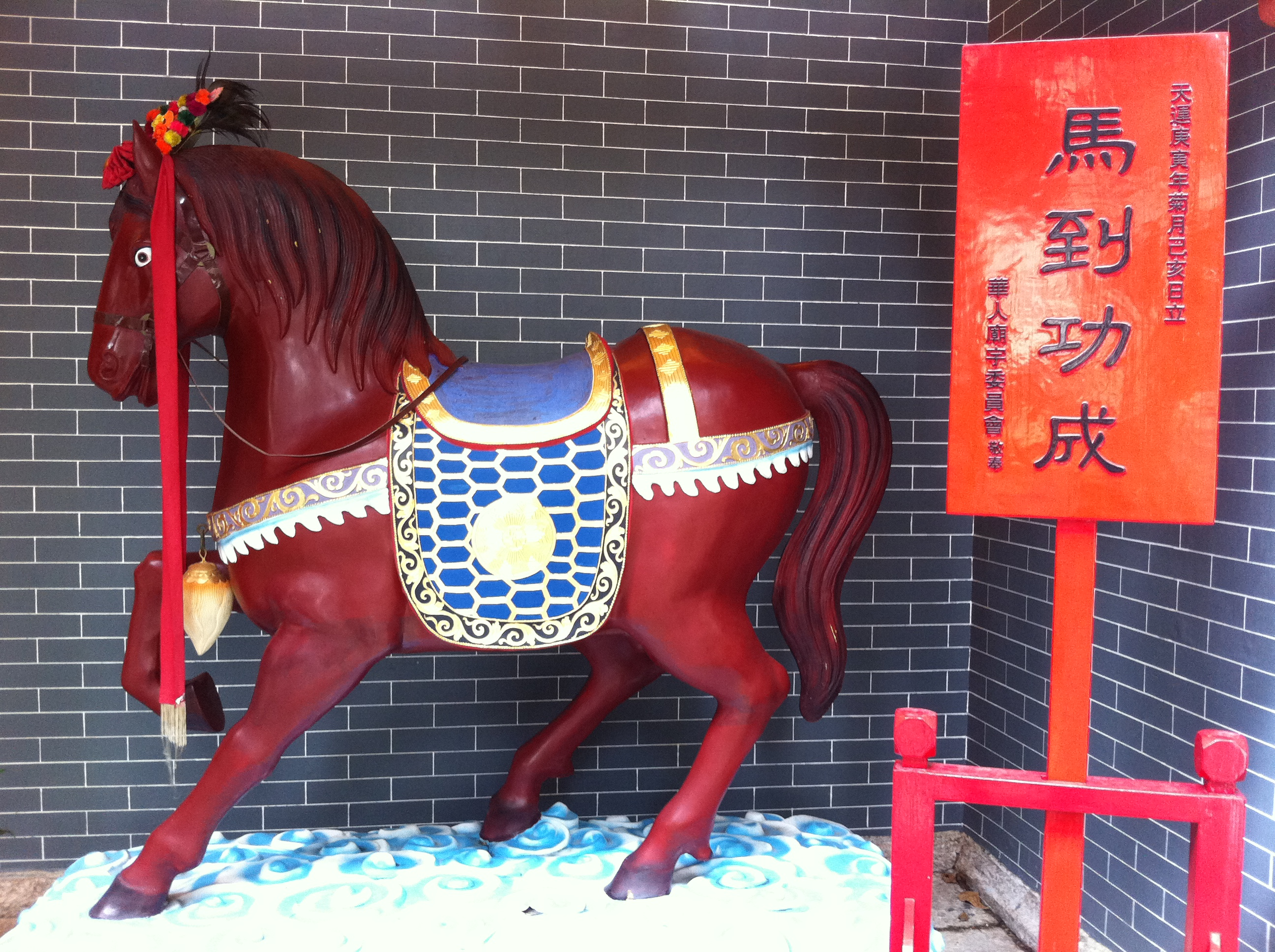
Statue du cheval de bataille semi-légendaire Lièvre Rouge devant le temple de Mo Tai à Sham Shui Po, Hong Kong.

Jean Taquet et l'écuyer italien du XVIe siècle Federico Grisone mettent en lien les robes des chevaux avec les quatre éléments et la théorie des humeurs, décrivant l'alezan comme ardent, colérique et bilieux, ainsi que l'est le feu,.
Dans La parfaite connaissance des chevaux, l'agronome français Louis Liger (1658-1717) décrit les chevaux alezans clairs, blonds et dorés comme « mous au travail », et selon lui ils ne « rendent point de bons services » ; au contraire les alezans foncés ou brûlés sont d'après lui « très-estimés », résistants à la fatigue et très courageux, avec une excellente réputation en Espagne, d'où un proverbe qu'il cite, « Aalasan tostado antes muerto que conzado ». Pinel traduit en 1883 ce même proverbe espagnol par « alezan, plutôt mort que lassé ».
D'après La Guérinière (1688-1751), l'alezan vineux et l'alezan brûlé font partie des robes les plus recherchées à son époque, les poils dits « mal teints » étant au contraire peu recherchés. Le baron de Curnieu cite aussi (en 1855) l'alezan brûlé comme « généralement excellent », et l'alezan lavé comme « lymphatique et toujours mauvais ».

« Dans aucune robe autant que celle-ci on ne doit s'attacher à la nature du poil, à la vivacité de ses nuances et de ses reflets pour juger du tempérament et des qualités »

— Baron de Curnieu, Leçons de science hippique générale, 1855.
En 1863, Vallon signale également cette croyance d'un lien entre la faible intensité du poil et le « tempérament lymphatique », citant en exemple de nombreux chevaux du Nord de la France qui sont selon lui de robe alezan lavée, et lymphatiques. Vallon précise aussi que dans la Marche, il était jadis impossible de faire saillir une jument par un étalon alezan, « tant est forte la croyance que les chevaux de cette robe sont rétifs, méchants et maladifs, surtout quand elle est claire ». En revanche, toujours à son époque, les chevaux présents dans le Midi de la France sont souvent alezans.
Le baron de Curnieu cite enfin une mauvaise réputation de l'alezan en Pologne, où « généralement tout cheval de cette robe se vend moins bien que bai ou gris ».

### Croyances et stéréotypes modernes

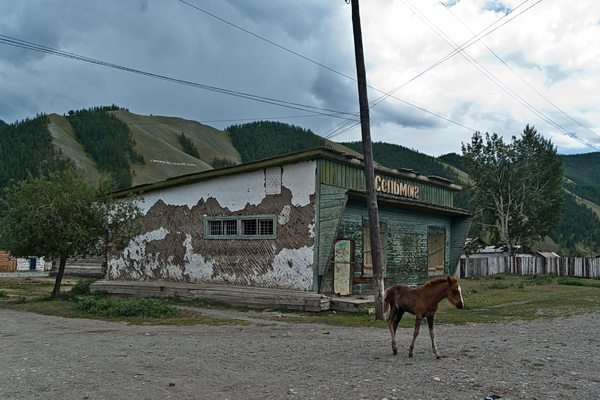
Poulain alezan foncé (khüren shilgi) dans un village près du Kara-Khol à Touva.

Cette robe reste peu appréciée de nos jours en France et dans divers pays anglophones ; la jument alezane souffre en effet de stéréotypes négatifs persistants aux États-Unis et au Royaume-Uni. Une expression anglophone avertit d'éventuels cavaliers que « Chestnut mare, beware ! » (en français : Jument alezane, attention !), répandant ce stéréotype selon lequel les chevaux alezans seraient fous ou dangereux,.
D'après l'ethnologue Victoria Soyan Peemot, parmi les Touvains modernes, seule la robe alezane très soutenue et foncée, proche du noir (khüren shilgi) est jugée acceptable pour un cheval de l'Altaï, les autres variantes d'alezan étant jugées inacceptables.

### L'alezan selon la religion

#### Culture chrétienne

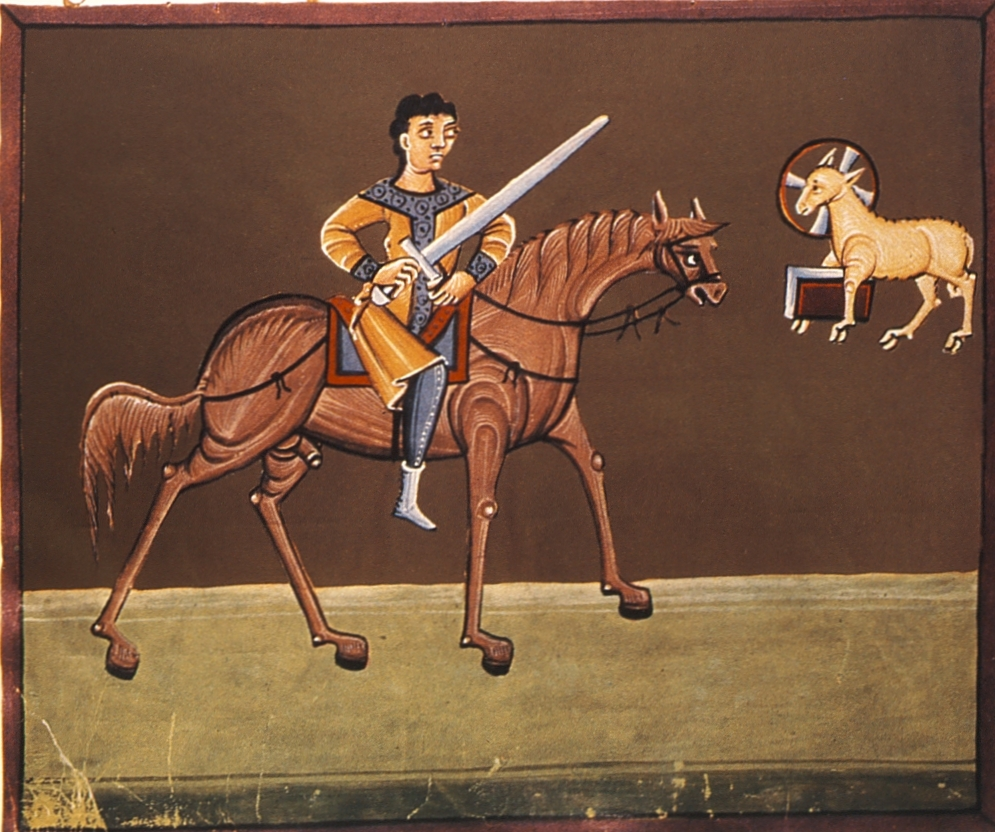
Le second cavalier de l'Apocalypse, sur son cheval rouge feu, d'après l'Apocalypse de Bamberg (XIe siècle).

D'après Wutke et al., l'influence du symbolisme de la religion chrétienne a probablement joué un rôle dans le succès des chevaux de robe unie en Europe au début du Moyen Âge. En effet, le très influent texte de l'Apocalypse, dernier livre du Nouveau Testament, attribue une symbolique aux quatre chevaux des cavaliers de l'Apocalypse. Le second des quatre cavaliers de l'Apocalypse, responsable de la guerre qui annonce la fin du monde, monte un cheval de robe alezane, décrit comme « rouge feu ».
Wutke et al. postulent que le symbolisme associant l'alezan à la couleur du cheval de la guerre ait pu favoriser une sélection positive de cette robe pour les besoins militaires en Europe, ce qui apparaît cohérent avec une image populaire des chevaux de cette couleur à l'époque, décrits comme « courageux », une qualité vraisemblablement appréciée chez un cheval de guerre. L'alezan reste ensuite associé à l'idée d'un caractère difficile.

#### Culture musulmane
L'alezan est historiquement très apprécié dans plusieurs pays où se pratique l'Islam, en particulier si sa teinte est vive. En arabe classique, il est nommé « achkar » ou « choukrah ».
Selon le Nâçerî, « ses mérites sont vantés par beaucoup de témoignages »,, le Prophète lui prêtant « force et bénédiction » et le décrivant comme un « excellent cheval ». Cet ouvrage cite le compagnon du Prophète Abd Allah ibn Amr ibn al-As, qui aurait dit « le meilleur des chevaux est l'alezan, et il est le plus avantageux, à condition qu'il soit balzané ». Il rapporte aussi les paroles d'Amrû ibn al-Hârith, qui cite le Prophète, disant « si tu rassembles les chevaux des Arabes sur un terrain et que tu les lâches, leur vainqueur sera un alezan ».
Il cite enfin un dicton arabe de l'époque selon lequel « si l'on vous rapporte que l'on a vu un alezan voler, croyez-le », ; le général Daumas rapporte ce même dicton dans son œuvre Les Chevaux du Sahara.
Il ajoute une variante à ce dicton : « l'alezan vole comme l'oiseau ; le bai bondit seulement comme la chèvre ».

### Fiction

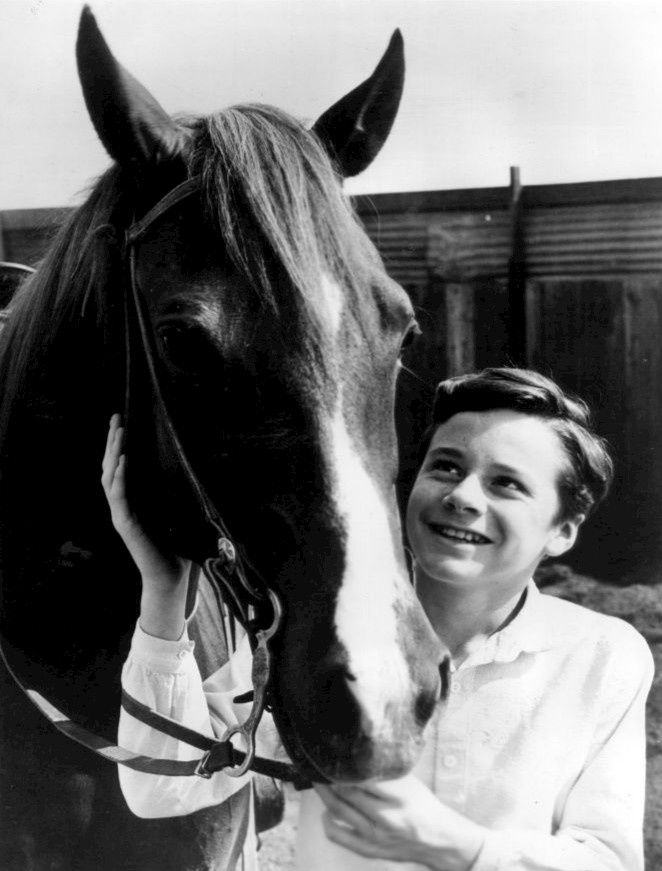
Affiche promotionnelle de la série télévisée américaine des années 1960 Mon amie Flicka, dont la protagoniste est une jument alezane.

Dans le roman d'Anna Sewell Black Beauty, l'une des juments présentées durant le parcours du cheval noir qui donne son nom au livre, Ginger, est une grande jument de robe alezane, au caractère difficile en raison des maltraitances passées qu'elle a subies ; cette référence culturelle pourrait être au moins en partie à l'origine de la mauvaise réputation de l'alezan dans des pays anglophones.
Flicka, la pouliche qui donne son nom au roman Mon amie Flicka, est de robe alezane avec une crinière blonde, dans un contexte où la robe unie est plutôt la règle pour des chevaux célèbres via la littérature de jeunesse américaine. Son père, Banner, est alezan, tandis que sa mère, Rocket, est noire. Cette jument est l'une des plus connues du public américain, le roman Mon amie Flicka ayant eu des millions de lecteurs.
L'antagoniste de Black, L'Étalon noir protagoniste de la série de romans pour la jeunesse écrite par Walter Farley, est un étalon alezan nommé Flamme.
La série chinoise des années 1990 La romance des trois royaumes (en) a impliqué une cinquantaine de chevaux pour son tournage, et parmi eux, un Pur-sang alezan qui a joué le rôle de Lièvre Rouge, fameux cheval de bataille semi-légendaire chinois, décrit comme « l'âme du guerrier » par Cao Cao.
Dans le film de 2005 Dreamer, la jument de course alezane Sonador remporte la Breeders' Cup Classic.
L'auteur namurois Jean-Hubert Mabille a écrit en 2024 un roman policier parodique dont l'intrigue se déroule dans le milieu hippique, Le chant de l'alezan.

### Jeu vidéo
La jument de jeu vidéo Épona, montée par Link dans différents opus des jeux The Legend of Zelda, est de phénotype bai silver dans Ocarina of Time et Majora's Mask, puis alezan crins lavés à partir de Twilight Princess.

### Chevaux alezans connus
L'alezan étant une robe très commune, de nombreux chevaux mythiques ou historiques entrés à la postérité sont de cette couleur. C'est le cas de l'un des chevaux du héros de la mythologie grecque Achille, nommé Xanthos ; l'historien Bernard Sergent traduit son nom par « blond » ou « alezan ». Le Prophète de l'Islam aurait monté une jument alezane nommée Sabhah durant une course qu'il remporta un jeudi ; il l'avait achetée contre dix chameaux à un Arabe de la tribu des Béni Djoheïnah.
D'après le baron de Curnieu, le roi de Suède Charles XII aurait fait son entrée à Stockholm « sur un cheval alezan ferré d'argent ».

Chevaux alezans célèbres
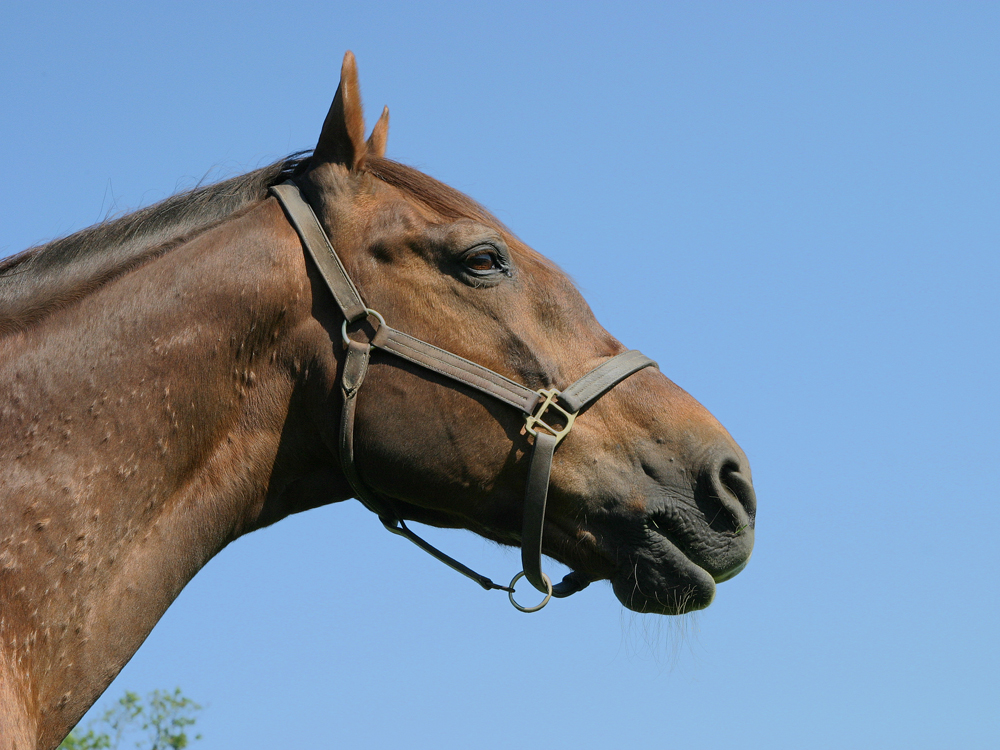
Ourasi, trotteur français, pendant sa retraite en 2006
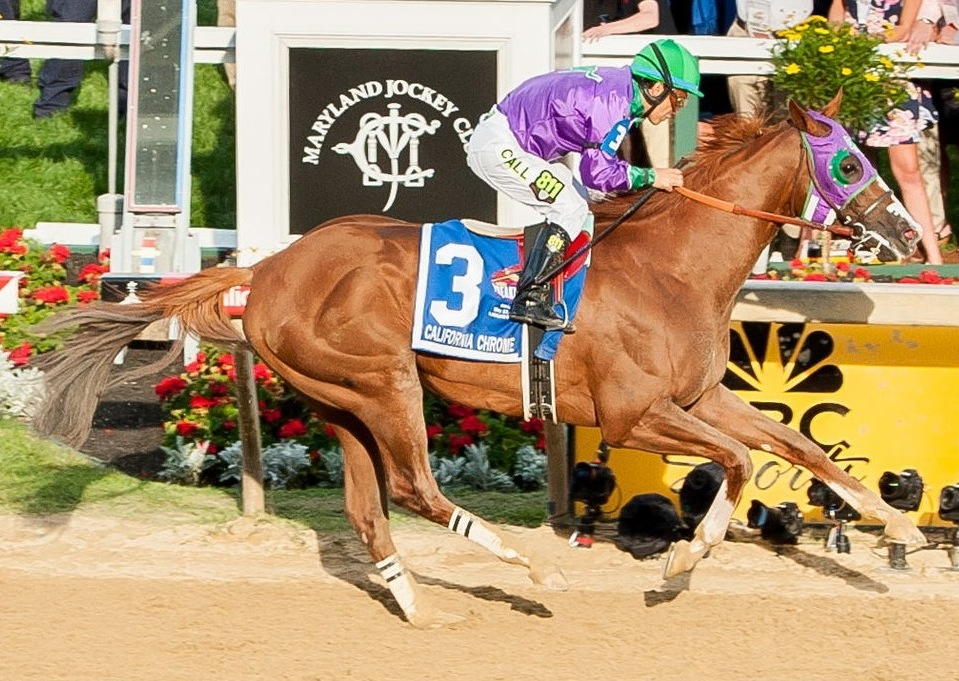
California Chrome, pendant sa victoire au Preakness Stakes de 2014
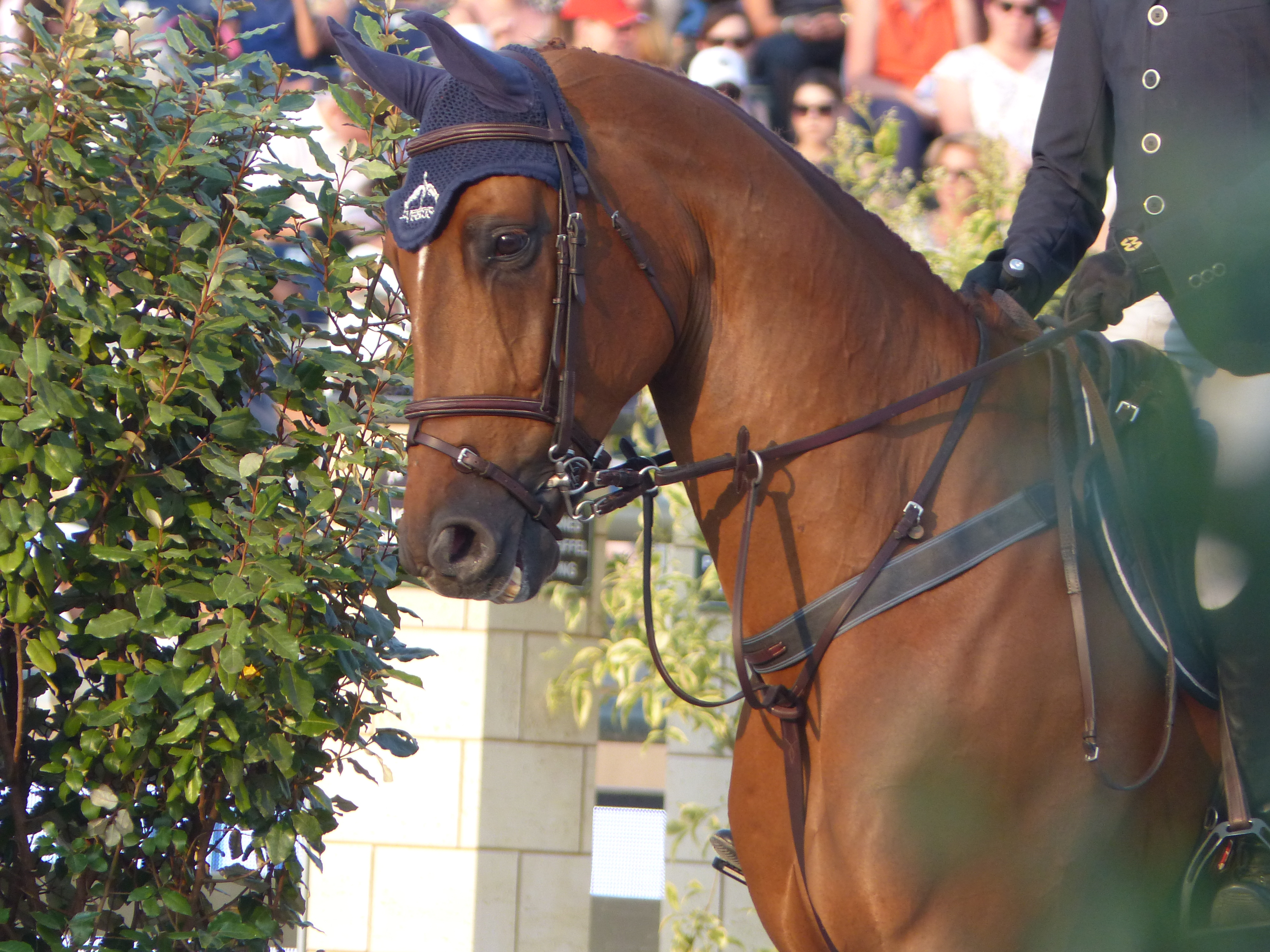
Explosion W, champion du monde de saut d'obstacles, au Paris Eiffel Jumping de 2018.

Le très fameux Pur-sang invaincu Eclipse était de cette couleur. Ourasi, alezan, élu « cheval du siècle » en France, est le seul trotteur au monde à avoir remporté quatre fois le Prix d'Amérique,. De nombreux chevaux de sport français sont de cette couleur, notamment les champions de saut d'obstacles Rêveur de Hurtebise, Flora de Mariposa et Sydney Une Prince, qui ont participé aux Jeux olympiques d'été de 2016. La moitié des chevaux honorés par le Quarter Horse Hall of Fame sont alezans.
Le cheval médaille d'or individuel de saut d'obstacles des Jeux olympiques d'été de 2020 à Tokyo est un alezan, nommé Explosion W.
Les deux meilleurs chevaux de course Pur-sang américains du XXe siècle selon le magazine The Blood-Horse sont deux alezans, Man o'War et Secretariat.

### Note
1. ↑  Des photographies de ces marques noires sur base baie existent dans Wikimedia Commons et y sont effectivement plus rares que chez les alezans, ce qui tend à confirmer l'hypothèse de Sponenberg et Bellone.